# ウクライナ

ウクライナ
Україна

国の標語：Воля, злагода, добро (ウクライナ語)
(訳 : 自由、調和、善良)
国歌：Ще не вмерла Україна（ウクライナ語）
ウクライナは滅びず

ウクライナ（ウクライナ語: Україна、[ʊkrɐˈjinɐ] ( 音声ファイル)、英語: Ukraine）は、東ヨーロッパに位置する共和制国家。首都はキーウ（キエフ）。東はロシア連邦、北はベラルーシ、西はポーランド、スロバキア、ハンガリー、西南はルーマニア、モルドバと国境を接しており、南は黒海に面し、トルコなどと向かい合う。
人口は、2025年時点で約3286万人（ロシア支配地域を除く）で、ヨーロッパで8番目に人口の多い国である。なお2022年以降、ロシアによる侵攻を受けて多くのウクライナ国民が難民として国外に脱出している。

## 概要
現在、ウクライナが位置している地域には紀元前3万2千年から人が住んでいたとされる。中世にはキエフ大公国（キエフ・ルーシ）によって統治され、東スラブ文化の中心地としてウクライナおよびロシアのアイデンティティの基礎が形成された。
12世紀以降、モンゴルのルーシ侵攻により領土が破壊され、ポーランド・リトアニア共和国、オーストリア゠ハンガリー帝国、オスマン帝国、モスクワ大公国などに分離した（キエフ大公国の分裂）。キエフ大公国の故地のうち、現在のウクライナにあたる地域の一部は14世紀以後、小ロシアと呼ばれるようになる。
1649年、現在のウクライナにヘーチマン国家が成立し、1654年以後はモスクワ大公国（ロシア帝国）の保護を受ける。1667年、ロシア・ポーランド戦争の結果ポーランドに割譲されたドニプロ川右岸地域では1699年にコサック隊は廃止される。ドニプロ川左岸地域のヘーチマン国家はロシアの防衛に貢献するコサック国家として繁栄したが、1764年にロシアのエカチェリーナ2世がヘーチマン制を廃止、翌1765年に国土はロシアの小ロシア県に編成され、1786年にコサック連隊制が廃止となった。
第一次世界大戦では中央同盟国（ドイツ帝国、オーストリア＝ハンガリー帝国など）とロシア帝国の戦場になった（東部戦線 (第一次世界大戦)）。大戦中のロシア革命でロシア帝国が崩壊すると、ウクライナの民族自決運動が起こった。1917年6月23日、国際的に認められたウクライナ人民共和国が宣言されたが、ロシア内戦などを経て、ウクライナ・ソビエト社会主義共和国はソビエト連邦の一部となった。第二次世界大戦では独ソ戦の激戦地となった。第二次世界大戦後、ソ連は占領したポーランド東部を併合する代わりにポーランドとドイツの国境をオーデル・ナイセ線へ移動させた。旧ポーランド東部はソ連へ併合され、ウクライナ人が多く住むガリツィア地方はウクライナ西部となった。
その後、ソビエト連邦の崩壊に伴い、1991年にウクライナは独立国となった。
独立後、ウクライナは中立国を宣言し、旧ソ連のロシアや他の独立国家共同体（CIS）諸国と限定的な軍事提携を結びつつ、1994年には北大西洋条約機構（NATO）とも平和のためのパートナーシップを結んだ。
2013年、ヤヌコビッチ政権がウクライナ・EU連合協定の停止とロシアとの経済関係の緊密化を決定した後、ユーロマイダンと呼ばれる数か月にわたるデモや抗議運動が始まり、後に尊厳革命に発展し、ヤヌコビッチの打倒と新政府の樹立につながった。これらの出来事を受け、旧ソ連圏への影響力回復を目指すロシアのウラジーミル・プーチン政権はウクライナ国内の親ロシア派を通じた内政干渉や領土蚕食を進め、2014年3月のロシアによるクリミアの併合、2014年4月からのドンバス戦争の背景となった。
2016年1月1日、ウクライナは欧州連合（EU）との深層・包括的自由貿易圏の経済コンポーネントを申請した。
2021年3月からロシアとの間で緊張が高まり、2022年2月24日、ロシアのウクライナ侵攻が開始された。
ウクライナは、人間開発指数で74位の発展途上国である。加えて、ヨーロッパで2番目に貧しい国であり、非常に高い貧困率と深刻な汚職に悩まされている。一方、肥沃な農地が広がっているため、ウクライナは世界有数の穀物輸出国である。
また、ロシア、フランスに次いで兵員数ではヨーロッパで3番目に大きな軍隊を保有している。国連、欧州評議会、欧州安全保障協力機構、GUAM、ルブリントライアングルに加盟しており、独立国家共同体の創設国の一つであるが、独立国家共同体に加盟することはなかった。
国際指標である「腐敗認識指数」の国別ランキングでは、2021年度の時点において122位と、政治、軍事組織による長年の汚職と腐敗問題が続いていたが、2022年は116位、2023年は104位となっており、近年は腐敗の改善がみられる。（腐敗認識指数は順位が低いほど腐敗認識される）

## 国名
ウクライナの最高法規であるウクライナ憲法によると、当国の正式国号は「Україна」である。公式の英語表記は「Ukraine」（ユークレイン）であり、非公式には「the Ukraine」も使用される。ドイツ語では「Ukraine」（ウクライーネ）とよばれている。
日本語の表記は「ウクライナ」となっているが、2019年7月に在日ウクライナ大使館はウクライナ語を基にした「ウクライーナ」と表記すべきであるという意見を表明した。しかし、その後の2019年9月、同大使館や日本国外務省の代表者や国会議員、ウクライナ語専門家の参加を得て開催されたウクライナ研究会主催の「ウクライナの地名のカタカナ表記に関する有識者会議」において「国号について、ウクライナの変更はしない」という結論が出され、同大使館案は採用されなかった。漢字表記は現在の日本では滅多にされないが、「宇克蘭」、または「烏克蘭」と表記される。
「ウクライナ」というスラヴ語の地名の初出は、『原初年代記』イパチー写本の「キエフ年代記」にある1187年の条である。この地名は、キエフ公国・チェルニーヒウ公国と並んでルーシ大公国の歴史的中枢地に含まれるペレヤースラウ公国の範囲を示している。また、この地名は他のルーシ年代記の1189年の条、1213年の条、1280年の条にも「ウクライナ」あるいは「ヴクライナ」という形で登場し、ガリツィア地方、ヴォルィーニ地方、ポリーシャ地方を指す用語として用いられている。
13世紀にルーシ大公国が滅び、その中部・南部の地域がリトアニア大公国とポーランド王国に併合されると、「ウクライナ」は併合地の領域を表す地名としてリトアニア・ポーランドの年代記や公式文書などに使用されるようになる。14世紀から17世紀にかけて広義の「ウクライナ」はルーシ人が居住するガリツィア地方、ヴォルィーニ地方、ポジーリャ地方、ブラーツラウ地方とキエフ地方の範囲を示し、狭義の「ウクライナ」はキエフを中心としたドニプロ川の中流域を示している。
「ウクライナ」の地名の両義性は、ウクライナ・コサックのヘーチマン国家が誕生する17世紀半ば以後にも東欧の古文書にみられる。狭義の「ウクライナ」は当国家の支配圏を指しているが、広義の「ウクライナ」は当国家の支配圏外のルーシ人の居住地を意味している。しかし、ヘーチマン国家がロシアの保護国になることにより、「ウクライナ」はドニプロ川の中流域だけを意味するようになり、17世紀以降はルーシの本土を意味する小ロシア（小ルーシ）という地名の同義語となった。
19世紀後半から20世紀初頭にかけて、ルーシ系の知識人による民族運動が発展していくにつれて、「ウクライナ」はルーシ人が居住する民族領域を意味する名称となり、「ルーシ人」は「ウクライナ人」という民族名に取って代わられた。1917年に成立したウクライナ人民共和国において初めて、「ウクライナ」という名称が正式な国号の中で用いられることとなった。

### 語源

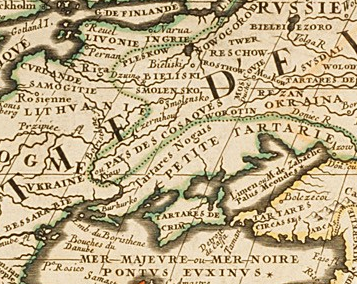
V・コロネリによる東欧地図（1690年）。キーウを中心とした地域は「VKRAINE ou PAYS DES COSAQUES（ウクライナあるいはコサックの国）」と記されている。隣の「OKRAINA（辺境）」はロシア南部の国境地帯を指す。

「ウクライナ」の語源については、「国」といった意味であるという説と、「辺境」といった意味であるという説がある。前者は「内地」を意味する中世ルーシ語の「ウクライナ (ѹкраина)」・「ヴクライナ (вкраина)」という単語に基づいており、後者は「僻地」を意味する近世のポーランド語の「オクライナ (okrajna)」や、ロシア語の「オクライーナ (окраина)」という単語に基づいている。
「ウクライナ」/「ヴクライナ」に関連する単語の中で、最も基本的で、現在でも使用されている一音節の「クライ (край)」という単語には「地域」「隅」「境」「端」などの複数の意味がある。これから派生したウクライナ語の「クライーナ (країна)」という名詞は「国」を意味する。ウクライナ語では「ウ〜 (у-)」と「ヴ〜 (в-)」は「内〜」「〜の中で」を意味する前置格を支配する前置詞であることから、「ウクライナ」や「ヴクライナ」は「境界の内側」「内地」を意味する。一方、ロシア語では「クラーイ」から派生した「オクライナ (окраина)」という単語が「場末」「辺境」「はずれ」という意味をもっている。ロシア語では「オ〜 (о-)」と「ウ〜 (у-)」は「〜の側に」「〜の端に」を意味する前置詞なので、ロシア語話者は「ウクライナ」を「辺境地」と解釈する傾向にある。

## 歴史

### 古代
紀元前10世紀頃より現在のウクライナの地には様々な遊牧民族が到来した。紀元前8世紀頃、黒海北岸に至った騎馬民族のスキタイ人は、紀元前6世紀頃にキンメル人を追い払って自らの国家を立て、紀元前4世紀にかけて繁栄した。黒海沿岸には古代ギリシアの植民都市が建設され、地中海世界やメソポタミア方面との交易を通じてペルシャ、古代ギリシア、ローマ帝国の文化的影響を受けた。紀元前3世紀頃、中央アジアより来たサルマティア人の圧力を受けてスキタイは衰退した。
2世紀頃に東ゴート族が王国を建て、3世紀中頃にクリミア半島に存続していたスキタイ人の国家を滅ぼした。これらの民族は交易や植民を盛んに行い、彼らが建設した多くの交易拠点はのちに都市国家へと発展した。4世紀から5世紀にかけて民族大移動の発端となるフン族がこの地を通り抜けた。6世紀にはアヴァール族が侵入し、同じ頃に移住してきたと考えられている東スラヴ人を支配した。スラヴ民族はウクライナ中央部と東部に居住し、キエフの建設と発展に重要な役割を担った。7世紀から8世紀にかけてはハザール可汗国の支配下にあったとされる。

### 中世

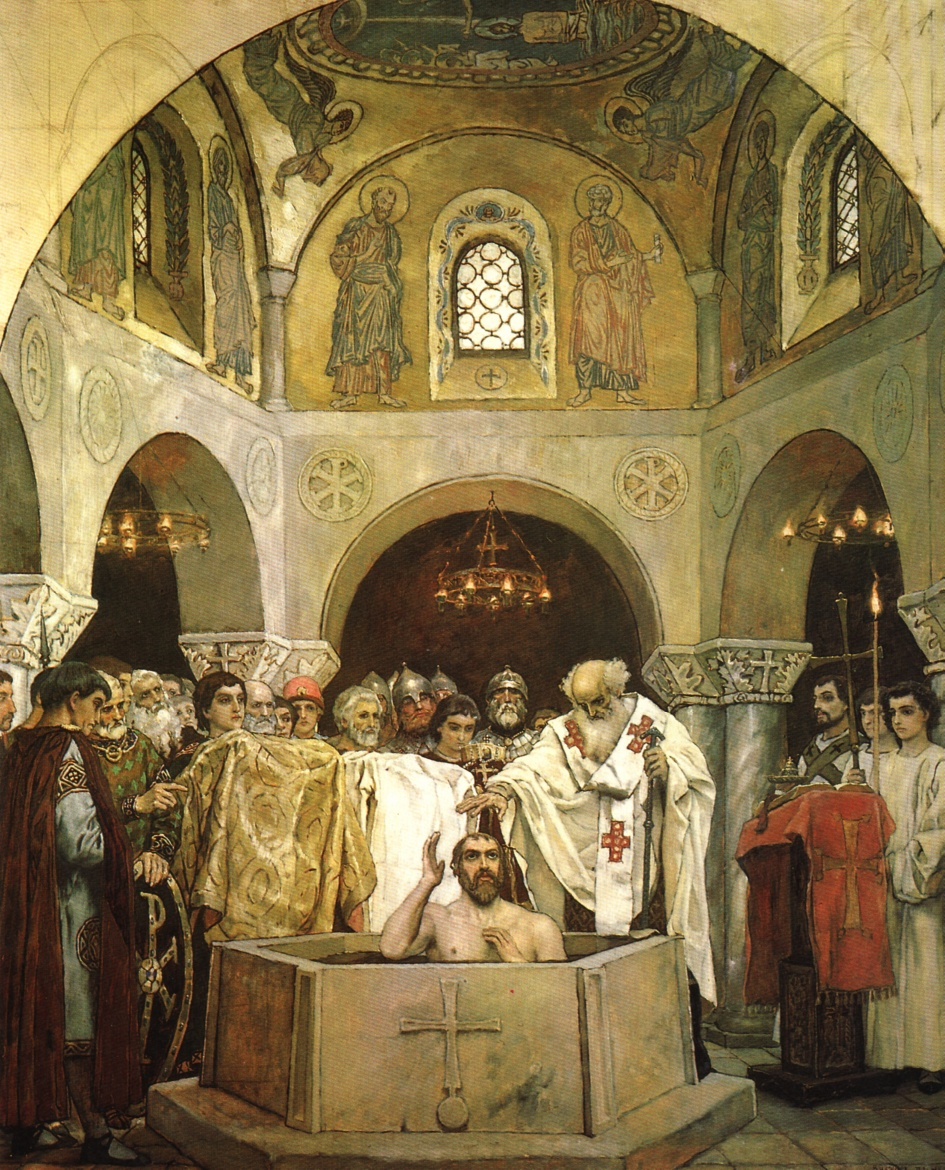
ヴォロディーミル聖公の洗礼

8世紀頃、ウクライナではルーシという国が誕生し、東スラヴ人のポリャーネ族の町キエフはその首都となった。882年にオレグ公（882年 - 912年）が率いる北欧のヴァイキングがキエフを陥落させると、ルーシはヴァイキング系のリューリク大公朝のものとなった。研究史上では、朝廷の中心がキエフに置かれていたことから、当時のルーシをキエフ・ルーシ、あるいはキエフ大公国と呼ぶ。オリハ大公女（945年 - 965年）、その子息スヴャトスラウ大公（965年 - 972年）、孫ヴォロディーミル大公（980年 - 1015年）、および曾孫ヤロスラウ大公（1019年 - 1054年）の治世はルーシの全盛期となった。キエフの大公朝は、周辺の東スラヴ人をはじめ、北西のバルト人と、北東のフィン・ウゴル人を征服し、支配領域を拡大させた。その結果、11世紀におけるルーシは約150万平方キロメートルの面積を誇る、欧州の最大の国家となった。ルーシは、北方のバルト海とフィンランド湾から南方のウクライナ草原まで、そして西方のカルパティア山脈から東方のヴォルガ川まで広がっていた。周辺の諸政権が滅ぼされ、全ての国土はリューリク朝の諸侯の間に分けられた。988年にヴォロディーミル大公のころ、ルーシ人は東ローマ帝国からキリスト教（のちの正教会）を受けて国教とした。この出来事はウクライナの運命を決し、ウクライナはキリスト教文化圏に属することとなった。12世紀にルーシは領土をめぐる諸侯の争いによりいくつかのリューリク系の諸公国に分裂し、キエフ大公の権威が衰退した。名目上でキエフはルーシの首都の役割を果たしていたが、諸公国は事実上の独立国となった。13世紀にルーシの国体は完全に退勢し、1240年代にモンゴル帝国の軍による侵攻（モンゴルのルーシ侵攻）で滅ぼされた。
キエフの衰退後、ルーシの政治・経済・文化の中心は、西ウクライナにあったハーリチ・ヴォルィーニ大公国へ移された。当国には、ヴォルィーニ地方、ハーリチ地方、ホールム地方、ベルズ地方、ザカルパッチャ地方、ポリーシャ地方、キエフ地方からなっていた。大公国の基礎は、1199年にリューリク朝の嫡流の血を引くロマン大公によって築かれた。1245年にロマンの子息ダヌィーロ大公は、モンゴル帝国のジョチ・ウルスに朝貢して従属したが、カトリックのヨーロッパの支援を期待してポーランド、マゾヴィア、ハンガリー、ドイツ騎士団と密約を交わし、独立戦争を計画した。1253年にローマ教皇インノケンティウス4世から王冠を受けてルーシの初王（ルーシ王）となり、ジョチ・ウルスとの戦いに挑んだ。1256年頃、モンゴルのクレムサ軍に勝利したダヌィーロ王は、20年後にルーシの首都となるリヴィウを創建した。しかし、1259年に欧州が約束した援軍がなかったため、ダヌィーロは再びジョチ・ウルスに服属せざるを得なかった。その後、ダヌィーロの息子レーヴ1世はモンゴル軍に従ってポーランドとリトアニアへの遠征に参加した。1308年にダヌィーロの曾孫アンドリーとレーヴ2世はマゾヴィアとドイツ騎士団と手を組んで独立戦争を再開したが、彼らの後継者ユーリー2世は無益な戦争をやめてジョチ・ウルスに従属した。
1340年にユーリー2世の暗殺により王朝が断絶すると、隣国のポーランド王国とリトアニア大公国が王国の相続権を主張し、ハールィチ・ヴォルィーニの領土継承をめぐる戦争を開始した。1392年にポーランドはハーリチ地方、ホールム地方、ベルズ地方を併合し、そのほかの領土はリトアニア大公国のものとなった。リトアニアはルーシ語を公用語とし、正教を国教にするなど、ルーシ人に対して宥和政策をとって次第にルーシ化したが、ポーランドは新たな領土のポーランド化を進めた。
その結果、14世紀末におけるウクライナの地域は他国の支配を受け独立国としての地位を失った。リトアニアはキエフ地方、チェルニーヒウ地方、ヴォルィーニ地方を中心とする北部・中部を確保した。ポーランドはハーリチ地方とポジーリャ地方からなる西部を統治した。南部は、1447年にジョチ・ウルスから独立したクリミア汗国が支配するようになった。無人だった東部は次第にモスクワ大公国（のちのロシア）の領域に入った。1569年にポーランドとリトアニアがポーランド・リトアニア共和国という連合国家を形成したことにより、ウクライナの北部と中部はポーランド領となった。ウクライナではルーシ県、ポジーリャ県、ヴォルィーニ県、ブラーツラウ県、ベールズ県、キエフ県というポーランドの行政単位に設置され、1598年にブレスト合同により正教会は禁じられた。

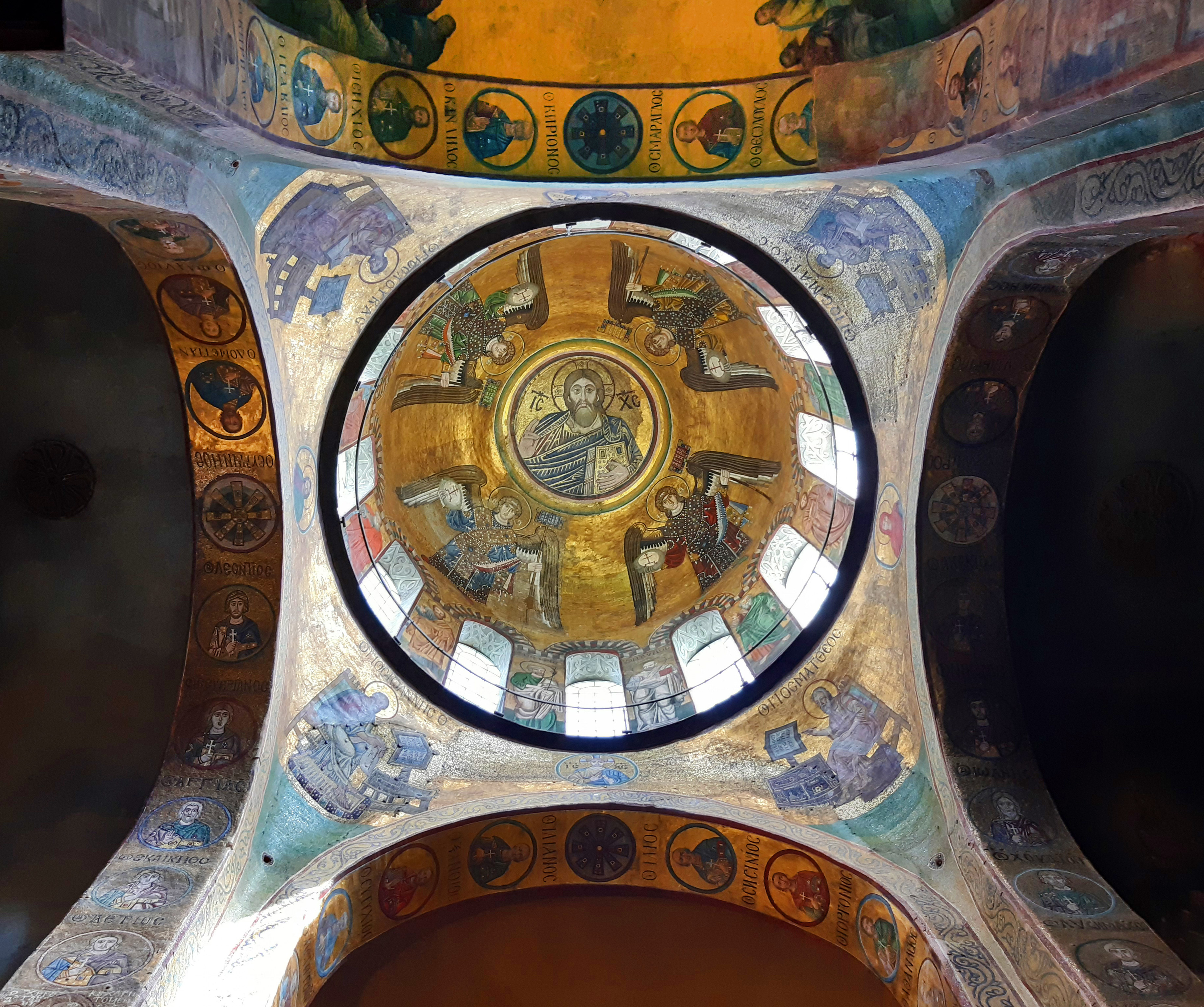
キーウのソフィア大聖堂
ヴォロディーミルの紋
ルーシ王国の国章
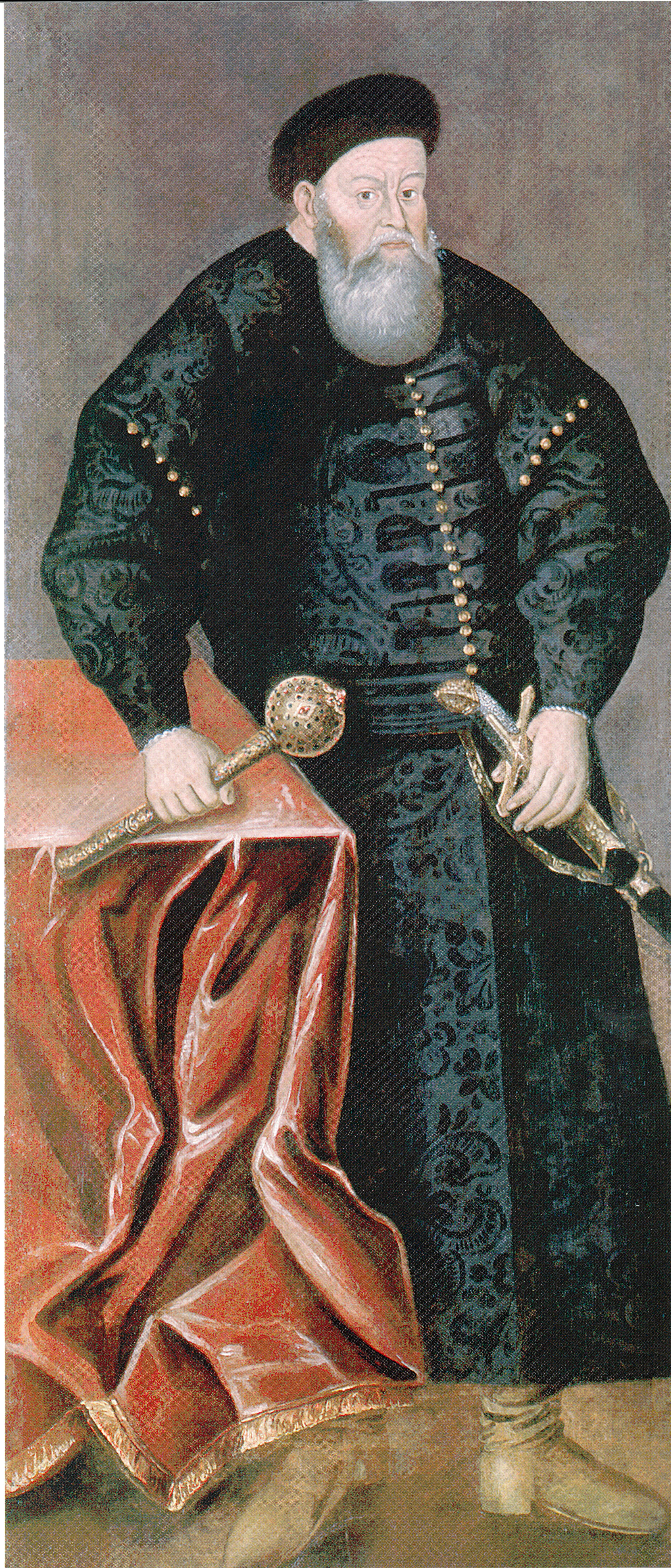
16世紀のルーシ系貴族

### 近世

#### コサック時代

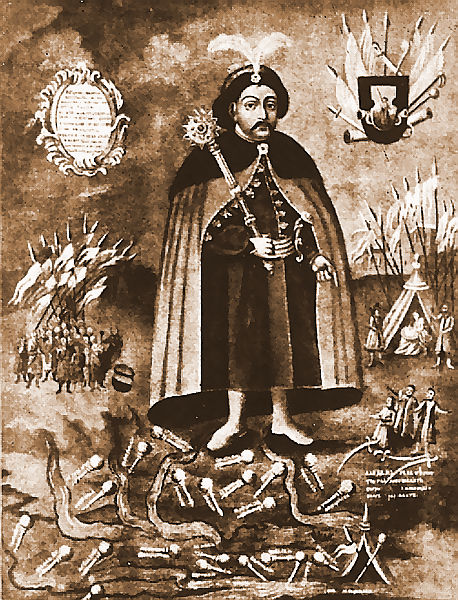
コサックのウクライナを背景にしたフメリニツキー将軍（18世紀初頭）。右上の隅にコサック国家の国章「銃士」と、足元にコサック国家の簡単な地図が描かれている。

15世紀後半、リトアニア・ロシア・クリミアが接する地域、「荒野」と呼ばれるウクライナの草原において、コサックという武人の共同体が成立した。16世紀にコサックは、ザポロージャのシーチという要塞を築き、それを根拠地とし、共同体を「サポロージャ・コサック軍」と称した。16世紀から17世紀前半にかけてのコサックは、ポーランド・リトアニアの国王の臣下であったが、国王の支配が及ばない地域に住み、軍人の特権と自治制を有した。コサックは、ポーランド・リトアニアの援軍として働き、リヴォニア戦争（1558年 - 1583年）、ロシア・ポーランド戦争（1605年 - 1618年）、ポーランド・オスマン戦争（1620年 - 1621年）、スモレンスク戦争（1632年 - 1634年）などに参加した。それと同時に、彼らは独断で隣国のモルドヴァ、クリミア、ロシアなどへ遠征したり、水軍としてオスマン帝国が支配する黒海沿岸部を攻撃したりした。さらに、コサックの一部は傭兵として全ヨーロッパで活躍したこともあり、三十年戦争にカトリック側のために戦った。軍人でありながら、貴族権を持たないコサックは、貴族の国家であるポーランド・リトアニアにおいて社会・宗教・民族的迫害を受け、しばしば反乱を起こした。その反乱の中で特に大きかったのは、コスィーンシキーの乱（1591年 - 1593年）、ナルィヴァーイコの乱（1594年 - 1596年）、ジュマイロの乱（1625年）、フェドロヴィチの乱（1630年）、スリーマの乱（1635年）、パウリュークの乱（1637年）とオストリャニンの乱（1638年）であった。
1648年、ボフダン・フメリニツキー将軍が率いるコサック軍は、ポーランド・リトアニアにおいてフメリニツキーの乱を起こした。反乱は次第にポーランドからウクライナの独立戦争に変容し、ウクライナの中部にコサック国家が誕生した。1654年に、ポーランドと戦い続けるために、コサックのウクライナはペラヤースラウ会議 (1654年)でロシアのツァーリの保護を受けたが、1656年にロシア人がポーランド人とヴィリニュス条約を結び単独和議したため、スウェーデン、トランシルヴァニアと同盟を締結した。1657年、コサックの将軍にイヴァン・ヴィホウシキーが選ばれると、ウクライナ国内で反頭領の反乱が勃発してウクライナ・ロシア戦争へ展開した。ヴィホウシキーは、1659年にコノトプの戦いで勝利を収めたが、ポーランドとの連合条約（ハヂャチ条約）を結んだためにコサック長老の支持を失った。荒廃時代と呼ばれるウクライナ内戦が始まり、その結果、コサック国家がドニプロ川を軸にして右岸ウクライナ、左岸ウクライナ、ザポロージャという地域に分かれた。右岸ウクライナのコサックはポーランド・リトアニアの支配下に置かれ、左岸ウクライナとザポロージャはロシアの保護下に置かれた。1667年にこのような分割はアンドルソヴォ条約によって公認された。1672年に新たな将軍ペトロ・ドロシェンコは、オスマン帝国の援助を受けてウクライナの統一を実行しようとした（トルコ・ポーランド戦争(1672-1676)、露土戦争 (1676年-1681年)）が失敗し、バフチサライ条約 (1681年)がロシアとオスマン帝国の間で結ばれた。1689年にロシアとポーランド・リトアニアは永遠和平条約により最終的にウクライナを分割した。17世紀後半にポーランド人は右岸ウクライナにおいてコサックの自治制を廃止したが、ロシア人は左岸ウクライナにおいてコサック国家を保護国として存続させた。1709年に、大北方戦争の際、イヴァン・マゼーパ将軍が引率したコサックはスウェーデンと同盟を結び、ロシアの支配から離脱しようと図ったが、ポルタヴァの戦いに惨敗した。マゼーパの蜂起はロシアに口実を与え、ロシア政府はウクライナにおけるコサックの自治制を廃止する政策に乗り出した。1754年にロシアはロシア・ウクライナの関税国境を廃止し、1764年にコサック将軍の位（ヘーチマン）を廃止した。廃位させられた最後の将軍キリロ・ロズモウシキーはロシアの元帥に任じられた。1775年にロシア軍はザポロージャのシーチを破壊し、1781年にウクライナにおけるコサック自治制は廃止された。ウクライナのコサックのアーカイブ文書は、聖エリザベスの要 塞に長期間保管されていました。タタール人とトルコ人との戦争におけるロシア帝国の勝利に決定的な役割を果たしたのはこの要塞でした。 1783年、ロシア国内にならってウクライナで農奴制が敷かれた。また、1783年には、ロシアは15世紀から続いていたクリミア・タタール人を中心とするイスラム国家クリミア汗国を滅ぼし、クリミア半島を併合した。

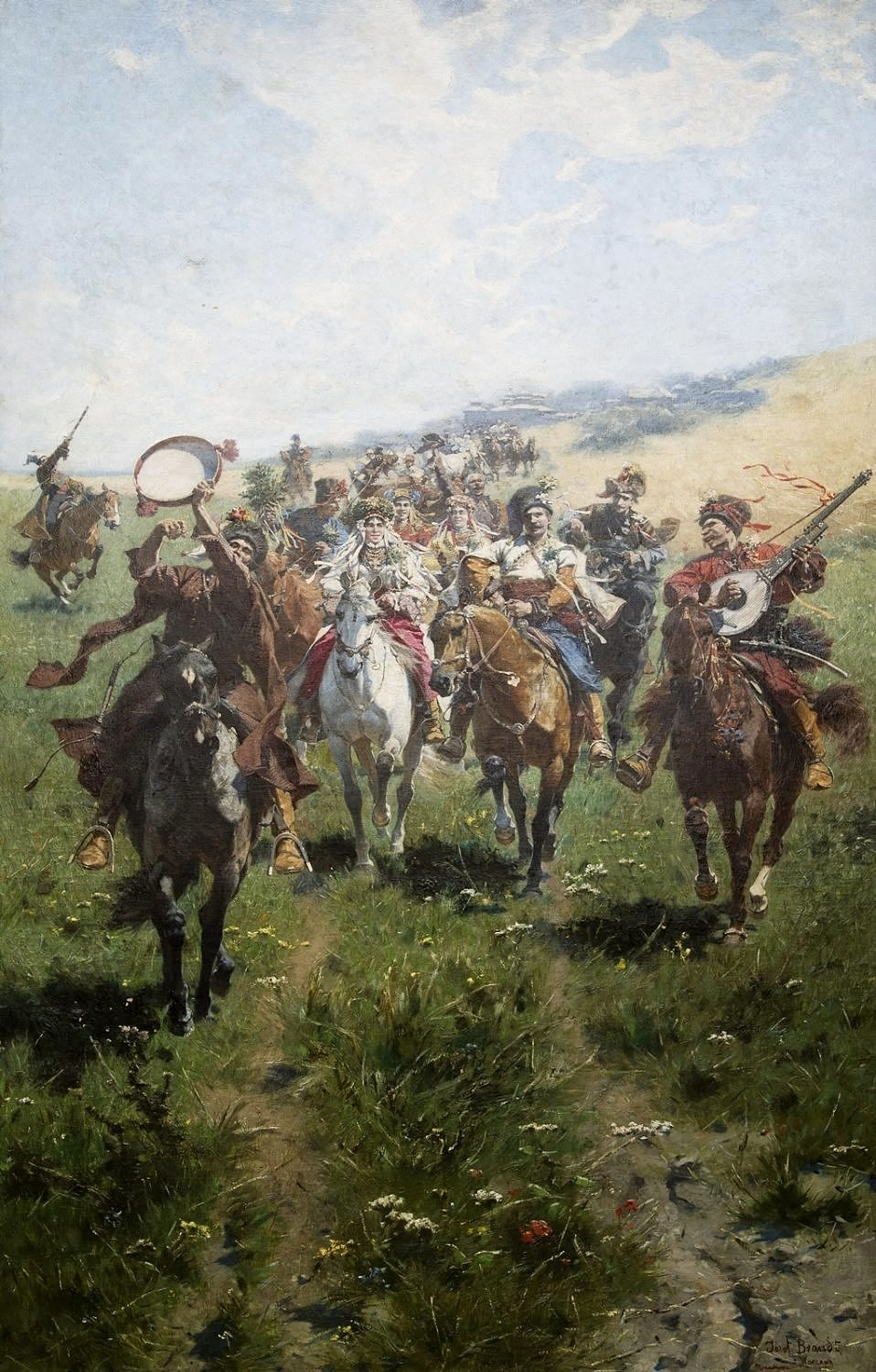
コサックの結婚式
コサック国の国章
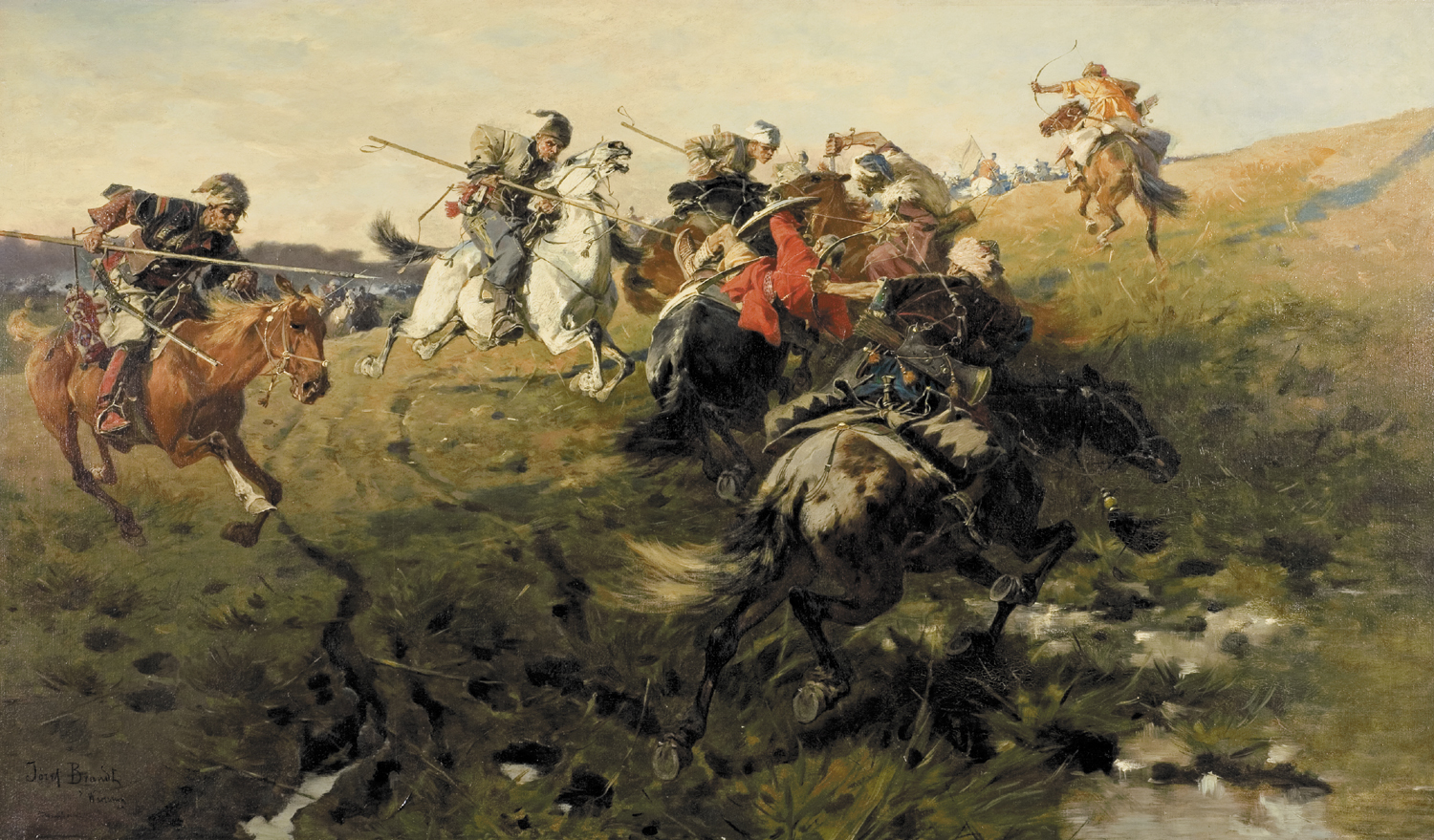
タタールとの小競り合い
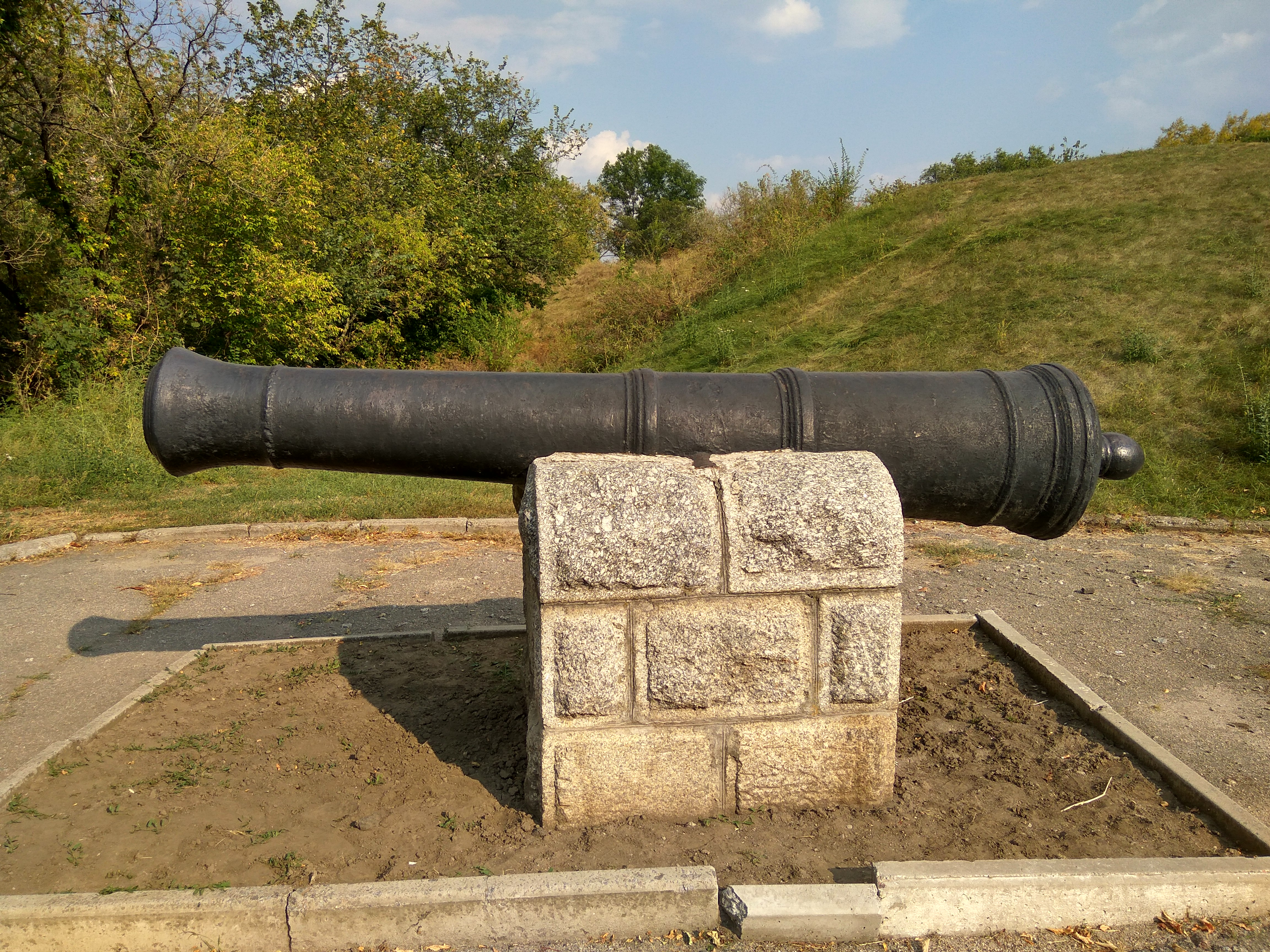
聖エリザヴェータ要塞 の大砲
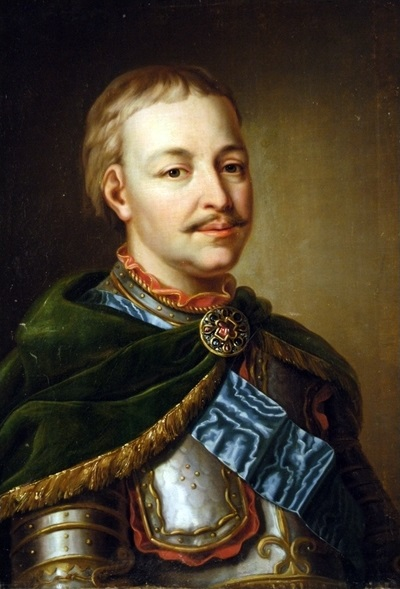
マゼーパ将軍

#### ロシア帝国時代

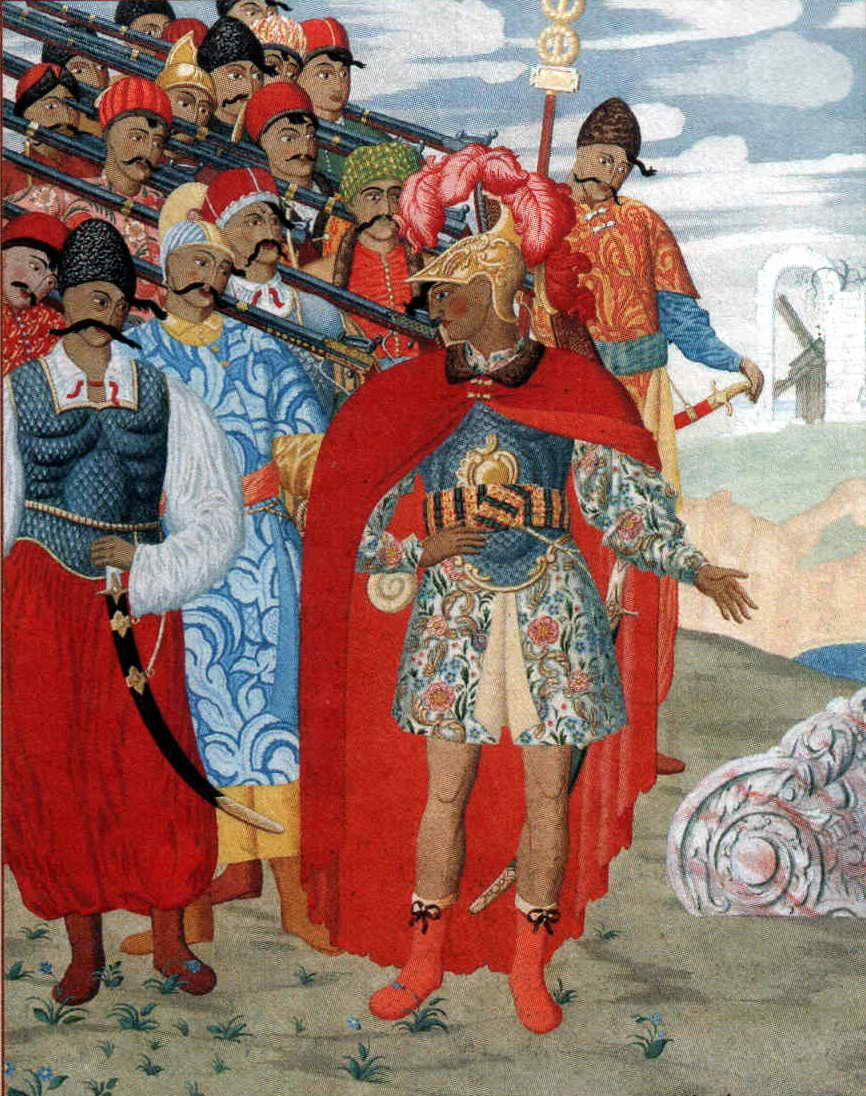
コサック軍を率いるエネーイ棟梁を描いた『エネイーダ』の表紙

18世紀から19世紀にかけて、ロシア帝国とオーストリア帝国によるウクライナの抑圧政策と全ヨーロッパで流行したロマン主義・民族主義の高まりにより、ウクライナ人の民族運動も盛んになった。1798年に、イヴァン・コトリャレーウシキーによるコサック国家の再建を謳う叙事詩『エネイーダ』が出版された。この作品は、現代ウクライナ語の口語で書かれた初めての作品であった一方、ウクライナの民族的ルネサンスの序幕でもあった。1806年にハルキウ大学が設立されると、ウクライナの知識人によるウクライナの歴史・文化・民俗に関する研究が活発的に行われるようになった。1825年頃、近世のコサック軍記の編集物として『ルーシ人の歴史』が著され、ウクライナの文化人、歴史学者、作家などに大きな影響を与えた。ウクライナ語の完成が急がれたのもこの時期で、ロシア語正書法、ポーランド語正書法、そして独自の正書法など様々なものが生み出されたが、最終的にはタラス・シェウチェンコのまとめたウクライナ語文法が現代ウクライナ語の基礎となった。
露土戦争におけるキュチュク・カイナルジ条約でロシア帝国のウクライナ統治が行われるようになる。ロシア帝国は常にウクライナにおけるロシア化政策を実行しており、ウクライナ語は当時はロシア語の一方言「小ロシア語」として扱われ、独自の言語としては公認されていなかった。1863年に文学作品を除きウクライナ語の書物の出版・流通を禁止するヴァルーエフ指令が出され、1873年にウクライナ語の書物の出版・流通・輸入を禁止するエムス法が定められた。

### 近代

#### ウクライナ独立戦争

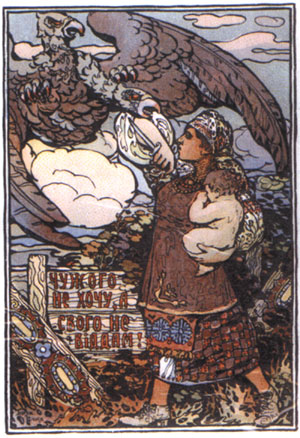
ウクライナの反露ポスター。「他国のものは要らないが、自国のものは渡さぬ!」。ロシアの双頭の鷲から子供を守っているウクライナ人の婦人。

第一次世界大戦が勃発すると、ウクライナ西部を巻き込んで東部戦線が形成された。
1917年に2月革命によりロシア帝政が崩壊し、ペトログラードでロシア臨時政府が成立した。それに伴い、同年3月14日にキーウでウクライナ政府としてフルシェーウシキー教授が指導するウクライナ中央議会が成立した。十月革命によってロシアの臨時政府が倒され、ロシア共産党のソビエト政権が誕生すると、11月7日に中央議会はキエフを首都とするウクライナ人民共和国の樹立を宣言したが、ウクライナ・ソビエト戦争が勃発したあと、1918年1月9日にウクライナ人民共和国（赤軍政権）の独立を宣言した。同年2月8日にロシアの赤軍はキエフを占領したが、2月9日にブレストでウクライナとドイツ、オーストリアの同盟が完結し、中央議会は同盟国の軍事力を借りてウクライナを解放し、3月に首都を奪い返した。4月29日にウクライナの保守階級によるクーデターの結果、中央議会に代わってスコロパードシキー大将の政権が成立した。
国号はウクライナ国に改められ、元首はヘーチマンとなった。当国は安定した発展を見せたが、ドイツの連合国への降伏により事態は一転し、1918年12月19日にスコロパードシキー政権が倒され、新たな執政内閣の政権が成立した。国号は再びウクライナ人民共和国となった。しかし、ドイツ軍の撤退によりウクライナ・ソビエト戦争が再開した。1919年1月6日、ソビエトのロシアは傀儡政権として首都をハルキウとするウクライナ・ソビエト社会主義共和国を樹立した。同年2月5日にソビエト軍はキエフを占領し、ウクライナ人民共和国の政府を亡命させた。1919年から1920年にかけてロシア内戦及びポーランド・ソヴィエト戦争が発生し、ウクライナの支配をめぐりウクライナ人民共和国軍、ソビエトの赤軍、ロシア帝政派の白軍、白軍を支援するフランス軍・イギリス軍・ポーランド軍、ネストル・マフノ率いる無政府主義者の黒軍、ウクライナのゲリラを中心とする緑軍などが争った。1920年冬に戦争がソビエトの赤軍の勝利で終結し、ウクライナ・ソビエト社会主義共和国は西ウクライナを除きウクライナ全域を確保した。
一方、オーストリア゠ハンガリー帝国の解体に伴い、1918年10月19日に西ウクライナのガリツィア・ブコビナ地方に住んでいたウクライナ人はリヴィウを首都とする西ウクライナ人民共和国の独立を宣言した。しかし、11月1日にポーランドが当共和国へ侵入し、ウクライナ・ポーランド戦争が始まった。ポーランド側はフランス、イギリス、ルーマニア、ハンガリーなどによって後援されたが、西ウクライナ側は国際的に孤立していた。1919年1月22日に西ウクライナはウクライナ人民共和国に援助を求め、キエフでウクライナ人民共和国と合同したが、ウクライナ人民共和国の政府はソビエトの赤軍と戦ったため、援軍を派遣することができなかった。こうした中で、右岸ウクライナの併合を目論むポーランドが7月18日に西ウクライナ全地域を占領し、西ウクライナ人民共和国は滅亡した。その後、1920年4月に西ウクライナをめぐってポーランド・ソビエト戦争が勃発したが、1921年3月18日のリガ条約によって西ウクライナのポーランド支配が確定した。
またクリミアにおいては、1917年、クリミア・タタール人を中心とし、ノーマン・チェレビジハンを初代大統領とする多民族・世俗国家クリミア人民共和国の建国が宣言されたが、1918年にモスクワのソビエト政府により占領され、滅亡した。

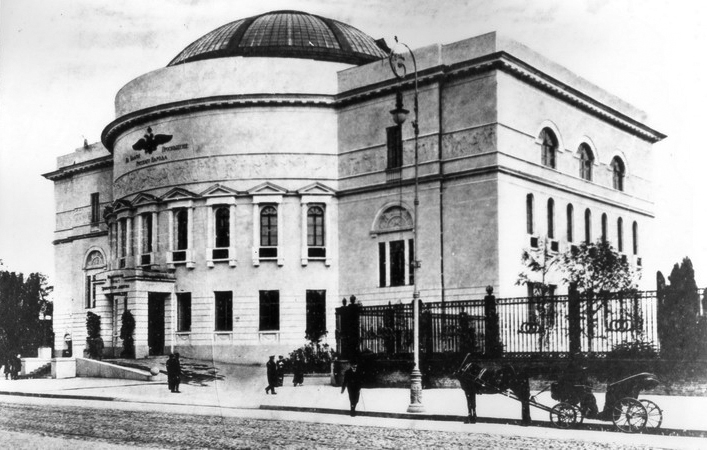
中央議会の議会堂
ウクライナ国の国章
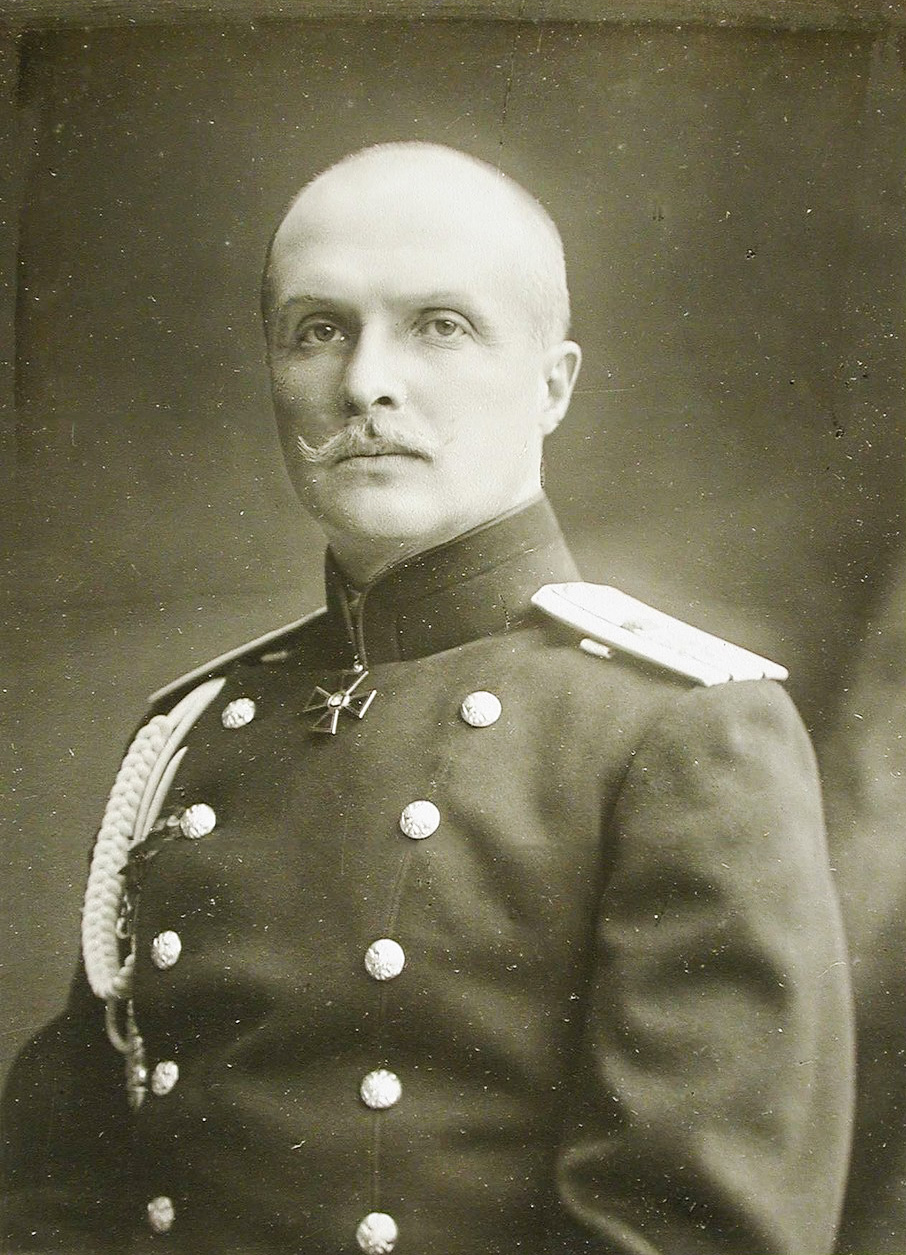
ヘトマン・スコロパードシキー
西ウクライナの国章

#### 社会主義時代
1922年12月30日にウクライナ社会主義共和国は、ロシア、ベラルーシ、ザカフカースとともに同盟条約によってソビエト連邦を結成した。諸共和国は平等の立場で新しい国家連合を形成したが、その国家連合はソ連憲法制定によってロシアを中心とする中央集権的なシステムに変遷し、その他の独立共和国はロシアの自治共和国となった。
1923年から1933年にかけて、ウクライナでのソビエト政権を磐石なものにするために、ソ連政府・共産党はウクライナ化政策を実行した。ウクライナ語教育の普及や政府諸機関へのウクライナ人の採用などにより、政権とウクライナ人の間に存在した敵意をなくそうという試みであった。しかし、1930年以降、党内からこの政策を厳しく批判する声が上がり、1933年にウクライナ化は「ウクライナ民族主義的偏向」として中止された。ウクライナ化を指導した政治家、知識人、文化人は逮捕・粛清され、ロシア化の時代が再開した。
ソビエト連邦下のウクライナは拙速な農業の集団化政策などにより2度の大飢饉（1921年 - 1922年、1932年 - 1933年、後者はホロドモールと呼ばれ2006年にウクライナ政府によってウクライナ人に対するジェノサイドと認定された。アメリカ、カナダ、イタリアなどの欧米諸国では正式にジェノサイドであると認定されているが、国際連合や欧州議会では人道に対する罪として認定している）に見舞われ、推定で400万から1000万人が命を落とした。この「拙速な集団化政策」は意図してなされたものであるという説も有力である。
この背景には、レーニンやスターリンらによる農民への敵視政策があった。共産党政府のとった土地の共有化を農民は拒むため、多くの住民が農民であったウクライナの統治は共産党政府にとって大きな障壁となっていた。そのため、一説によるとレーニン、スターリンらにとってはウクライナの農民の根絶が理想であったともされている。スターリンは、農民問題の解決は至急の課題であると明言している。また、この時期に前後し、ウクライナでは農民、すなわちウクライナ人への懐柔政策と弾圧政策が交互にとられた結果、ウクライナ共産党幹部全員をはじめ多くの人間が粛清された。最終的には、ウクライナ語使用の制限など弾圧政策が長くとられることになった。
大粛清はウクライナから始められ、1937年には首相のパナース・リューブチェンコが自殺した。この年、ウクライナ社会主義ソビエト共和国は国号を「ウクライナ・ソビエト社会主義共和国」へと変更した。
一方、西ウクライナはポーランド、ルーマニア、チェコスロバキアによって分割された。1921年から1939年にかけてポーランドはヴォルィーニ・ハルィチナー地方、ルーマニアはブコビナ地方、チェコスロバキアはザカルパッチャを支配した。

#### 第二次世界大戦
1939年8月23日にソ連とナチス・ドイツは不可侵条約を締結し、東欧における独ソの勢力範囲を定めた。同年9月1日に始まったドイツのポーランド侵攻で第二次世界大戦が勃発。続いて9月17日にソビエト連邦のポーランド侵攻が行われた。その結果ポーランドは分割され、ウクライナ人が多数派だった西ヴォルィーニ地方とガリツィア地方はウクライナ・ソビエト社会主義共和国（SSR）に併合された。ドイツがフランスを占領したあと、1940年6月28日にソ連はルーマニアにベッサラビアと北ブゴヴィナの割譲を要求した。ルーマニアはこの要求を呑み、北ブゴヴィナとベッサラビアはウクライナSSRに併合された。その後、北ブゴヴィナと南ベッサラビアを除く地域にはモルドバSSRが設置された。1940年7月14日にソ連軍はバルト三国を占領し、1941年6月1日までにドイツ軍はバルカン半島を支配下に置いた（バルカン戦線 (第二次世界大戦)）。独ソ両国は共通の国境と、征服された地域を「解放」するために互いに攻め入る口実を得た。
1940年12月18日、ナチス・ドイツはバルバロッサ作戦を秘密裏に決定し、1941年6月22日にソ連へ侵略した。それに呼応してイタリア、ルーマニア、ハンガリーなどはドイツ側に与して派兵など軍事的支援を行った。独ソ戦は約4年間続き、ウクライナを中心とした地域に行われた。当初、ウクライナ人はソビエト連邦共産党の支配からウクライナを解放してくれたドイツを支援したが、ドイツはウクライナの独立を承認せず、ソ連と同様の支配体制を敷いたため、ウクライナ人の反感を買った。1941年9月19日にドイツ軍はキエフと右岸ウクライナを占領し、10月24日にハルキウと左岸ウクライナを奪い取り、1942年7月までにクリミア半島とクバーニ地方を支配下に置いた。1943年2月、ソ連軍はスターリングラード攻防戦においてドイツ軍の侵攻を食い止め、同年8月にクルスクの戦いでドイツ軍から独ソ戦の主導権を奪った。1943年11月6日にソ連はキエフを奪還し、1944年5月にかけて右岸ウクライナとクリミアを奪還した。同年8月にソ連軍は西ウクライナを完全に支配下に置き、ドイツが占領するか、枢軸国に参加していた東欧・中欧諸国への侵攻を開始した。1945年5月2日にソ連はドイツの首都ベルリンを陥落させ、5月8日にドイツ側の無条件降伏により独ソ戦が終結した。ソ連側の勝利によってウクライナにおける共産党の支配が強化され、国際社会におけるソ連の役割が大きくなった。ソ連軍が占領した東中欧諸国ではソ連の衛星国が樹立された。
第二次世界大戦においてウクライナはハリコフ攻防戦など激戦地となり、莫大な損害を蒙った。戦争の犠牲者は800万人から1,400万人とされている。ウクライナ人の間では5人に1人が戦死した。バビ・ヤール大虐殺などナチス・ドイツによるホロコーストも行われ、ウクライナ系のユダヤ人やロマ人などの共同体は完全に破壊された。ソ連政府はウクライナ在住のドイツ人やクリミア・タタール人などの追放を行った。独ソ両軍の進退によってウクライナの地は荒れ果てた。700の市町と、約2万800の村が全滅した。独ソ戦中にウクライナ人はソ連側の赤軍にも、ドイツ側の武装親衛隊（第14SS武装擲弾兵師団）にも加わった。また、ウクライナ人の一部は反ソ反独のウクライナ蜂起軍に入隊し、独立したウクライナのために戦った。

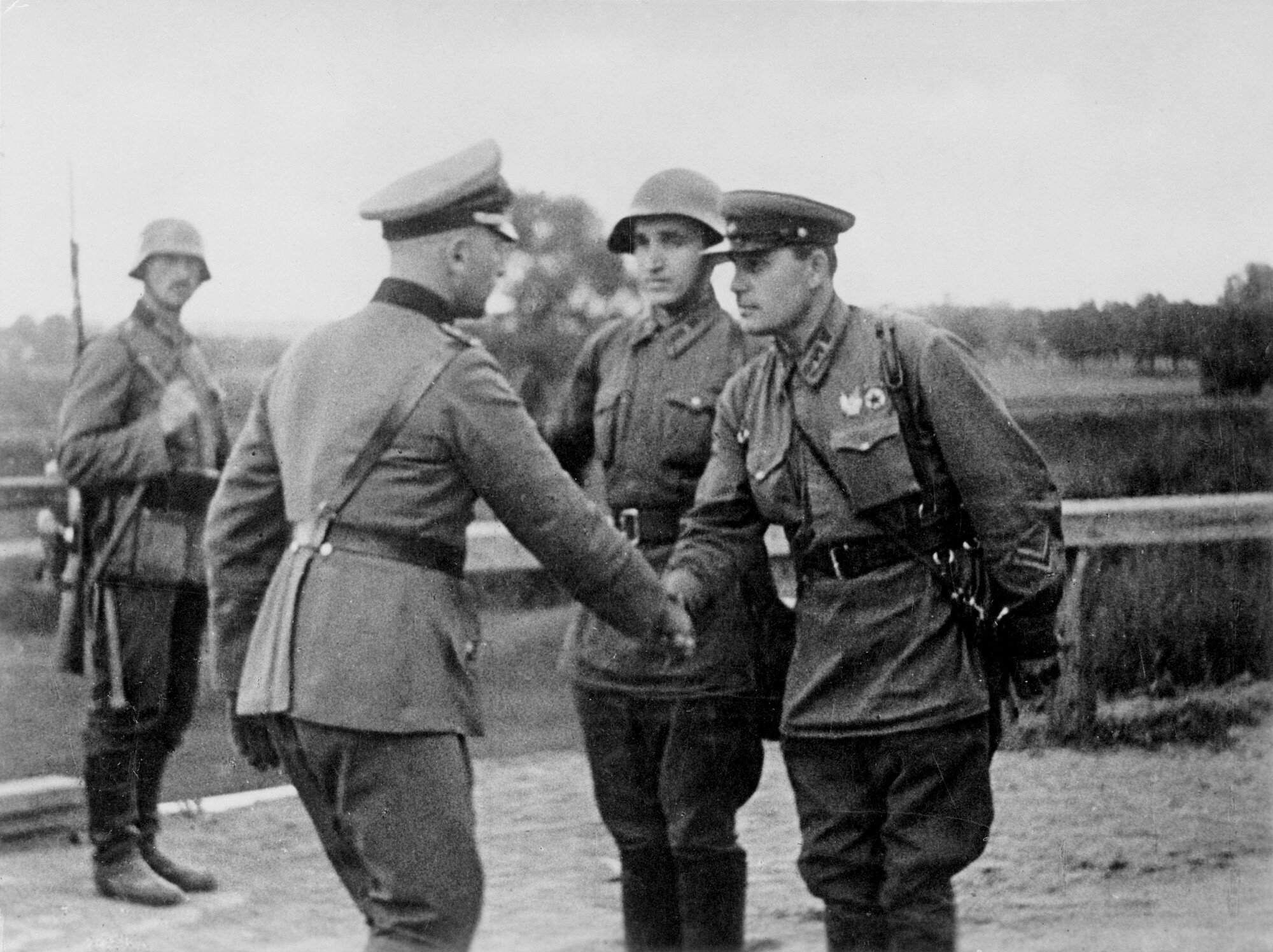
ポーランド分割
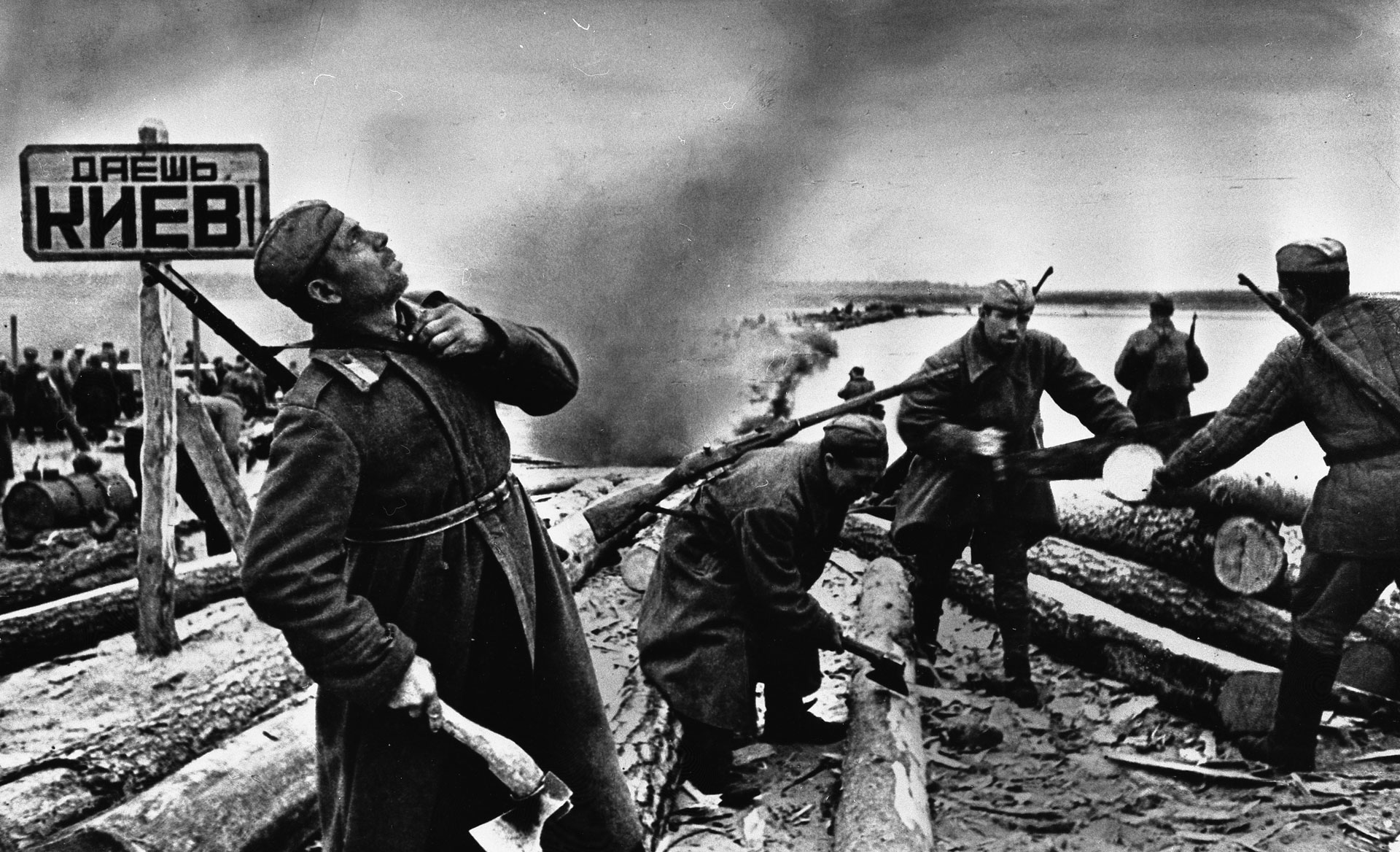
ドニプロ川の戦いにおいて、渡河のためにいかだを作る赤軍兵士たち。立札には「キエフへ！」と記されている
ウクライナ系親衛隊の徽章
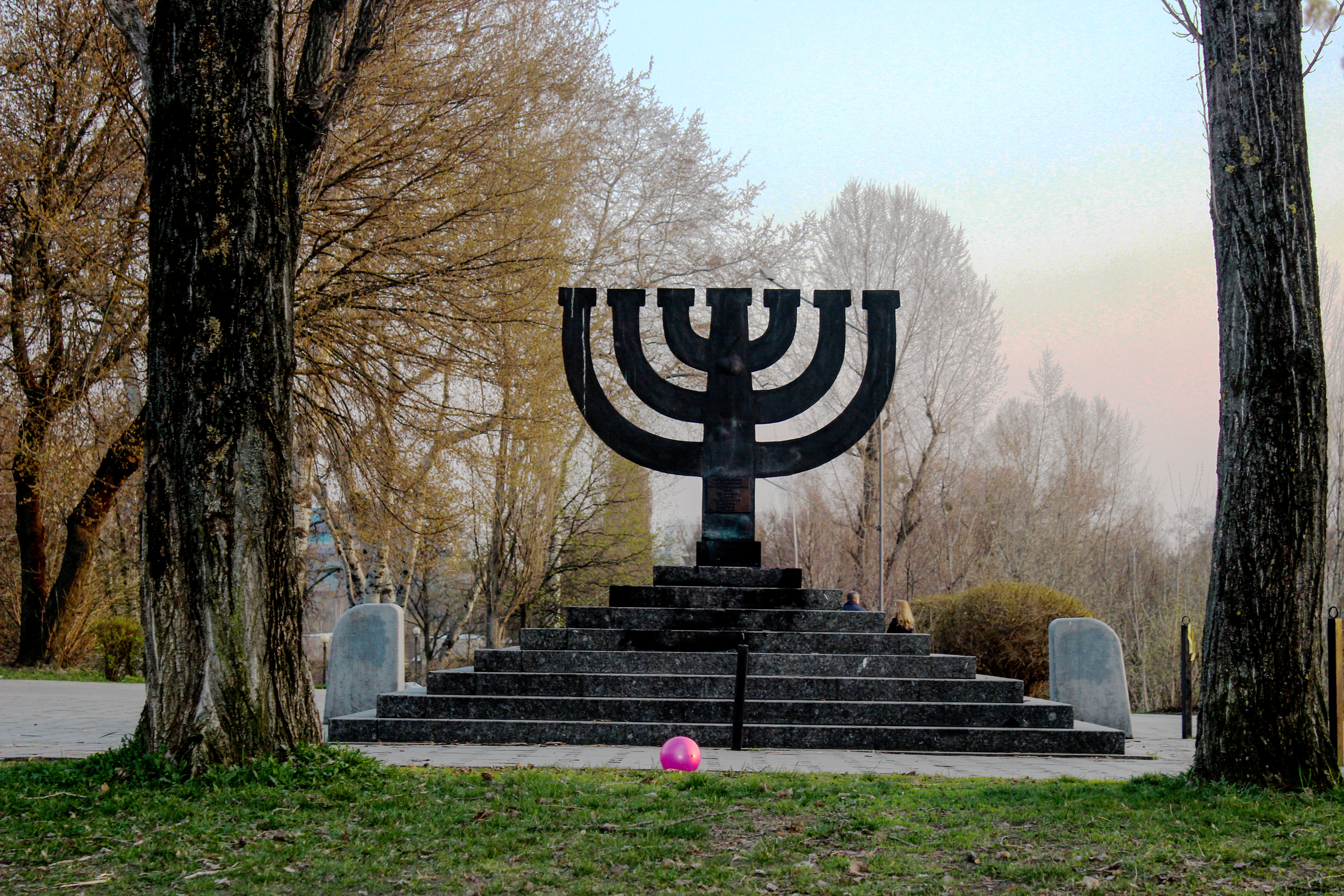
バビ・ヤール

#### 戦後
白ロシア共和国（現・ベラルーシ）とともに、ソ連とは別に国際連合加盟国として国連総会に議席を持った。1948年から2年間と1984年から2年間は非常任理事国も務めている。しかし現実は、ウクライナは相変わらず「ソ連の一部」止まりであり、「ロシア化」が進められた。1956年のハンガリー動乱や1968年のプラハの春の際は、ウクライナで威嚇のための大軍事演習が行われたり、ウクライナを経由して東欧の衛星国へ戦車が出撃したりしている。1953年のスターリンの死後、大粛清の犠牲になった多くのウクライナ人の名誉回復がなされ、また徐々にウクライナ文化の再興が水面下で活発化した。
1954年、ニキータ・フルシチョフ政権により、クリミア半島（クリム半島）がロシアからウクライナに移管された。これは、ポーランド・リトアニア共和国に対抗するためにロシアとウクライナ・コサックの間で結ばれたペレヤスラフ条約締結300周年記念を祝うためであった。
1960年代には体制に批判的な、または「ウクライナ的な」文学も登場した。フルシチョフの非スターリン化の時代には、ウクライナ・ソビエト政府もこのような動きを少なからず容認した。しかしレオニード・ブレジネフ政権の「停滞の時代」になると、1972年にウクライナ人知識階級が大量に逮捕されるという事件が起こる。冷戦で対立していた東西ヨーロッパ諸国が人権尊重などを謳ったヘルシンキ宣言（1975年）を受けて、1976年には人権擁護団体「ウクライナ・ヘルシンキ・グループ」が結成されるが、それも弾圧された。
ソ連支配下のウクライナにおいて大部分のウクライナ農民は、1970年代まで国家の社会保障を受けることもできないでいた。収穫の大部分は相変わらず国家によって搾取され、スターリンの大粛清の恐怖がなくなった今、共産党の幹部たちは自らの特権階級（ノーメンクラトゥーラ）としての地位を不動のものとする。非効率な計画経済、冷戦下における膨大な軍事費・科学技術費は、ウクライナの近代化を進めたとはいえ、人々の生活は一向に改善する気配がなかった。政治の腐敗、経済的矛盾は深刻化していったにもかかわらず、隠蔽され続けた。
1986年4月26日、チェルノブイリ原子力発電所事故が発生し、国内外に大きな被害が及んだ。ウクライナ国内にあたる地域には220万人ほどが住んでいた。事故後、汚染地域の外にスラブチッチという街が作られ、かつて原発で働いていた者たちなどを住まわせた。国際原子力機関（IAEA）と世界保健機関（WHO）によって行われた調査によって明らかにされたことによると、この事故により直接的に56名が亡くなり、それ以外にもこの事故を原因とする癌によって4,000名ほどが亡くなったといわれる。
1990年に一度原発を全廃したが、1993年より原発を再び稼働させた。
ソ連はミハイル・ゴルバチョフ政権下で「ペレストロイカ」の時代を迎えており、ウクライナでは「ペレブドーヴァ」と呼ばれる改革・開放を求める運動が起きた。1960年代頃から民族文化運動を続けてきたウクライナ人文学者たちは、ウクライナ語の解放・普及を訴えた。ソビエト政府によってその存在を否定され、弾圧され続けてきたウクライナ・カトリックは水面下で根強く活動を続け、ローマ教皇ヨハネ・パウロ2世の強い励ましを受けた。そしてついに1989年、ウクライナ語の公用化（10月）、ユニエイトの公認化が実現した。東欧における民主革命の成功も受けて、ウクライナ民族運動は最高潮に達していく。
1989年9月、作家連盟などを中心に民族主義大衆組織「ペレストロイカのための人民運動」（通称「ルフ」）が結成される。1990年1月22日（1918年の中央議会によるウクライナ独立宣言の日）にルフの呼びかけで、大勢のウクライナ人は手と手をつないで長い「人間の鎖」を作り上げた。3月にはウクライナにおいて民主的な最高会議（国会）議員選挙が実現し、ルフを中心とする民主勢力が大きな勢力を占めた。7月、最高会議は「主権宣言」を採択。国家の様々な権利をソ連から取り戻すことを宣言し、非核三原則も採択した。学生や炭鉱労働者によるストライキやデモは、民主勢力をさらに後押しする。ウクライナ共産党は分裂・衰退し、民主勢力へ走る者も出た。
崩れ行くソ連を完全に見限り、1991年8月24日（後に独立記念日となる）に最高会議はウクライナの独立を宣言、国名から「ソビエト社会主義共和国」を削除した。12月の国民投票によっても、圧倒的に独立が支持され（ウクライナ国内の多くのロシア人も支持した）、レオニード・クラフチュクがウクライナ初代大統領に選ばれた。1917年の独立革命の挫折以来、幾多の試練を乗り越えて、ついにウクライナの独立は達成されたのである。

### 現代

#### 独立
|                         |              | 賛成 | 棄権 | 反対 |
| ----------------------- | ------------ | ---- | ---- | ---- |
| 民族別                  | ウクライナ人 | 68%  | 26%  | 6%   |
| 民族別                  | ロシア人     | 55%  | 28%  | 17%  |
| 民族別                  | その他       | 46%  | 40%  | 14%  |
| 母語別                  | ウクライナ語 | 68%  | 26%  | 5%   |
| 母語別                  | ロシア語     | 57%  | 28%  | 15%  |
| 母語別                  | その他       | 40%  | 44%  | 16%  |
| ウクライナ語 使用能力別 | あり         | 67％ | 26%  | 7%   |
| ウクライナ語 使用能力別 | なし         | 48%  | 33%  | 19%  |
| 出生地別                | ウクライナ   | 66%  | 27%  | 7%   |
| 出生地別                | ロシア       | 52%  | 30%  | 18%  |
| 出生地別                | その他       | 65%  | 27%  | 8%   |

1991年、ソビエト連邦の崩壊に伴いソビエト最高会議の元から独立(ソヴィエト憲法上は離脱)して新たな国家ウクライナとなり、ベロヴェーシ合意の後独立国家共同体（ウクライナ語 СНД ；CIS）の創立メンバーの一員となった。独立ウクライナは旧ウクライナ人民共和国の中枢機関であったウクライナ中央議会の正当な後継者であることを意識し、国旗や国章の「トルィズーブ」（三叉の鉾）などは同共和国時代のものが採用され、この独立により、ウクライナは近代史上、主権国家として最大の領域を有するに至った。
2004年、大統領選挙の混乱からオレンジ革命が起き、第3回投票で勝利したユシチェンコが2005年1月、大統領に就任した。
2005年3月、ロシア側より天然ガスの料金を国際的な市場価格に合わせてそれまでの優遇価格より倍以上に引き上げる要求があり両国が対立、2006年にかけて欧州各国を巻き込んだ騒動となった（「ロシア・ウクライナガス紛争」参照）。その後、野党勢力により内閣不信任案が可決される。
2006年6月22日、ウクライナ最高議会選においてユシチェンコ大統領派の与党「われらのウクライナ」が惨敗。これを受けてティモシェンコ率いる「ティモシェンコ連合」と「われらのウクライナ」およびウクライナ社会党の3政党は議会多数派を組む合意が成立した。しかし、その後は人事をめぐり議論は紛糾、3政党間の亀裂は深まっていた。議会選挙で最大勢力となった地域党が議場を封鎖する間に社会党は連合を離脱した。地域党、ウクライナ共産党の支持を受け、社会党党首モロスが最高会議議長に就任した。その後、この3党は議会多数派の合意書に調印し、大統領に対し、地域党党首ヤヌコーヴィチの首相指名を提案。この結果、8月にヤヌコーヴィチ内閣が成立した。しかし、大統領との権限争いで議会も分裂し、両派の妥協の産物として最高会議は解散し、2007年9月30日に臨時最高会議選挙が行われた。12月、ティモシェンコ連合とわれらのウクライナが連合する形でティモシェンコ内閣が発足した。
2010年、大統領選挙にてヤヌコーヴィチとティモシェンコが激突。決選投票の結果、ヤヌコーヴィチが勝利し、ウクライナは再び親露派に率いられることとなった。

#### クリミア・東部紛争
2014年ウクライナ騒乱とロシアによるクリミア自治共和国の併合

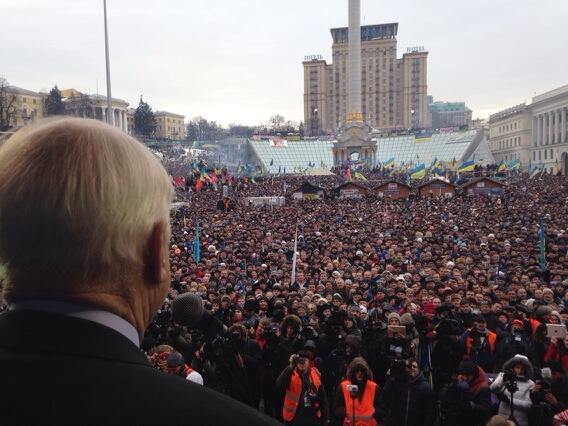
2013年12月、キーウで反政府デモ隊の前で演説するアメリカ合衆国のジョン・マケイン上院議員。

2013年11月にヤヌコーヴィチ政権が欧州連合（EU）との政治・貿易協定の調印を見送ったことで、親欧米派や民族主義政党全ウクライナ連合「自由」などの野党勢力などによる反政府運動が勃発した。2014年1月後半より、抗議者の中に右派セクターなどの武力抵抗を辞さないとする立場のグループが現れ、これを制圧しようとする治安部隊との衝突が発生、双方に死者が発生した。2月22日にヤヌコーヴィチ大統領が行方をくらませたことを受け、ヴェルホーヴナ・ラーダ（最高議会）にて、親露派政党の地域党と共産党を含む議会内全会派がヤヌコーヴィチの大統領解任（賛成328票中地域党36票、共産党30票）と大統領選挙の繰り上げ実施を決議し、オレクサンドル・トゥルチノフ大統領代行とアルセニー・ヤツェニュク首相がヴェルホーヴナ・ラーダにおいて承認され、新政権が発足した（2014年ウクライナ騒乱）。
親露派のヤヌコーヴィッチ政権が崩壊したことを理由とし、3月1日にロシア上院がクリミアへの軍事介入を承認。ロシアのウラジーミル・プーチン大統領は、ウクライナの極右民族主義勢力からクリミア半島内のロシア語話者およびロシア系住民を保護するとの名目で本格的に軍事介入を開始した。ロシアは当初否定していたが、2月後半の時点から「現地クリミア住民による自警団」に偽装させたロシア軍部隊をクリミア全土に進軍させており、西側メディアは国章をつけていない軍服を着てバラクラバで覆面した兵士たちを「ロシア軍部隊とみられる謎の武装集団」として報道していた（ロシアのクリミア侵攻）。このロシアの侵攻に対して、ウクライナ新政権と親欧米派の住民は侵略であるとして強く反発した一方、クリミア自治共和国およびセヴァストポリ特別市のロシア系住民の中にはこれを歓迎するものも少なくなく、ウクライナ国内法を無視する形で、クリミア自治共和国最高会議（議会）とセヴァストポリ市議会は3月11日にクリミア独立宣言を採択し、3月16日にウクライナからの独立とロシアへの編入を問う住民投票をウクライナ国内法に違反する形で実施した。そもそも他国軍が展開する中という状況下に加え、様々な違法行為、投票率と投票結果への改竄が指摘されるも、同結果を根拠に、翌17日にウクライナからの「クリミア共和国」の独立とロシアへの編入を求める決議を採択した。ロシアのプーチン大統領は同日中にクリミア共和国の主権を承認したうえで、翌18日中にクリミアのロシアへの編入要請受諾を表明し、クリミアのアクショーノフ首相とともに編入に関する国家間条約に署名した（ロシアによるクリミアの併合）。5月12日にはドネツィク州、ルガンスク州において、同地の独立を宣言する勢力が現れた。
欧米諸国や日本はこれらロシアの動きが国際法違反の侵略で、ウクライナからのクリミアの独立とロシアへの編入は無効であるとして、ロシアへの制裁を実施した（2014年クリミア危機）。
2014年3月以降、ウクライナ東部・南部、特にドネツィク州、ハリコフ州、ルガンスク州、オデッサ州において、反政府派と政府側との間で衝突が発生し、親露的な分離独立派の武装勢力が州庁舎や警察機関などを占領した。その際、イーゴリ・ギルキンなどロシアの特殊部隊の兵の参加が複数確認されていることから、これらの衝突は一般のウクライナ国民による自発的反乱とみなすのは難しく、実際に2014年4月以降、政府側がこのようなロシアの支援を受ける武装勢力をテロリストと見なし、軍事行動を伴う「反テロ作戦」を開始することとなった。以降、分離武装勢力もロシアから流入したと見なされている兵器を用いて、政府側軍用機を撃墜するなど事実上の戦争状態が続いている。なお、日本を含む欧米諸国およびウクライナは、衛星写真や各報道などを根拠に武装勢力にロシアからの兵の投入、戦闘員と兵器等武器供与の支援があるとして非難を続けているが、一方でロシアは、自国民があくまで自発的に戦闘に参加しているだけであるとしてロシア連邦軍の直接侵攻は否定し続け、両者間の意見の対立が続いていた。
ポロシェンコ政権・ミンスク合意

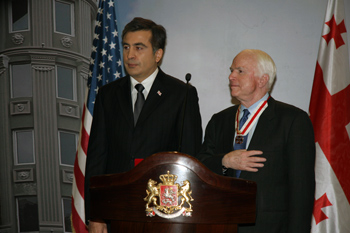
諮問機関の最高顧問に就任したミハエル・サーカシビリ（左） 右はマケイン米上院議員。サーカシビリはのちに国外追放された。

2014年6月に大統領選挙によって選ばれたペトロ・ポロシェンコが大統領に就任。以降も引き続き東ウクライナでは親欧米の政権側と親露の分離独立派（ノヴォロシア人民共和国連邦）による戦闘（ドンバス戦争）が続いており、一時的にウクライナ政権側と分離独立派、ロシア、ドイツ、フランスによる一時停戦案が結ばれるも、すぐに政府軍による反テロ作戦が再開され、各地で市街戦を含む戦闘が行われ、多数の民間人が犠牲となっている。9月5日にはベラルーシのミンスクで、ロシア、ウクライナ、OSCE、分離独立派の代表者によって、停戦と政治解決を目指すミンスク・プロトコルに調印され（ミンスク議定書）、追って9月19日には治安面解決の詳細を記したミンスク・メモランダムが調印された。以降、欧州安全保障協力機構のウクライナ特別監視ミッションが、2014年9月のミンスク合意の執行を監督することとなった。2014年10月26日のウクライナ最高議会選挙では、事実上、親欧米派が勝利したが、ミンスク合意のあとも戦闘は続き、結果として一般市民を含む死者数が2014年7月17日に発生したマレーシア航空17便撃墜事件（クラボボ村）なども含めれば5,000人以上に上るなど、欧州では旧ユーゴスラビア内戦以来の死者数を出した。
2015年2月11日、ウクライナ、ロシア、フランス、ドイツは再びミンスクでサミットを開催し、ウクライナ東部の紛争終結に向けた体制の枠組みについて再度の合意が行われた（ミンスク合意2）。
2019年にウクライナの大統領に就任したウォロディミル・ゼレンスキーは2021年3月、クリミア半島の占領解除とウクライナへの再統合をめざす国家戦略を承認し、国際的な枠組み「クリミア・プラットフォーム」を発足させてクリミア奪還をめざす計画を進めていた。
ロシアによる全面侵攻
ウクライナのNATO加盟をめぐってロシアとウクライナの緊張が高まり、アメリカのバイデン大統領がプーチン大統領と無侵略を条件に会談をしたが、「親ロシア派が支配するところに軍を送る」と発言し、その会談は白紙となった。日本時間2022年2月24日、ロシアのプーチン大統領が「特別な軍事作戦を実施する」とロシア国民へ向けテレビ演説を行った後、ウクライナ全土へ空襲やミサイル攻撃を仕掛けたことにより侵攻が始まった。

## 政治

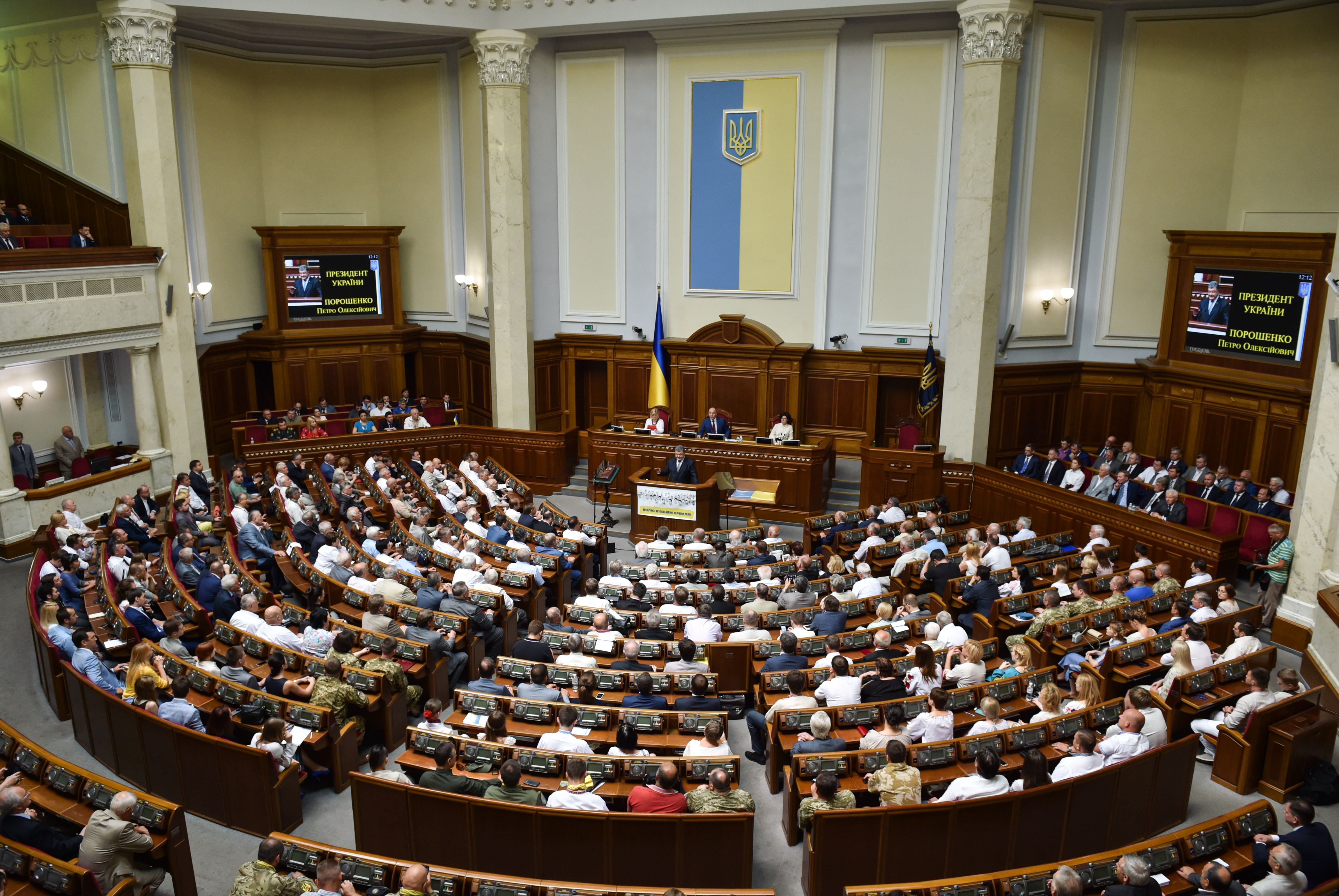
ヴェルホーヴナ・ラーダ
（ウクライナの国会）

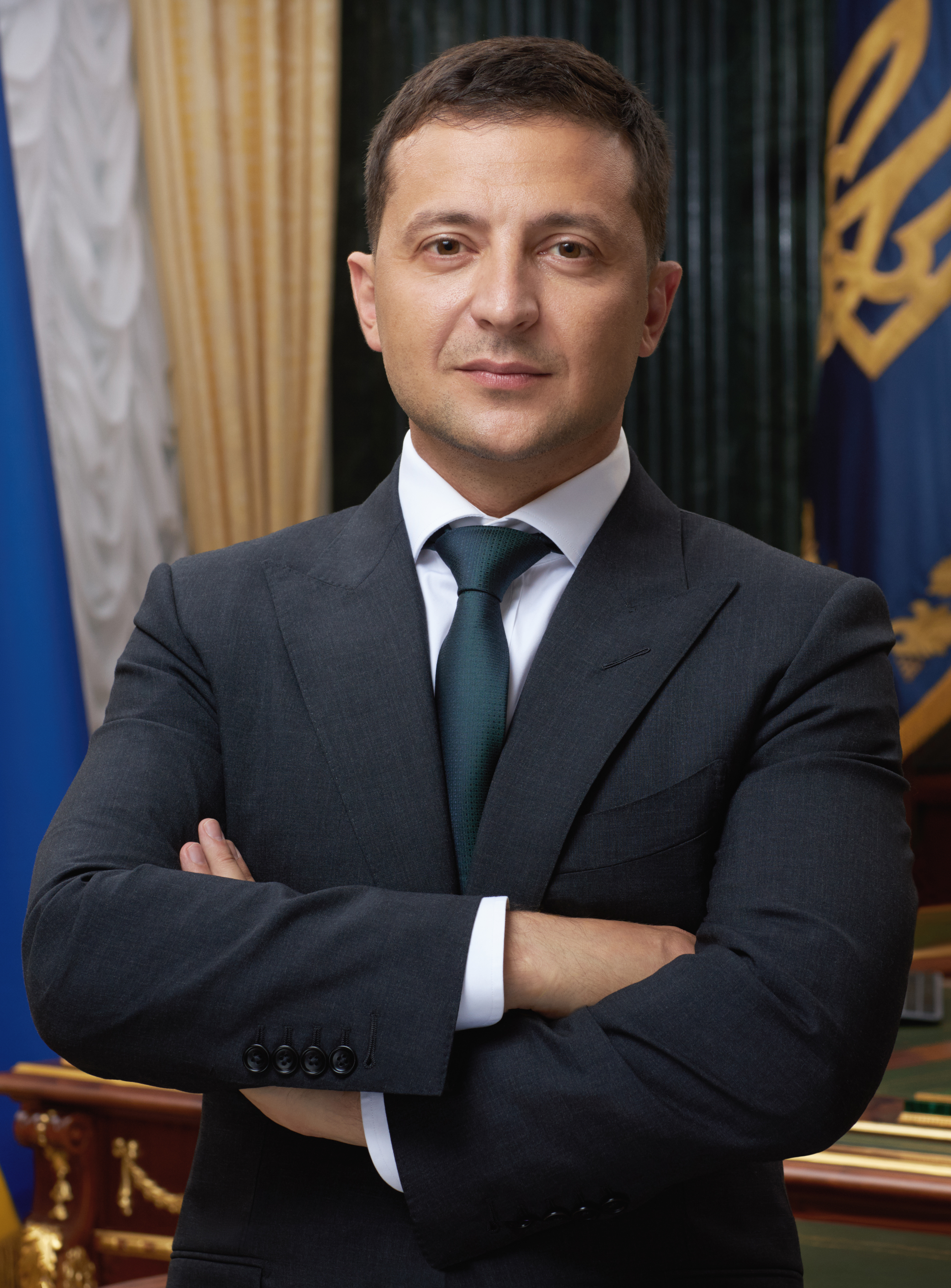
ウォロディミル・ゼレンスキー第6代大統領
（2019年5月20日就任）

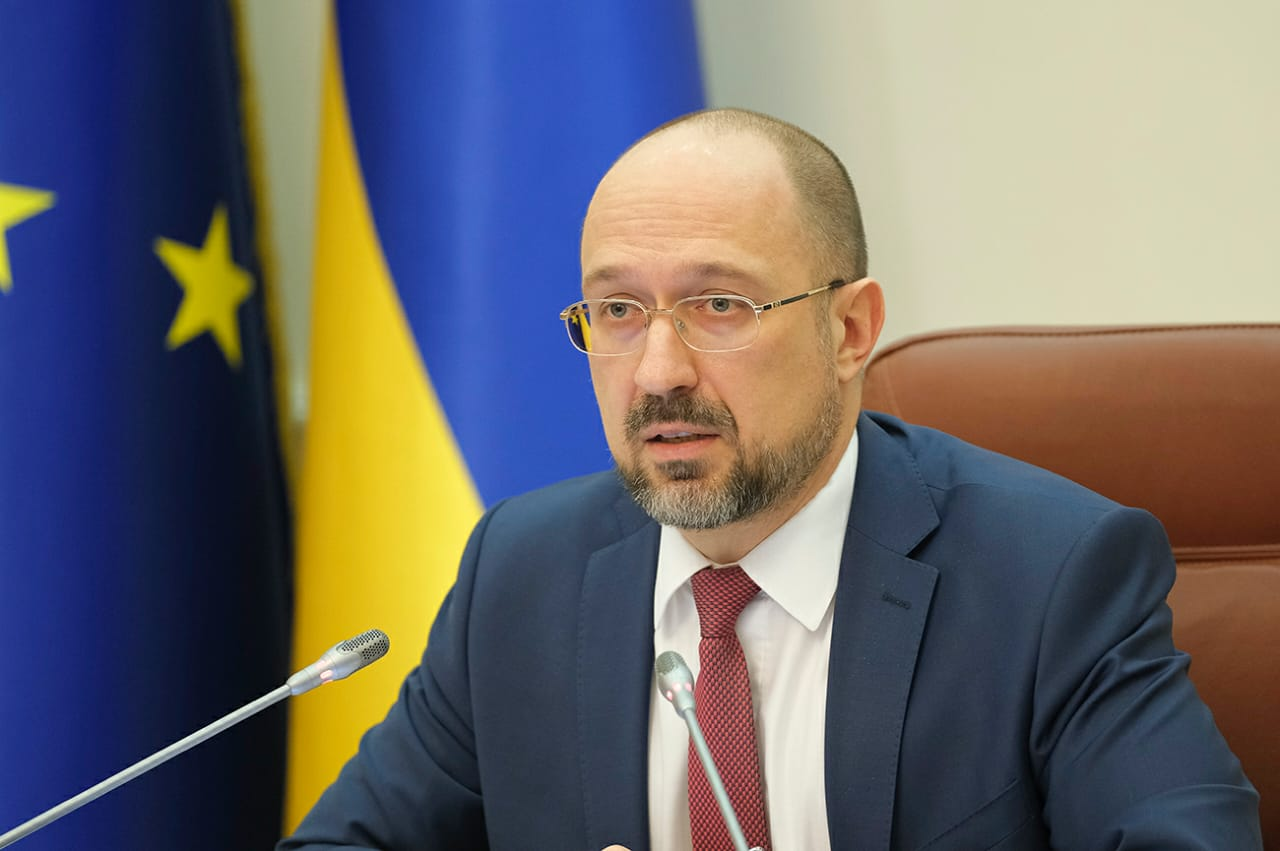
シュミハリ首相

ウクライナの政体は、司法・立法・行政の三権が分立する議会制民主主義（共和制）であり、大統領制と議院内閣制を並立した形の半大統領制を採用している。国家元首である大統領は、5年任期で国民投票によって選出され、首相や政府の閣僚を任命する権限を持つが、議会の承認を要する。
2022年2月のロシアのウクライナ侵攻により同年5月に戒厳令が敷かれて以降、ウクライナでは選挙が実施されていない。これは、ウクライナ憲法が83条において戒厳下における議会の任期延長を定めているほか、国内法「戒厳下の法的体制について」で戒厳下における大統領選挙、議会選挙、地方選挙が禁止されていることによる。また、ウクライナ憲法第108条では「大統領は新たに選出されたウクライナ大統領が就任するまでその権限を行使する」とされている。これらの理由から、大統領であるウォロディミル・ゼレンスキーの本来の任期は2024年までだが、2025年現在も大統領に在任し続けている。
ウクライナでは、政治、軍事組織による長年の汚職と腐敗問題が続いてきた。国際指標である「腐敗認識指数」の国別ランキングでは、2021年度の時点で180カ国中122位だったものが、2023年度には104位となっており、モルドバ同様、改善傾向にはあるものの、ウクライナにおける腐敗は依然としてヨーロッパ統合への障害となり続けている。
ワールド・ジャスティス・プロジェクトによる「法の支配指数」では、ウクライナは99カ国中66位に位置付けられている。また、ウクライナの検察は大半の欧州諸国より強い権限を持っており、「法による民主主義のための欧州委員会」は「検察当局の役割と機能は欧州評議会の基準に準拠していない」と指摘している。有罪判決率は99%を超え、ソビエト連邦における有罪判決率を上回っており、被疑者は裁判前に長期に亘って投獄されることも多々ある。

### 議会
ウクライナの国会は、最高議会であり、一院制で450議席である。全議席は全国区の比例代表制によって選出されるが、政党もしくは選挙ブロックは全投票の3%以上を獲得しなければ議席を得ることができない。議員の任期は5年。議会は立法、国際協定の批准、予算の裁可および首相の承認・罷免、閣僚の承認・罷免を行う。
2012年の選挙で議席を獲得した政党は5党。それは、親露派で東部・南部を地盤とする地域党および社会主義派のウクライナ共産党（与党）、ならびに親欧米派で中部や西部を地盤とする全ウクライナ連合「祖国」、ウダール、さらに、西部のガリツィア地方を地盤とする民族主義派の全ウクライナ連合「自由」（野党）である。

### 2004年大統領選挙

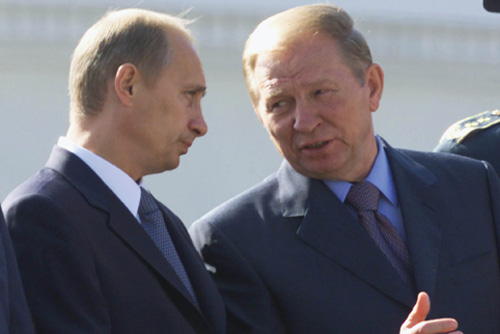
クチマとプーチン

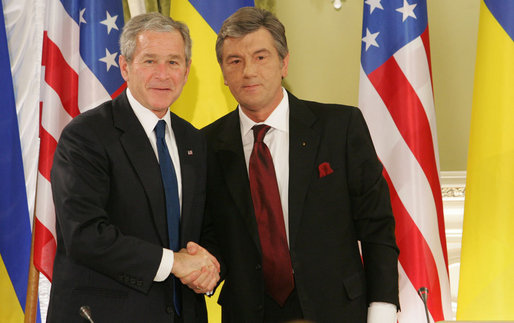
ユシチェンコとブッシュ

2004年、レオニード・クチマ大統領の任期満了に伴い大統領選挙が行われた。
クチマ大統領の後継ヴィクトル・ヤヌコーヴィチ首相と、野党指導者ヴィクトル・ユシチェンコ元首相の一騎討ちという形になった。10月31日の第1回投票ではユシチェンコが首位に立つが、わずか15万票差であった。
11月21日の決選投票の開票の結果、ヤヌコーヴィチの当選が発表される。しかし、ユシチェンコ陣営は11月22日夜、決選投票において全国で1万1000件の不正が行われ、第一回投票の5倍に膨らんだと、政権側の選挙違反を糾弾した。これにより首都キーウを中心に、ストライキなどの大規模な政治運動が起こった（オレンジ革命）。
欧米諸国の圧力もあって再選挙が行われることとなり、12月26日に実施された再決選投票の結果、ユシチェンコが52.12%、ヤヌコーヴィチが44.09%の得票となり、ユシチェンコ元首相の当選が確実になった。ヤヌコーヴィチ陣営はユシチェンコ陣営に不正があったとして最高裁に提訴したが野党による政府施設の封鎖が起こり、30日には提訴が却下された。翌2005年1月23日にユシチェンコ元首相は正式に大統領に就任し、この争いは一応の決着を見た。
なお、この選挙期間中、欧米のマスメディアはロシア人とウクライナ人の間で民族的対立が激化してウクライナ国民に分裂が生じているように報じた。この選挙ではアメリカ合衆国のウクライナ系政治団体の資金援助やオープン・ソサエティ財団の公然の介入が行われており、ウクライナ自身の革命というよりは外国勢力の干渉の結果だったという分析もある。一方、干渉があったとはいえ、それだけでなし得たものではなく実際に国民の間に従来の政権に対する不満があったことは大きな要素の一つであった。また、アメリカが反露派を支援した背景には、ロシア帝国時代やソ連時代にロシア勢力から弾圧を受けた非常に多くのウクライナ人がアメリカに亡命を余儀なくされたという歴史上の経緯も関係しているという分析もある。
つまり、アメリカに亡命したウクライナ人の作った組織がアメリカ政府や関係者に働きかけ、反露的な勢力を支援させるということは不自然ではないというのである。しかし、このようなロビー活動が表沙汰になることは少なく、こうしたもっともらしい分析もこれまでの経緯から類推した臆測の域を出ない。いずれにせよ「アメリカ側の都合だけで革命が推進された」「オレンジ革命は悪しき旧共産主義的な独裁体制からの民主化を達成した」というように単純化できる問題ではない。その後、ウクライナではしばしば「革命」が叫ばれることが習慣化しており、2007年にも反ユシチェンコ派の議員が「革命」を実行している。

### 2010年大統領選挙

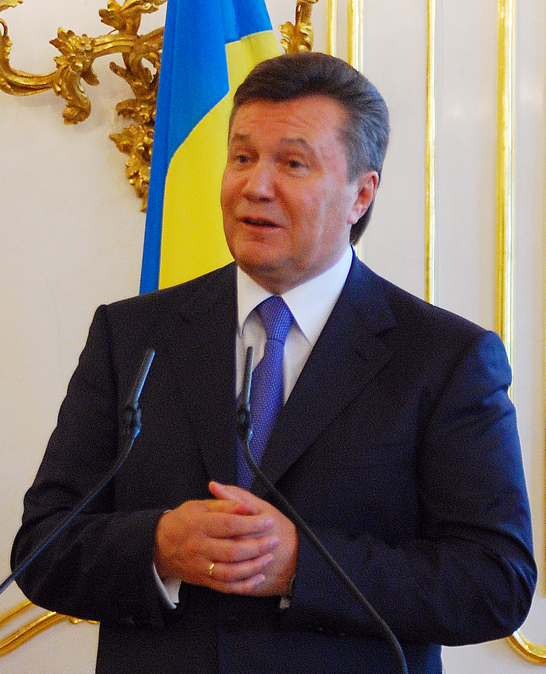
ヴィクトル・ヤヌコーヴィチ

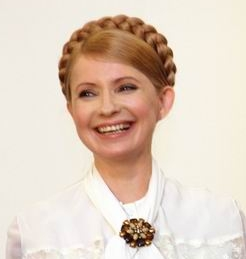
ユーリヤ・ティモシェンコ

大統領選挙が2010年1月から2月にかけて行われ、ヴィクトル・ヤヌコーヴィチが大統領に当選した。

### 2014年大統領選挙

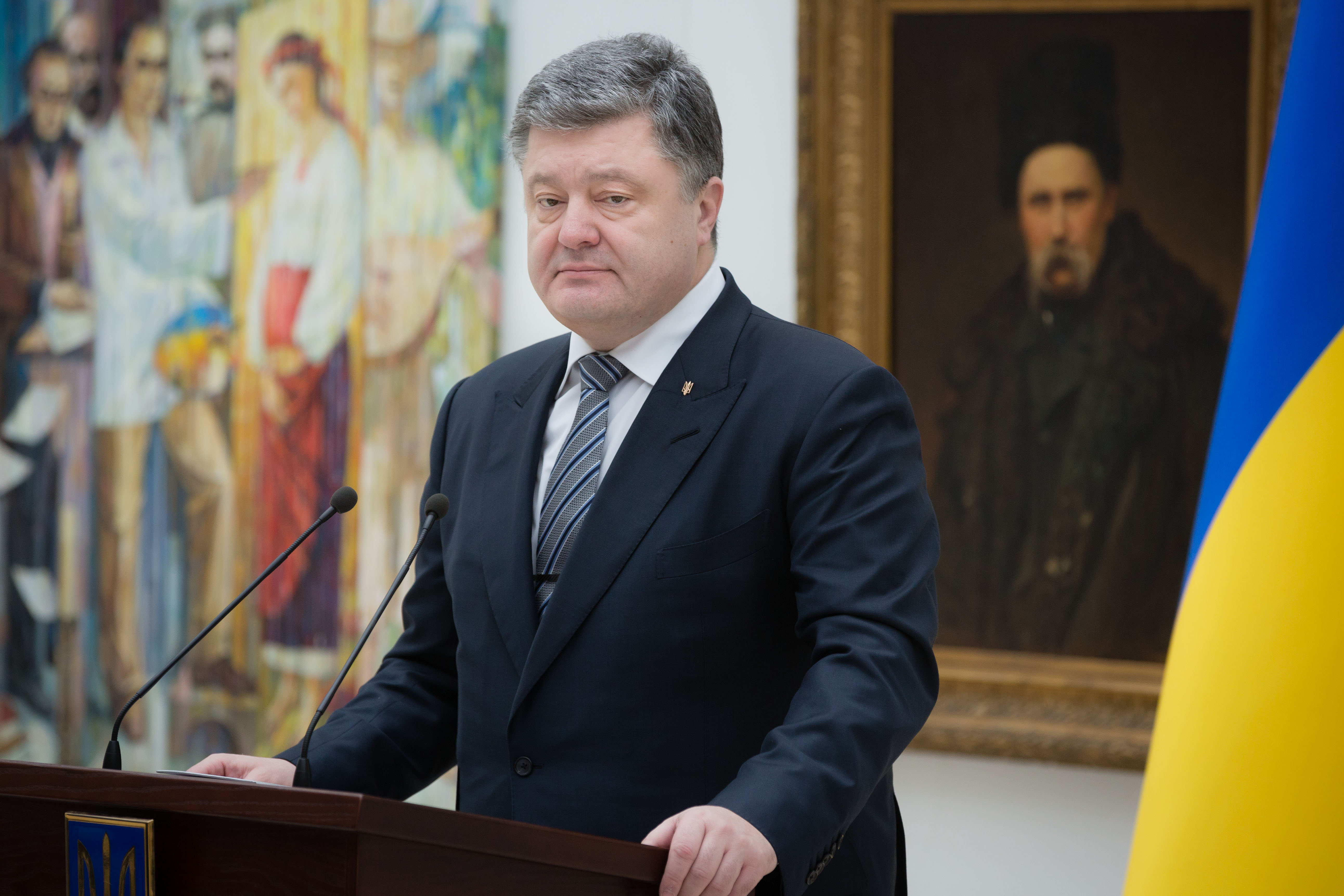
ペトロ・ポロシェンコ

大統領選挙が2014年5月25日に行われ、ペトロ・ポロシェンコが大統領に当選した。
ポロシェンコ-ヤツェニュク政権は総選挙後の内閣組閣において、財務相に在ウクライナ米国大使館での勤務経験があり、未公開株投資ファンドの代表を務めるアメリカ人のナタリヤ・ヤレスコ、経済発展・貿易相に投資銀行に勤務するリトアニア人のアイバラス・アブロマビチュス、保健相にグルジア人のサーカシビリ政権の元閣僚で米ニューヨークを拠点としているアレクサンドレ・クヴィタシヴィリの3人の外国人も入閣した。いずれも、任命の数日前にウクライナ国籍を取得している。顧問にはジョージアの前大統領で強権的な独裁者としての振る舞いからジョージアでの地位を失ったミハエル・サーカシビリが就任した。その他、エカ・ズグラゼやアデイシヴィリなど、サーカシビリの盟友が多く要職についていた。しかし、その後ポロシェンコ大統領との確執から相次いで辞任し、サーカシビリ自身もウクライナ国籍を剥奪されて国外追放された。

### 2019年大統領選挙

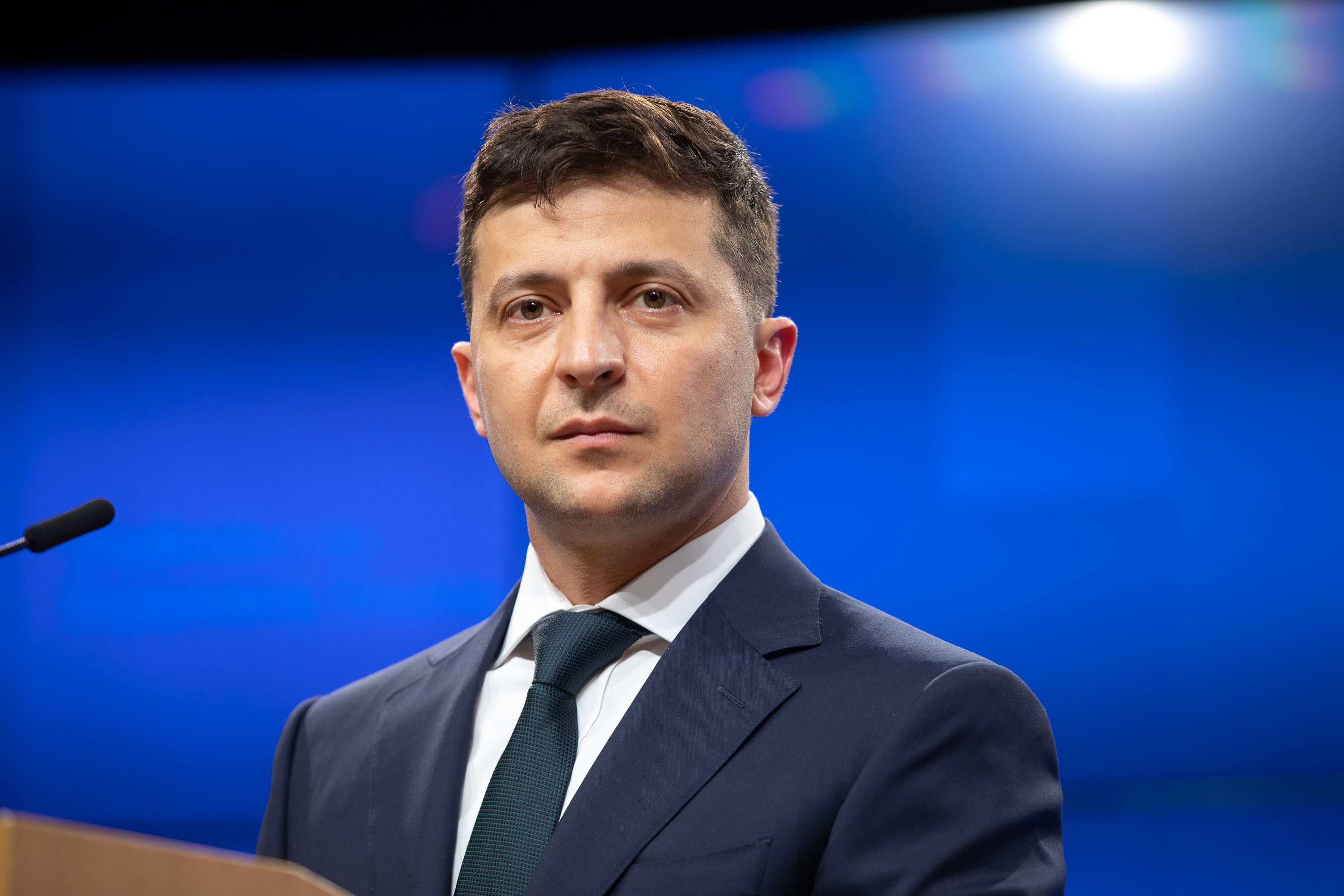
ウォロディミル・ゼレンスキー

大統領選挙が2019年3月から4月にかけて行われて決選投票の末に、ウォロディミル・ゼレンスキーが現職のペトロ・ポロシェンコを破ってウクライナの第6代大統領に当選した。

### 国際関係・外交

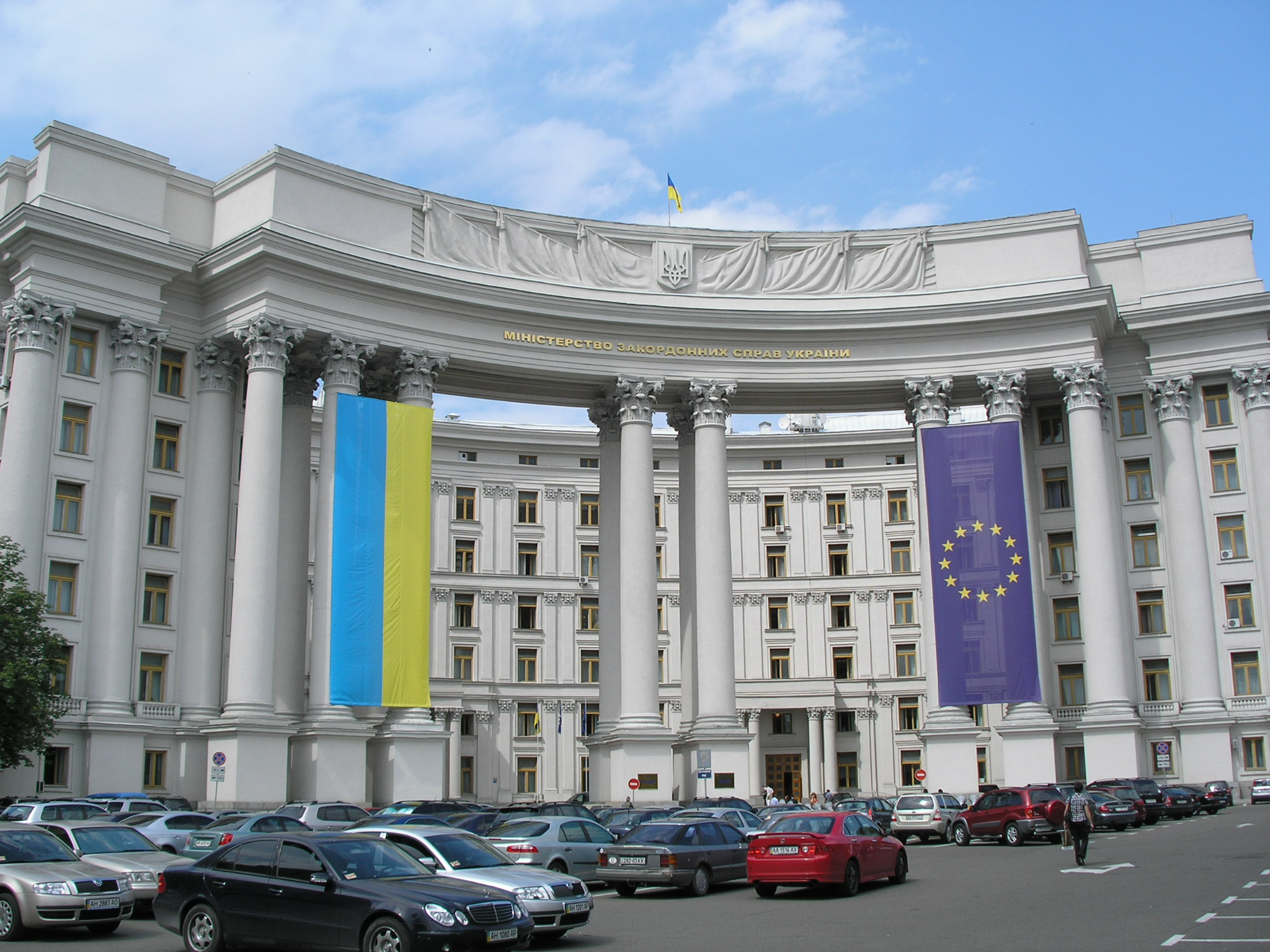
ウクライナの外務省

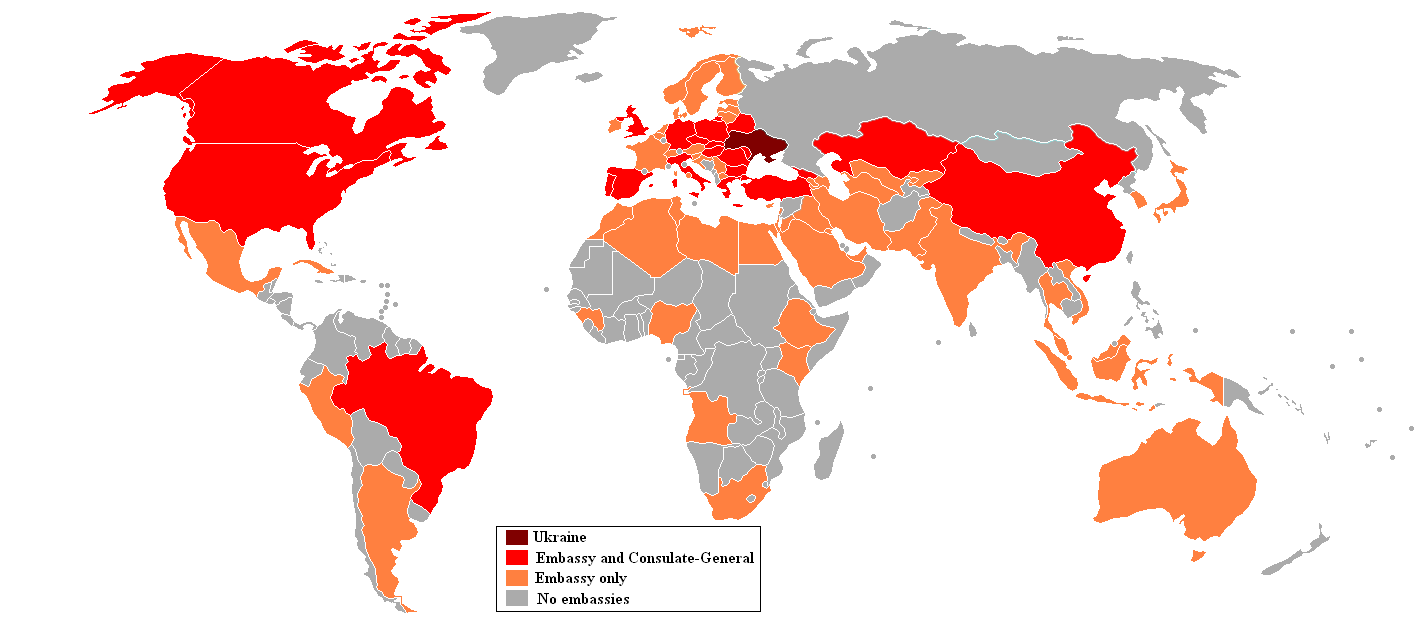
ウクライナの国際関係

ウクライナ(赤)と国交を有する国(青)

#### ロシア
ウクライナとロシアは歴史上複雑な関係を持つが、ソ連崩壊後から現在に至るまで緊張が続いている。
ユシチェンコ大統領の就任当初は、ロシアよりもEU諸国との関係を強化することを目指していた。同様の立場を取るグルジア(現ジョージア)、アゼルバイジャン、モルドバとともにGUAM（4か国の頭文字）と呼ばれる連合を結成。同国自身が将来のEU加盟を希望し、2017年時点でもそのための外交努力を続けている（後述）。
一方で、ウクライナ経済はロシアとの関係を悪化させたことなどを理由に急速に悪化した。大統領はロシアとの関係に対する見解の相違などからティモシェンコ首相を解任。その後は頻繁にロシアを訪問し、ロシアとの政治的・経済的関係を強化させようとするなど、ロシアとの関係修復も模索してきた。2010年の大統領選挙で当選したヴィクトル・ヤヌコーヴィチ大統領の誕生により、ロシアとの関係改善がより一層進展するものと見られていた。
ヤヌコーヴィチ政権時、ウクライナは北大西洋条約機構（NATO）やロシア主導の集団安全保障条約（CSTO）のような軍事同盟加盟を目指さない中立主義を法律で制定した。
しかし、2013年末から生じたウクライナ騒乱に続き、ロシアによるクリミア併合・東部不安定化以降、ロシアとの関係は再度悪化した。新政権は、一方でアメリカ合衆国やEUを中心とした欧米諸国との関係を重視している。ポロシェンコ-ヤツェニュク政権は、在ウクライナ米国大使館勤務経験のあるアメリカ人やグルジア(現ジョージア)のサーカシビリ政権の側近らを要職に就かせるなど、親欧米・反露路線を鮮明にしている。
なお、2015年末時点でウクライナはロシアに対し30億ドルの負債を負っており、今後、国際裁判所で争われることとなっている。
また、司法分野においては、ロシアに対し、2014年6月頃にルハーンシク州内の戦闘中に拘束され、ロシアに連れ出され勾留されたウクライナ人女性のナジーヤ・サウチェンコの即時釈放を訴えている。ロシア当局は、同女性がウクライナ西部においてロシア人ジャーナリスト2名を殺害した嫌疑があると主張していたが、ウクライナをはじめアメリカ、ドイツ、フランスなどの各国政府、欧州議会などがロシアによるサウチェンコの拘束には根拠がないとして、ミンスク合意に従ってロシアはサウチェンコを解放すべきとした。
ウクライナとロシアの旅客流動は最大であったが、2015年10月以降、ウクライナとロシアを結ぶ航空旅客便は全便の運行が停止している。
また、2017年にはポロシェンコ大統領の大統領令を通じて、対露制裁の一環で、VKontakte、Odnoklassnikiなどのロシア系SMSサービス、Yandex、Mail.ruなどのロシア系のウェブサイトへのアクセスを禁止した。
ウクライナ政府はロシアからの天然ガス輸入を2016年は打ち切り、2017年も再開しない見通しであると表明している。
さらに2018年9月、1997年にロシアと締結した友好協力条約を延長しないとロシア政府に通告した。
2021年秋からロシア陸軍が兵力を大幅に増強しており、2022年初頭にはウクライナ侵攻の可能性もあると報じられた。
また、2022年2月には東部の親露派支配地域であるドネツク人民共和国とルガンスク人民共和国をロシアが承認した（ドネツク人民共和国とルガンスク人民共和国の独立承認に関するウラジーミル・プーチンの演説）。両国関係は非常に緊迫し、ロシアのプーチン政権は同月24日、『特別軍事作戦の実施について』演説に続いてウクライナへの侵攻を開始し、ゼレンスキー大統領はロシアとの断交を発表した。

#### 欧米
ポロシェンコ政権はEU加盟を希望していた。具体的な加盟交渉に至ってはいないが、東欧諸国を対象とするEU安定化・連合プロセスの要となる連合協定について、EU加盟国で唯一未批准だったオランダの上院が2017年5月に批准した。同年6月11日からは、イギリスとアイルランドを除くEU加盟国へウクライナ国民が90日の査証（ビザ）なし渡航が可能になった。
2021年5月17日のモルドバ、ジョージアとの三国外相会談で、将来的なEU加盟の期待を明確にし、共同の覚書に署名した。この会談以降、三国をいわゆる'Associated Trio'（もしくは'Association Trio'とも。和訳で「共同三国」など）と呼称するようになった。
ロシアによるクリミア編入宣言や東部ウクライナ紛争への関与疑惑に対して、欧米諸国は対露制裁でウクライナを支援。アメリカ軍はウクライナ軍へ兵器供給と訓練を実施し、こうした軍事支援はロシアによる侵攻後に本格化した。
ロシアによる侵攻が始まった直後の2022年2月28日、ウクライナはEUへの緊急加盟を要請した。2024年6月25日にEU加盟交渉が開始された。

#### トルコ
トルコ企業600社がウクライナに進出してインフラ建設や再生可能エネルギー事業を手掛けているほか、トルコは軍事用無人航空機「バイラクタル TB2」を輸出し、ウクライナ軍が東部紛争の偵察に投入している。ウクライナはトルコの無人攻撃機「アキンチ」にエンジンやプロペラを供与している。ゼレンスキー大統領は2021年4月にトルコを訪問し、軍事産業での協力関係を強調した。こうした両国の接近は、クリミア・ウクライナ東部紛争でロシアと対立するウクライナと、シリア内戦やリビア内戦でロシアと別の勢力を支援するトルコの利害が一致していることが背景と指摘されている。

#### 日本

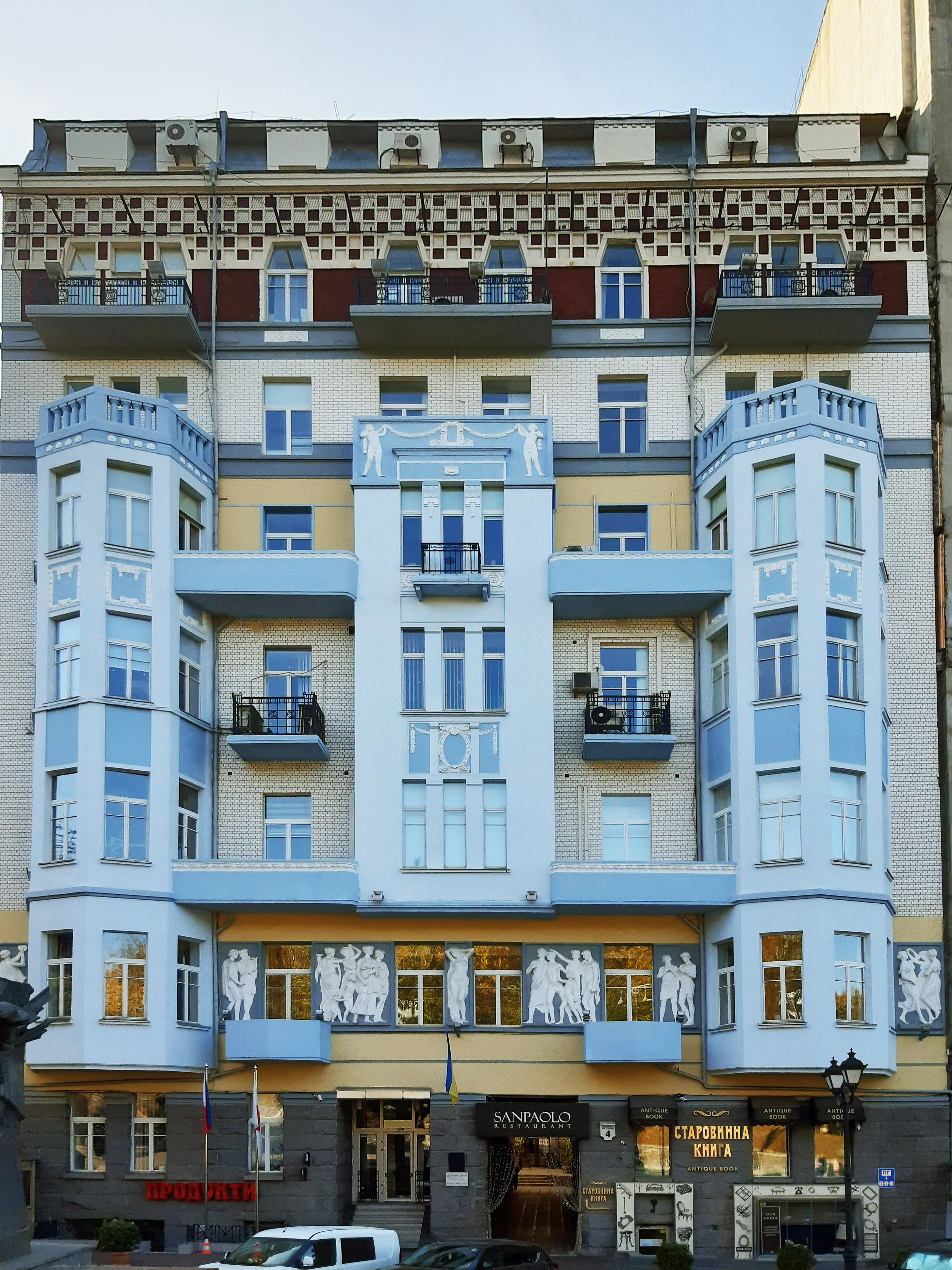
在ウクライナ日本国大使館

日本はユシチェンコ大統領期の2005年3月に同国とのODA円借款契約を初めて締結しているが（190億9200万円、償還期間30年）、ヤヌコーヴィチ大統領およびティモシェンコ首相の時期は契約を行っておらず、2014年6月7日にポロシェンコが大統領となり9年ぶりに契約の締結を再開した。2014年7月には100億円（償還期間20年間）、2015年6月に1081億9300万円（同40年間）、12月に369億6900万円（同20年間）と、巨額の資金貸付けが行われた。
2005年8月1日より日本国民がウクライナに入国する際のビザ（査証）を短期90日までの滞在（ただし、就労を伴わない活動に限る）に限って、その取得を必要としない制度が開始された。しかしながら、2014年7月時点、ウクライナ国民の日本への入国には依然としてビザが必要である。
2022年3月1日、ウクライナ日本大使館がロシアと戦う日本人を「義勇兵」としてTwitter上にて募集。約70人の日本人が志願した。
2022年3月16日、ウクライナのゼレンスキー大統領がアメリカ合衆国連邦議会で行った演説で、「真珠湾攻撃を思い出して欲しい。あのおぞましい朝のことを」と訴え、ロシアのウクライナ侵攻を、1941年の太平洋戦争劈頭に日本がハワイの真珠湾を奇襲したことになぞらえ、日本のネットユーザーから批判を受けた。
同年4月1日、ウクライナ政府公式Twitterにて『現代ロシアのイデオロギー』と題した動画を投稿。ユダヤ人大量虐殺（ホロコースト）を行ったナチス・ドイツの独裁者ヒトラーやイタリアのファシズム指導者ムソリーニと共に昭和天皇の顔写真を並べ、「ファシズムとナチズムは1945年に敗北した」と記した。同年同月の24日、「昭和天皇をヒトラーと同一視した」となど批判が高まった事態を受け、動画から昭和天皇の顔写真を削除、Twitterで謝罪した。
同年4月12日、日本の公安調査庁は「アゾフ大隊はネオナチ」と長年にわたり掲載していた記事を削除（404error-記事にアクセスできません）。公調は「8日にHPで示した以上の見解はない」とした。

同年10月7日、ウクライナ最高議会は「北方領土をロシアに占領された日本固有の領土と確認する」決議を採択した。ロシアの侵略に対する日本との協力関係を期待したものと見られる。
2024年10月、ウクライナ政府は兵庫県神戸市中央区の神戸学院大学ポートアイランドキャンパスに名誉領事館を開設した。日本とウクライナ間の交流促進を目的としており、旅券発給などの業務は行わない。

#### 中国
2013年に、ヤヌコヴィッチ政権は中国と「中国ウクライナ友好協力条約」を締結している。

#### 北朝鮮
朝鮮民主主義人民共和国（北朝鮮）とは関係が深く、長年にわたりICBMなどの兵器技術提供も行っていた。2022年7月13日、北朝鮮がドネツク人民共和国とルガンスク人民共和国の国家承認をした事を理由に、ウクライナは北朝鮮との国交を絶った。

### 軍事
ウクライナ大統領府が、ロシアへの抗戦中の2022年9月13日に公表した国家安全保障の基本計画は、「自衛のための軍事力」保有を国防の根幹と定めるとともに、欧米諸国やトルコに支援を求め、ロシアが要求した「非軍事化」を否定した。

#### NATOとの協力
ウクライナは欧州連合（EU）だけでなく欧米諸国の軍事同盟である北大西洋条約機構（NATO）への加盟を希望しており、NATOは、ロシアの侵略に対する防戦を支援する「NATOウクライナ理事会」を設置している。NATOは将来の加盟に向けて、ウクライナに汚職対策や人権尊重といった改革を求めている。

#### 正規軍
ウクライナ軍は、陸軍、海軍、空軍、空中機動軍（空挺部隊）、特殊作戦軍（特殊部隊）、海兵隊の6軍種からなる。2022年1月時点の報道で、推定20万9000人。
- ウクライナ陸軍
  - ウクライナ陸軍航空隊
  - ウクライナ領土防衛隊（外国人部隊を含む義勇兵・民兵）
- ウクライナ海軍
  - ウクライナ海軍航空隊
- ウクライナ空軍（ウクライナ語:Повітряні Сили України）
  - 2004年にウクライナ防空軍と従来のウクライナ空軍（Військово-Повітряні Сили України）が合併して誕生した。
- ウクライナ空中機動軍
- ウクライナ特殊作戦軍
  - 2016年に陸軍・海軍の特殊部隊を統合して編成された。
- ウクライナ海兵隊
  - 2023年に海軍歩兵部隊が海軍から独立して編成。

#### 準軍事組織
ウクライナには、ウクライナ正規軍以外に、以下の準軍事組織が存在する。
- ウクライナ内務省
  - ウクライナ国家親衛隊（旧ウクライナ国内軍＋ユーロマイダンの活動家からなる部隊）
- ウクライナ国家国境庁
  - ウクライナ国家国境庁海上警備隊（ウクライナ語版、英語版）

2022年ロシアのウクライナ侵攻に抵抗するパルチザン活動も行なわれている。
このほか、ウクライナ国内の政治運動の過程で創設された武装組織が複数あり、一部は後にウクライナ政府の統制下に入った。
また親ロシア派も実効支配している地域で武装組織を有している。

### 国防会議・情報機関
大統領附属の合議制機関として国家安全保障・国防会議が存在する。
また、国家保安庁が、サイバー攻撃への防衛など防諜・情報機関や治安組織としての活動を行っている。

## 地理
| キーウ ビーラ・ · ツェールクヴァ ブロヴァルィー チョルノービリ チェルニーヒウ ニージン プルィルークィ ジトーミル ノヴォフラード コーロステニ ベルディーチウ チェルカースィ スミーラ ウーマニ ポルタヴァ クレメンチューク ルブヌィー クロピヴニツキー ヴィーンヌィツャ フメリニツキー カームヤネツィ＝ · ポジーリシクィイ テルノーピリ リウネ ルーツィク コーヴェリ リヴィウ ドロホーブィチ ストルィーイ イヴァーノ＝ · フランキーウシク カールシュ コロムィーヤ チェルニウツィー ウージュホロド ムカーチェヴォ オデッサ イズマイール レニ ムィコラーイウ ペルヴォマイシク ヘルソン ノヴァー・ · カホーウカ シンフェロポリ セヴァストポリ ヤルタ フェオドシヤ ケルチ イェウパトーリヤ ジャンコイ ドニプロ カーミヤンシケ ジョーウチ・ヴォーディ クルィヴィーイ・リーフ マールハネツィ ニーコポリ パウロフラード ザポリージャ メリトーポリ ベルジャーンシク スームィ ロームヌィ コノトプ ショーストカ ハルキウ ロゾヴァ イジューム ドネツィク マリウポリ スロウヤーンシク クラマトールシク イェナーキイェヴェ ホールリウカ ルハーンシク スタロビーリシク アルチェーウシク スタハーノウ ベラルーシ ピンスク ブレスト ホメリ ポーランド ワルシャワ ルブリン プシェムィシル ロシア クルスク ベルゴロド クバーニ シャフティ ノヴォチェルカッスク ロストフ・ · ナ・ドヌ タガンログ クラスノダール ノヴォロシースク ルーマニア ヤシ ガラツィ ブライラ コンスタンツァ ブルガリア ヴァルナ モルドバ バルツィ キシナウ ハンガリー スロバキア 黒 海 アゾフ海 |

ウクライナはユーラシア・ステップ西部に位置し、国土のほとんどは、肥沃な平原、ステップ（草原）、高原で占められている。ドニエプル川、ドネツ川、ドニエステル川が横切っており、南のブーフ川とともに、黒海、アゾフ海に注ぎ込んでいる。黒海北岸にはクリミア半島が突き出しており、ペレコープ地峡でウクライナ本土とつながっている。南西部にあるドナウ・デルタはルーマニアとの国境になっている。
山岳地帯は、ウクライナの最南端のクリミア山脈と西部のカルパティア山脈だけである。最高峰はカルパト山脈にあるホヴェールラ山（Говерла, Hoverla）で、標高2,061メートル。これ以外の地域も平坦というわけではなく、東ヨーロッパの中では比較的起伏の多い地形をしている。
気候は温暖な大陸性気候であるが、クリミア半島の南岸は地中海性気候により近い。降雨量は局所的に偏っており、北部や西部は多く、南部や東部は少ない。夏はほとんどの地域で暖かいが、当然南に行くほど暑い。冬は黒海沿岸は涼しいが、内陸に行くにしたがって寒くなる。

## 地方行政区分と都市
| キーウ チェルニーヒウ ポルタヴァ スームィ ハルキウ ドニプロ ザポリージャ ドネツィク ルハーンシク シンフェロポリ ヘルソン ムィコラーイウ オデッサ クロピヴニツキー チェルカースィ ヴィーンヌィツャ ジトーミル リウネ ルーツィク リヴィウ テルノーピリ フメリニツキー イヴァーノ＝ · フランキーウシク チェルニウツィー ウージュホロド セヴァストポリ 1 2 3 4 5 6 7 8 9 10 11 12 13 14 15 16 17 18 19 20 21 22 23 24 25 |

ウクライナは、24の州と、クリミアにある1つの自治共和国、そして2つの特別市から構成される。ただし、クリミア自治共和国とセヴァストポリはロシア連邦の実効支配下にある。また、親ロシア分離独立派が支配するドネツィク州（ドネツク人民共和国）とルハンスク州（ルガンスク人民共和国）のドンバス地域の一部、およそ推定人口300万人程度の地域に対する管轄も及んでいない（「クリミア危機・ウクライナ東部紛争」参照）。ロシアは2022年に始めた侵攻でウクライナ東南部を自国に編入すると宣言したが（ロシアによるウクライナ4州の併合宣言）、ウクライナと国際社会は承認しておらず、ウクライナは奪回作戦を進めている。
| No. | 州                             | 州庁所在地                   | No. | 州                     | 州庁所在地       |
| 1   | イヴァーノ＝フランキーウシク州 | イヴァーノ＝フランキーウシク | 13  | チェルニウツィー州     | チェルニウツィー |
| 2   | ヴィーンヌィツャ州             | ヴィーンヌィツャ             | 14  | テルノーピリ州         | テルノーピリ     |
| 3   | ヴォルィーニ州                 | ルーツィク                   | 15  | ドニプロペトロウシク州 | ドニプロ         |
| 4   | オデッサ州                     | オデッサ                     | 16  | ドネツィク州           | ドネツィク       |
| 5   | キーウ州                       | キーウ                       | 17  | ハルキウ州             | ハルキウ         |
| 6   | キロヴォフラード州             | クロピヴニツキー             | 18  | フメリニツキー州       | フメリニツキー   |
| 7   | ザカルパッチャ州               | ウージュホロド               | 19  | ヘルソン州             | ヘルソン         |
| 8   | ザポリージャ州                 | ザポリージャ                 | 20  | ポルタヴァ州           | ポルタヴァ       |
| 9   | ジトーミル州                   | ジトーミル                   | 21  | ムィコラーイウ州       | ムィコラーイウ   |
| 10  | スームィ州                     | スームィ                     | 22  | リヴィウ州             | リヴィウ         |
| 11  | チェルカースィ州               | チェルカースィ               | 23  | リウネ州               | リウネ           |
| 12  | チェルニーヒウ州               | チェルニーヒウ               | 24  | ルハーンシク州         | ルハーンシク     |
| -   | 特別市                         | 特別市                       | No. | 自治共和国             | 自治共和国の首都 |
| -   | キーウ （首都）                | セヴァストポリ               | 25  | クリミア自治共和国     | シンフェロポリ   |

| ウクライナの都市（2021年） | ウクライナの都市（2021年） | ウクライナの都市（2021年） | ウクライナの都市（2021年） | ウクライナの都市（2021年） | ウクライナの都市（2021年） | ウクライナの都市（2021年） | ウクライナの都市（2021年） | ウクライナの都市（2021年） |
| 位                         | 都市                       | 行政区分                   | 人口                       | 位                         | 都市                       | 行政区分                   | 人口                       | キーウ ハルキウ            |
| -------------------------- | -------------------------- | -------------------------- | -------------------------- | -------------------------- | -------------------------- | -------------------------- | -------------------------- | -------------------------- |
| 1                          | キーウ（キエフ）           | キーウ                     | 2,962,180人                | 11                         | ルハーンシク               | ルハーンシク州             | 399,559人                  | キーウ ハルキウ            |
| 2                          | ハルキウ                   | ハルキウ州                 | 1,433,886人                | 12                         | ヴィーンヌィツャ           | ヴィーンヌィツャ州         | 370,601人                  | キーウ ハルキウ            |
| 3                          | オデッサ                   | オデッサ州                 | 1,015,826人                | 13                         | マキイフカ                 | ドネツィク州               | 340,337人                  | キーウ ハルキウ            |
| 4                          | ドニプロ                   | ドニプロペトロウシク州     | 980,948人                  | 14                         | セヴァストポリ             | セヴァストポリ             | 340,297人                  | キーウ ハルキウ            |
| 5                          | ドネツィク                 | ドネツィク州               | 905,364人                  | 15                         | シンフェロポリ             | クリミア自治共和国         | 336,330人                  | キーウ ハルキウ            |
| 6                          | ザポリージャ               | ザポリージャ州             | 722,713人                  | 16                         | チェルニーヒウ             | チェルニーヒウ州           | 285,234人                  | キーウ ハルキウ            |
| 7                          | リヴィウ                   | リヴィウ州                 | 721,510人                  | 17                         | ヘルソン                   | ヘルソン州                 | 283,649人                  | キーウ ハルキウ            |
| 8                          | クルィヴィーイ・リーフ     | ドニプロペトロウシク州     | 668,980人                  | 18                         | ポルタヴァ                 | ポルタヴァ州               | 283,402人                  | キーウ ハルキウ            |
| 9                          | ムィコラーイウ             | ムィコラーイウ州           | 476,101人                  | 19                         | フメリニツキー             | フメリニツキー州           | 274,582人                  | キーウ ハルキウ            |
| 10                         | マリウポリ                 | ドネツィク州               | 431,859人                  | 20                         | チェルカースィ             | チェルカースィ州           | 272,651人                  | キーウ ハルキウ            |

## 交通

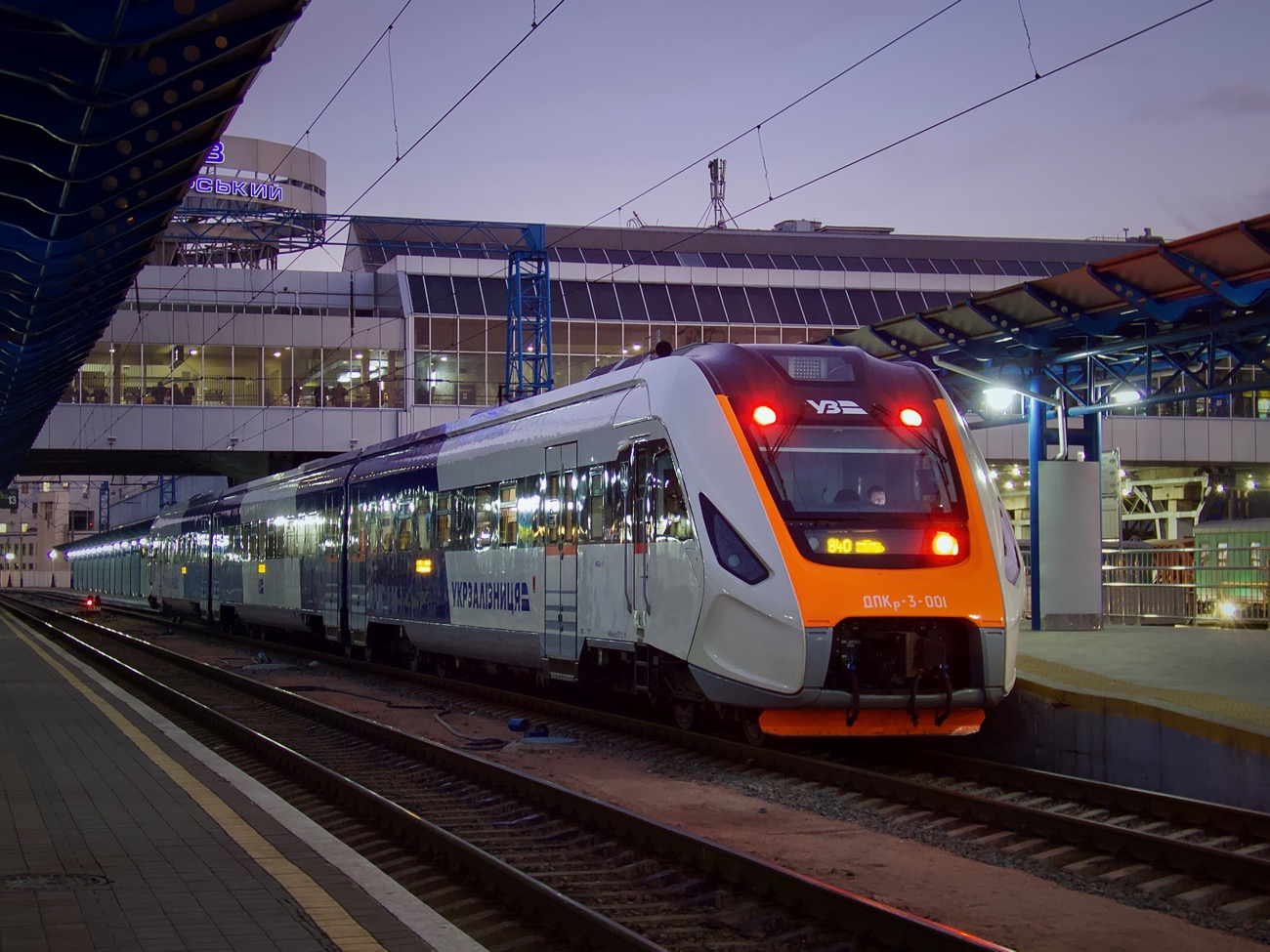
ウクライナ鉄道, キエフ中央駅

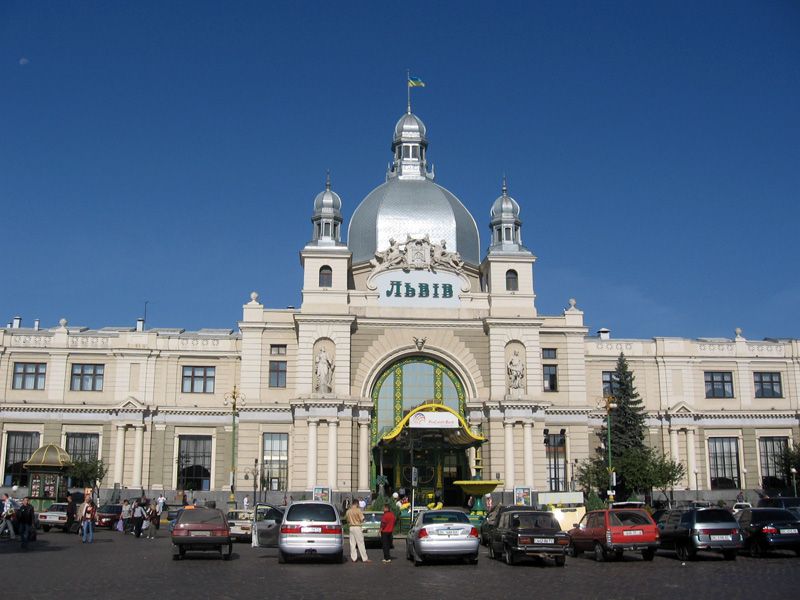
ウクライナ西部の主要鉄道駅、リヴィウ駅

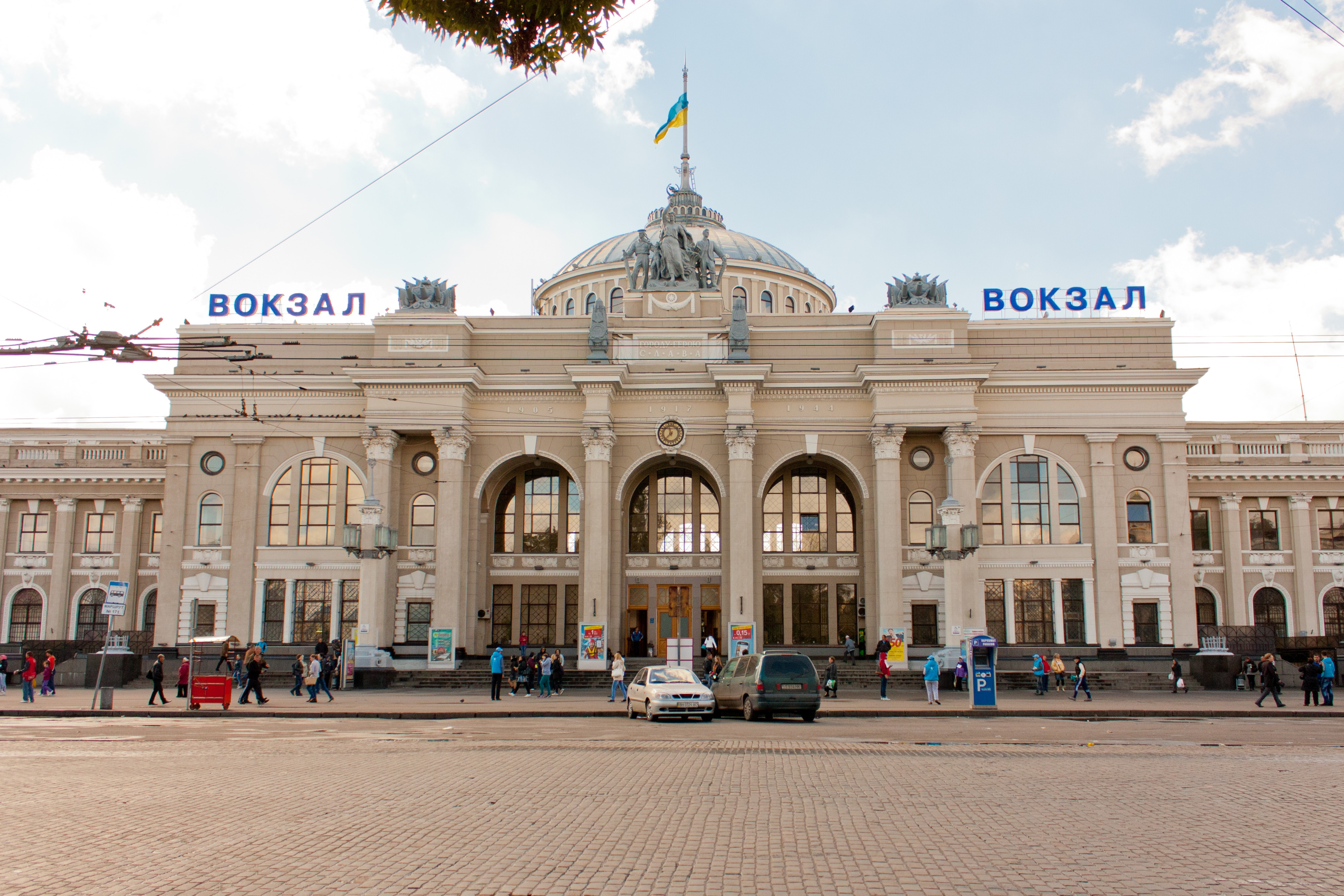
ウクライナ南部の主要鉄道駅、オデッサ駅

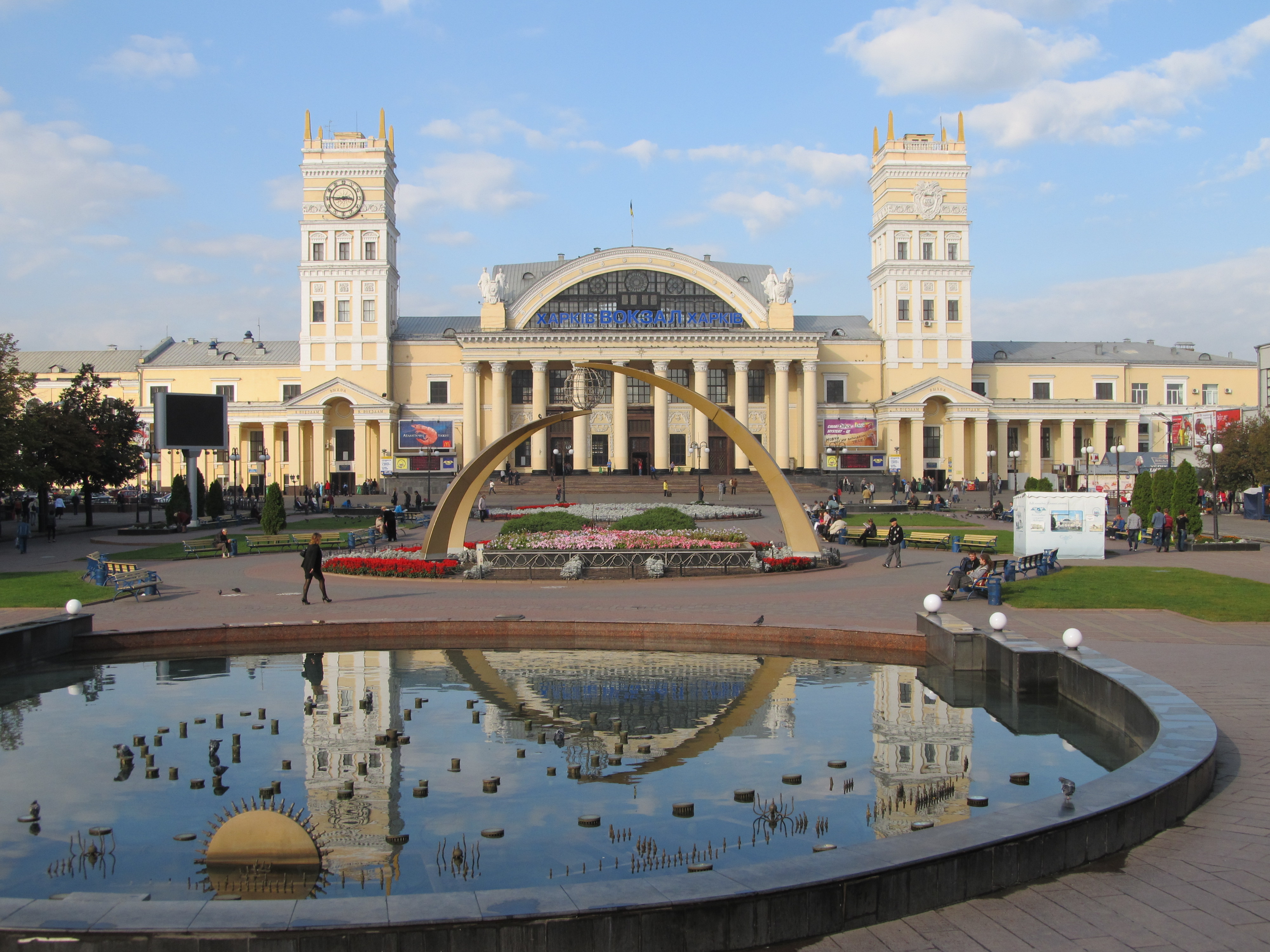
ハリコフ駅はウクライナ東部の主要鉄道駅である。

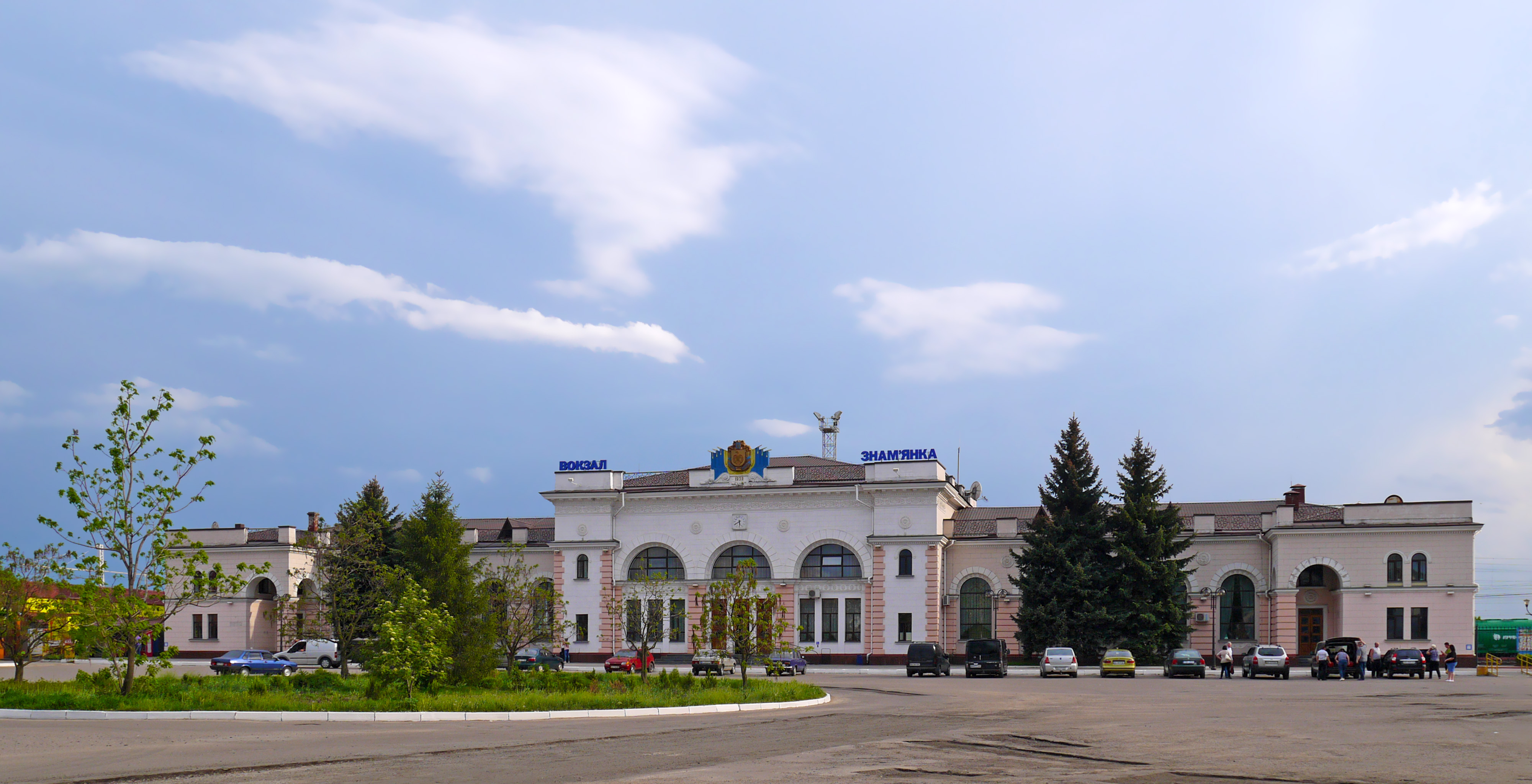
ズナメンカ市（キロヴォフラード州）の鉄道駅。ウクライナ全土の路線を結ぶ、国土中央部で最も重要な交通駅。

ウクライナの交通は、鉄道、バス、船舶、航空機、自動車などによっている。鉄道は、ウクライナ鉄道によって一元化されている。一方、ウクライナの航空会社はソ連時代のアエロフロート一括管理型から多くの中小の航空会社が競合する状態になっている。

### 鉄道
都市間輸送は国営鉄道のウクライナ鉄道が運行されている。主要都市には地下鉄及び市電、またエレクトリーチカが運行されている。

### 航空
フラッグ・キャリアのウクライナ国際航空が国内国際線ともに運行している。ハブ空港としてボルィースピリ国際空港がキーウ近郊にある。

## 経済

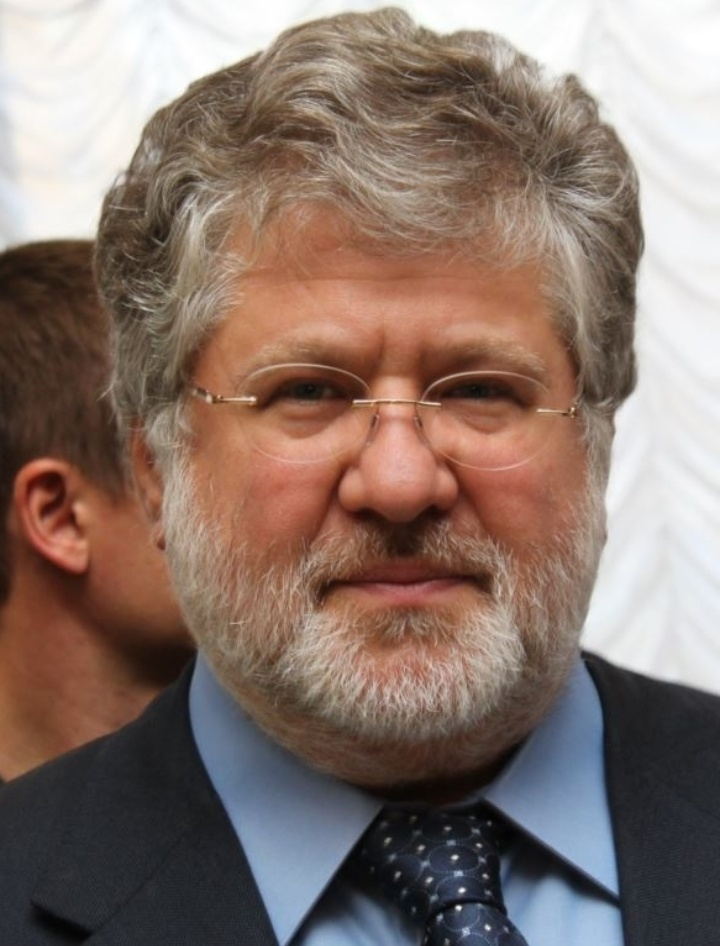
イーホル・コロモイスキー

2022年に始まったロシアによる侵攻に伴い、最初の1年間で経済的損害は3490億ドル（世界銀行などの推計）にも達したが、ウクライナ経済研究所の調査では同国企業の85％が西部への疎開などにより操業を継続している。
国際通貨基金（IMF）の統計によると、2013年のウクライナの国内総生産（GDP）は1783億ドルである。1人あたりGDPは3,930ドルであり、西隣にあるポーランド（1万3393ドル）の約30%、北隣にあるベラルーシ（7,577ドル）の約半分、世界平均の約40%程度の水準にとどまり、ジョージア（3,604ドル）、アルメニア（3,208ドル）、モルドバ（2,229ドル）と並ぶ欧州最貧国の一つである。2015年の推計によると、1人あたりGDPは2,001ドルまでに低下し、旧ソ連の最貧国レベルとなっている。タタール人のリナト・アフメトフ、イスラエル国籍も持つユダヤ人のイーホル・コロモイスキーなどの一部のオリガルヒによる寡頭制資本主義体制が続いている。
ソ連時代は連邦内の重要な農業および産業地帯であったが、現在は天然ガスを中心とするエネルギー供給のほとんどをロシアに依存しており、経済の構造改革の遅滞と相まって他国の影響を受けやすいものになっている。さらに国家腐敗が進行しているため、事態は深刻さを極めるものとなっている。
工業では、ソ連時代以来の有力な軍事産業が存在する。中華人民共和国が企業買収などによりウクライナの軍事技術取得を図り、アメリカ合衆国の意向もあってウクライナ政府が阻止する事例もある。
1991年、政府はほとんどの物資の価格を自由化し、国有企業を民営化するための法制度を整備した。しかし、政府や議会内の強い抵抗により改革は停止され、多くの国有企業が民営化プロセスから除外された。1993年の末頃には、通貨政策の失敗によりハイパーインフレーションにまで至った。

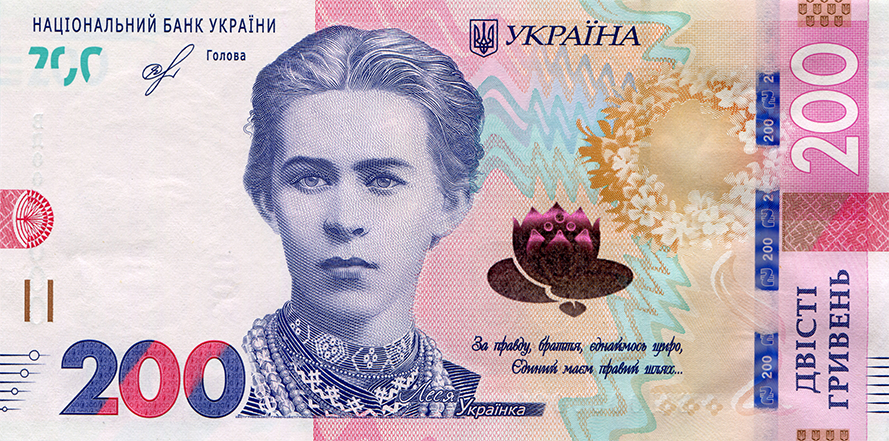
フリヴニャ

1994年に大統領に就任したレオニード・クチマは、国際通貨基金（IMF）の支援を受けながら経済改革を推進し、1996年8月には10万分の1のデノミを実施し、新通貨フリヴニャを導入した。現在の政府は、経済への介入を極力減らし、調整方法を合理化することに努めるとともに、企業家を支援する法環境を整備し、包括的な税制の改革を行った。ただし構造改革の政治的な問題に関わる分野や農地の民営化に関する改革は遅れている。1999年の生産高は、1991年の40%にまで落ち込んだ。しかし、同年には貿易収支が初めて黒字を記録。その後もフリヴニャ安や鉄鋼業を中心とした重工業により、2000年の国内総生産は、輸出の伸びに支えられて6%という経済成長率を見せ、工業生産高の成長率も12.9%だった。これは独立以来初めての上方成長であった。2001年から2004年までの間も、中国への鉄鋼輸出の急増などに起因して高度成長が続いた。
ところが2005年、ユシチェンコ政権の成立後暗転し始める。それまでの好調なウクライナ経済は、ロシアからの安価なエネルギー資源および原料の供給、経済発展を続けるロシアや中国への輸出などによって支えられていた。しかしユシチェンコ大統領は就任直後、ロシアとは距離を置き、EUやアメリカ合衆国などとの関係を強化する姿勢を示した。大統領はアメリカなど西欧諸国からの投資拡大を見込んでいたが、実際にはそれほど投資は増えず、逆にロシアからの安価なエネルギー資源供給が受けられなくなった（「ロシア・ウクライナガス紛争」参照）。またロシアに並ぶ輸出相手国であった中国の需要が減少するなど経済環境が悪化。
2008年以降は世界金融危機の影響を受けてウクライナ経済は再び落ち込み、債務不履行（デフォルト）の瀬戸際まで追い込まれた。経済安定化のため2008年10月にはIMFより総額165億ドルに及ぶ緊急融資を受けた。2010年7月にはIMFより新たに152億ドルの融資を受けることで合意した。
2014年クリミア危機とその後現在まで継続しているウクライナ東部での戦闘により、ロシアとの関係が極度に悪化した。それにより深刻な経済危機に陥り、2015年の経済成長率は-11.6% となっている。1人あたり国内総生産（GDP）も2,109ドルにまで落ち込むなど欧州最貧国となっている。
2015年12月31日、ロシアに対する30億ドルの債務を返済しなかったことを根拠に、ロシア財務省はウクライナはデフォルト状態であると指摘した。

### 金融
通貨単位はソ連ルーブリ＝100コペイカが使われてきて、独立後1992年からはカルボーヴァネツィが使われたが、2003年から現在はフリヴニャ＝100コピーカを使っている。
銀行関係では、ウクライナ国立銀行が中央銀行で、商業銀行のプリヴァトバンク（オリガルヒ経営であったが、乱脈経営のため2016年に国有化）、ウクライナ国立貯蓄銀行などが全国に支店を持っている。

### 農業
ウクライナは小麦、ジャガイモ、ヒマワリなどを産する農業大国であり、また農産物の輸出面でもMHPなどが活躍している。

### 工業

#### 鉱工業
鉱工業では、石油・天然ガス面ではナフトガス・ウクライナ が全土をカバーし、豊富な石炭・鉄鉱石も参して、ウクライナ中部および南東部で製鉄業が盛んで、クリヴォリジュスタリ製鉄所、アゾフスタリ製鉄所、イリイチ製鉄所、インターパイプなどがある。
天然ウランの資源量は2019年時点で世界第10位であるが、開発は進んでおらず生産量は少ない。

#### 軽工業
主なサブセクター（下位部門）は繊維産業、衣料品産業、皮革および毛皮産業となっている。

### 商業
1990年代以降、フォジーグループなどウクライナ資本の小売業店の展開などが顕著である。

### 宇宙産業

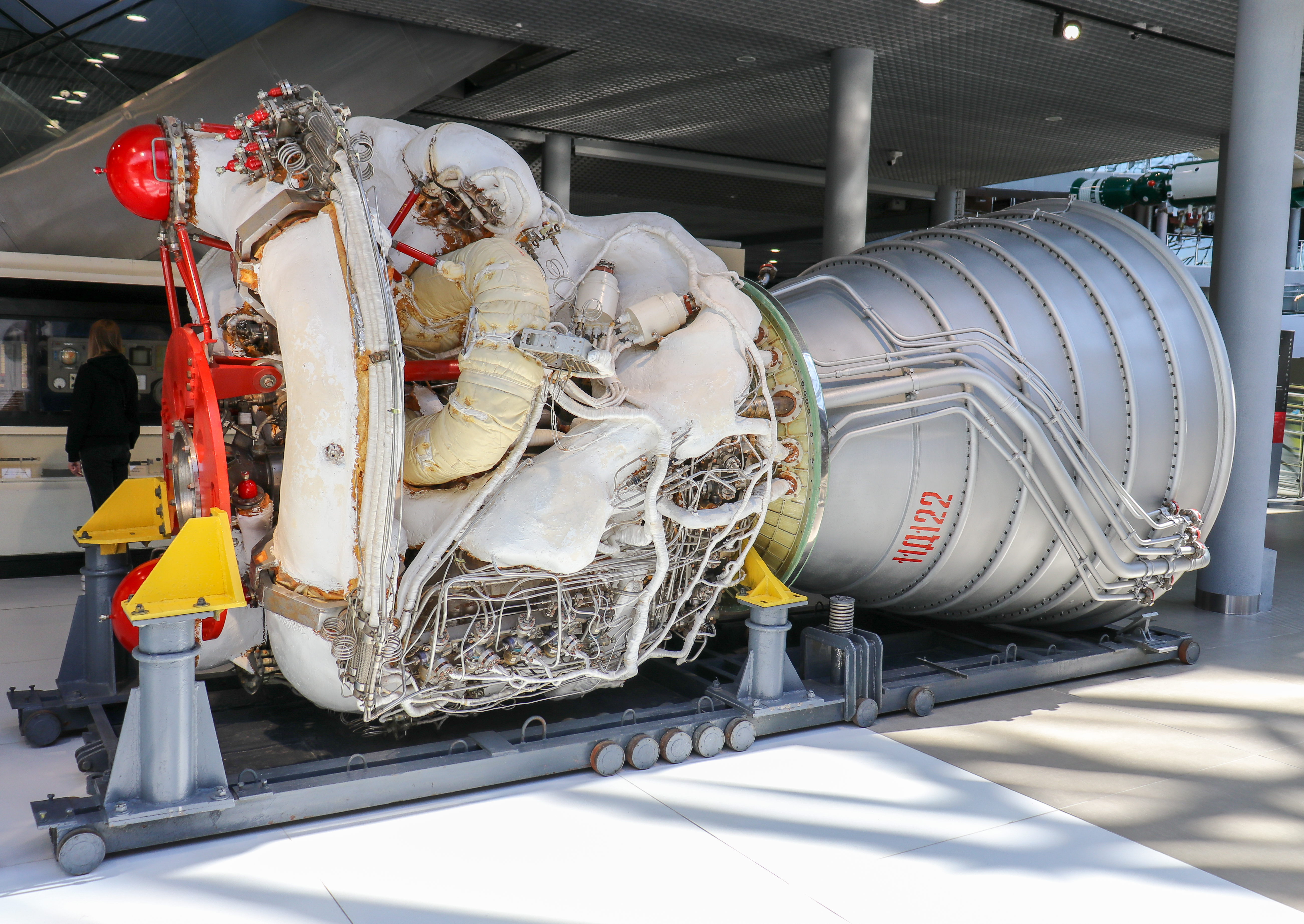
ウクライナ共和国・『ユージュマシュ』(Yuzhmash)製造 - 再使用型液体燃料ロケットエンジン『RD-120』

アメリカ合衆国エアロジェット・ロケットダイン社製再使用型液体燃料ロケットエンジン『RS-25』と同等水準かつ互換性を有し代替エンジンとして使用可能な再使用型液体燃料ロケットエンジン『RD-120』製造メーカー『ユージュマシュ』(Yuzhmash)を擁し、また同社はアメリカ合衆国のノースロップ・グラマン・イノベーション・システムズ社により開発・打ち上げられている中型ロケット『アンタレス』の実質的主要開発メーカーでもある。

### 航空産業

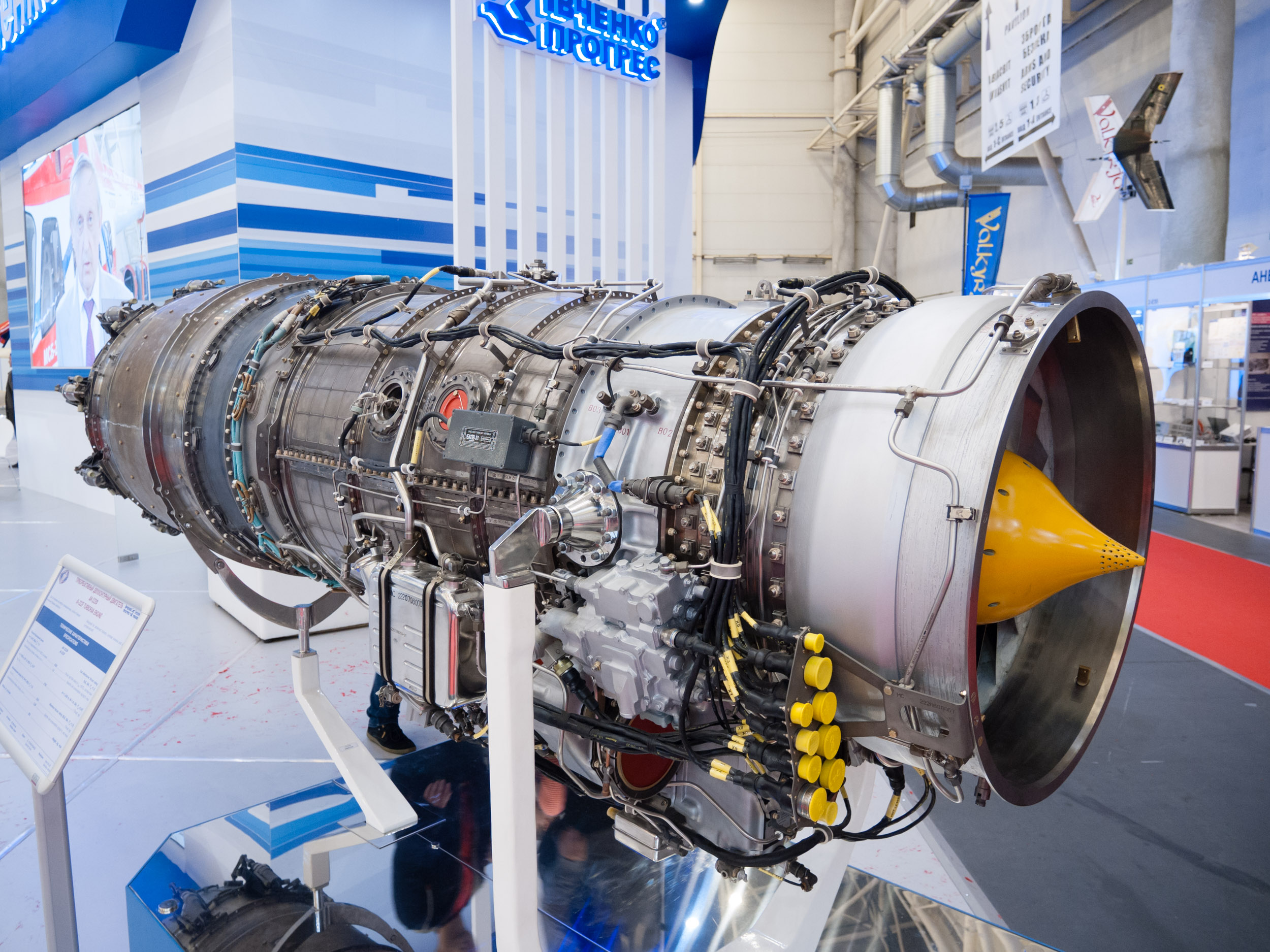
低価格ステルス無人多用途単発ジェット攻撃機『ACE ONE』搭載エンジン - ウクライナ製アフターバーナー付ターボファンジェットエンジン『Ivchenko-AI-322F』(“Ivchenko-AI-222-25F”新規生産型エンジン)

ウクライナの軍需企業『ウクロボロンプロム』傘下の航空機メーカー「ANTK アントーノウ」(旧称：アントノフ設計局)および同国内の航空機用ターボファンエンジン製造メーカー『イーフチェンコ』(Ivchenko)その他が開発を主導した低価格ステルス無人多用途単発ジェット攻撃機『ACE ONE』に結実された各種要素技術など注目に値する人材や技術が揃っている。
※『宇宙産業』及び『航空産業』の記事作成に関しては『ユージュマシュ』(Yuzhmash)公式英語版サイト及び『ACE ONE』公式英語版サイトの公式情報を参照しました。

### 通信
通信分野では、固定電話を引き継いだウクルテレコムがあり、ウクライナにおける携帯電話では、キーウスター、ボーダフォン・ウクライナ、ライフセルなどが活躍している。

### IT
1990年代には賃金の低さと開発能力の高さから西側諸国を相手にするITアウトソーシング企業が誕生し、「東欧のシリコンバレー」と呼ばれるほどIT産業が成長した。開発能力の高さはITの基礎となる数学教育に力を入れた結果であるとされる。
ITインフラの整備も進んでおり、公共サービスの多くはデジタル化されスマートフォンの操作で完結するという。

## 科学技術
ウクライナの科学技術はヨーロッパにおける科学の歴史上、非常に重要な位置付けをされているものの一つに数えられる。同国は前身のソビエト・ウクライナ時代、ソビエト連邦の宇宙開発に多大な貢献を果たしており、数多くの科学者を輩出している。

## 国民

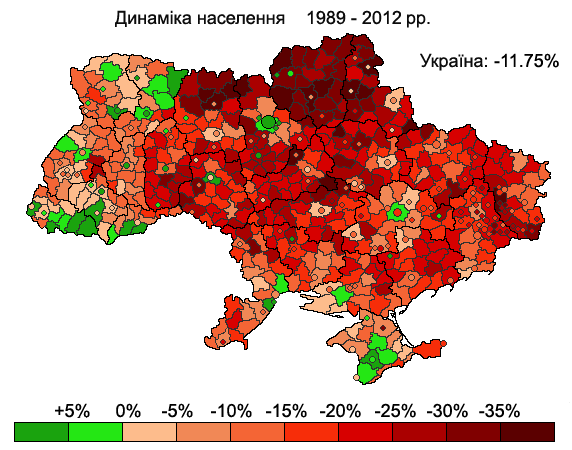
人口変動（1989年‐2012年）
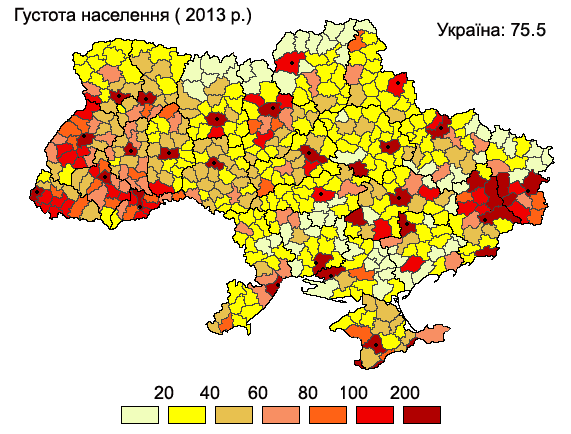
人口密度（2013年）
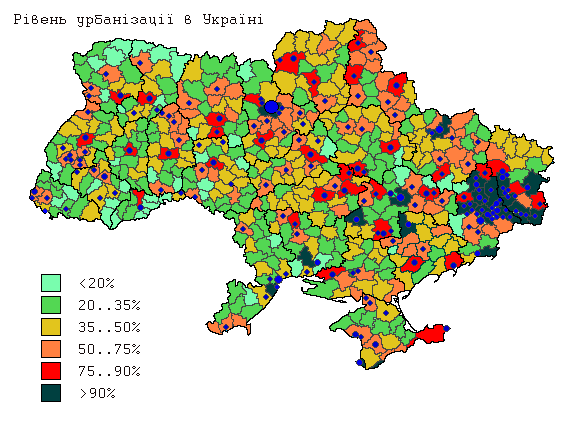
都市人口（2010年）
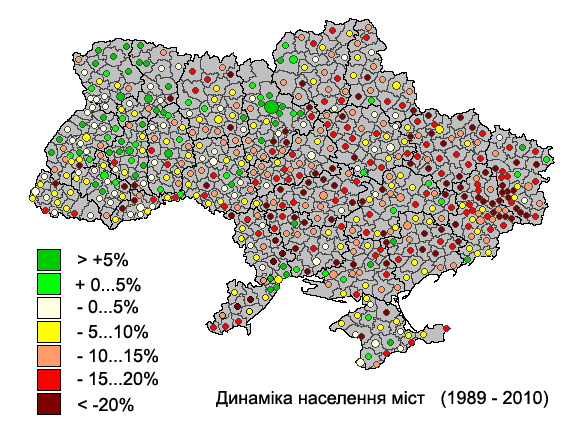
都市人口動態（1989年‐2010年）
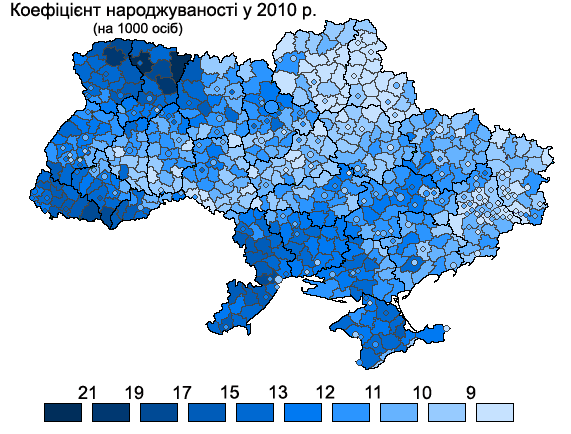
出産率（2010年）
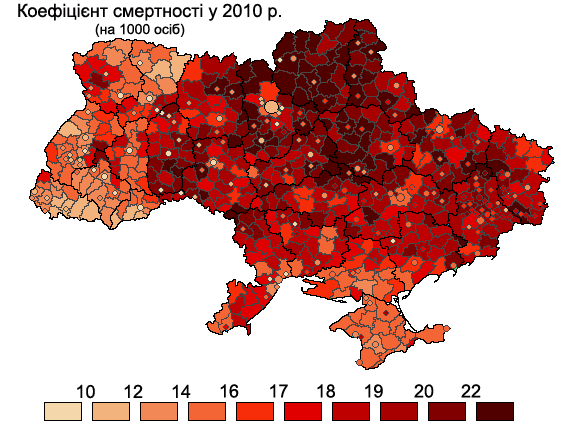
死亡率（2010年）
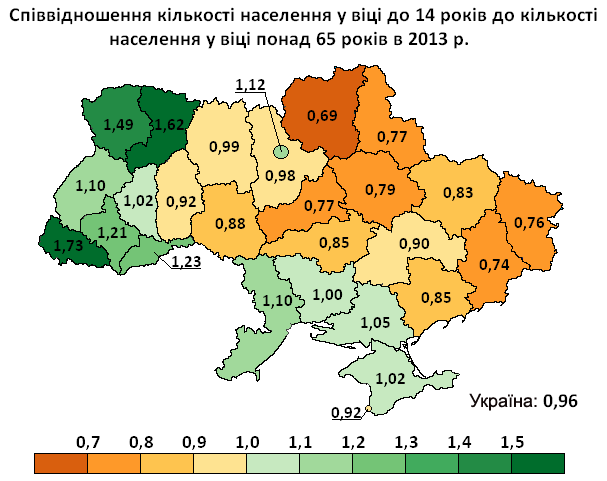
年齢構成（2010年）[注釈 11]

### 民族
民族（ウクライナ） 2001

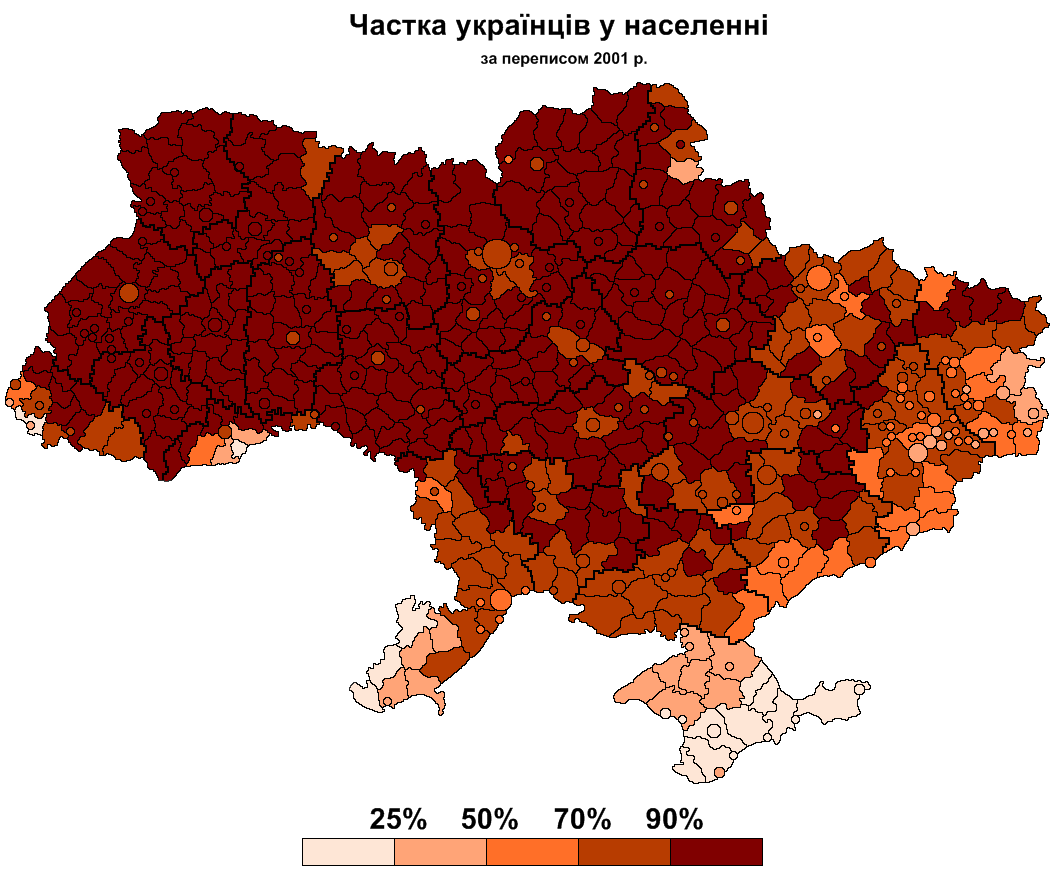
ウクライナにおけるウクライナ人の割合（2001年度全ウクライナ国勢調査より）

ウクライナは多民族国家である。主要民族はウクライナ人で、全人口の約8割を占める。ロシア人は約2割を占める。ほかに少数民族としてクリミア・タタール人、モルドヴァ人、ブルガリア人、ハンガリー人、ルーマニア人、ユダヤ人がいる。高麗人も約1万人ほどいる。
国内最大の少数民族であるロシア人の割合が高い州は、ロシアが実効支配しているクリミア自治共和国とセヴァストポリを除くとルハーンシク州（39.2%）、ドネツィク州（38.2%）、ハルキウ州（25.6%）、ザポリージャ州（24.7%）、オデッサ州（20.7%）、ドニプロペトロウシク州（17.6%）の順となっており、東部以外ではキーウ市（13.1%）が高くなっている。また、西部のザカルパッチャ州ではハンガリー人が12.1%を、チェルニウツィー州ではルーマニア人が12.5%を占めている。
ウクライナは2021年に「先住民法」を制定し、ゼレンスキー大統領が7月21日に署名して成立した。先住民族としてクリミア・タタール人、クリミア・カライム人、クリムチャク人の3民族を認定した。これに対してロシア検察は翌日、欧州人権裁判所への提訴を発表した。ロシア連邦大統領ウラジーミル・プーチンは先立つ7月12日、『ロシア人とウクライナ人の歴史的一体性について』という論文を発表していた。
人口が集中しているのはキーウ、ドネツィク州、ハルキウ州、リヴィウ州、ドニプロペトロウシク州で、全人口の69%が都市部に住んでいる。
人口密度の高い州はドネツィク州、リヴィウ州、チェルニウツィー州、ドニプロペトロウシク州である。

諸民族の割合（2001年）黄色はウクライナ系
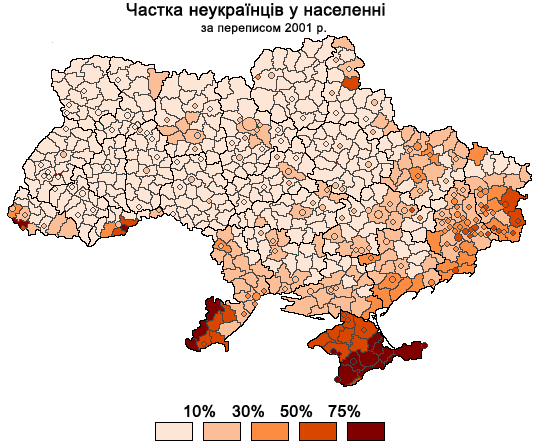
非ウクライナ系人口（2001年）
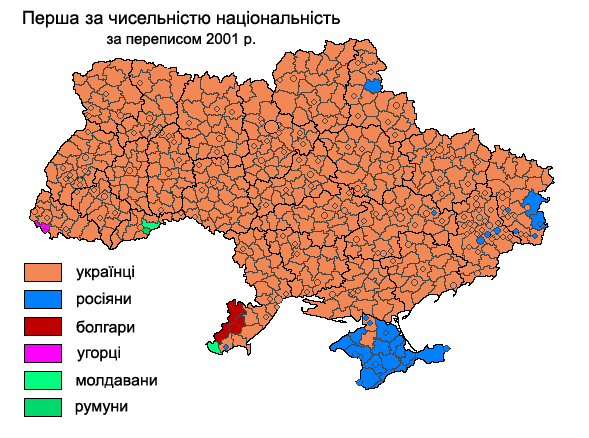
多数民族（2001年）肌色はウクライナ系、青色はロシア系

### 言語
| ウクライナにおける母語統計 （2001年） | ウクライナにおける母語統計 （2001年） | ウクライナにおける母語統計 （2001年） | ウクライナにおける母語統計 （2001年） | ウクライナにおける母語統計 （2001年） |
| ------------------------------------- | ------------------------------------- | ------------------------------------- | ------------------------------------- | ------------------------------------- |
|                                       |                                       |                                       |                                       |                                       |
| ウクライナ語                          | ウクライナ語                          |                                       | 67.5%                                 | 67.5%                                 |
| ロシア語                              | ロシア語                              |                                       | 29.6%                                 | 29.6%                                 |

| ウクライナの家庭で話される言語の使用率統計（2006年） | ウクライナの家庭で話される言語の使用率統計（2006年） | ウクライナの家庭で話される言語の使用率統計（2006年） | ウクライナの家庭で話される言語の使用率統計（2006年） | ウクライナの家庭で話される言語の使用率統計（2006年） |
| ---------------------------------------------------- | ---------------------------------------------------- | ---------------------------------------------------- | ---------------------------------------------------- | ---------------------------------------------------- |
|                                                      |                                                      |                                                      |                                                      |                                                      |
| ウクライナ語                                         | ウクライナ語                                         |                                                      | 38.2%                                                | 38.2%                                                |
| ロシア語                                             | ロシア語                                             |                                                      | 40.5%                                                | 40.5%                                                |
| 上記言語の両方                                       | 上記言語の両方                                       |                                                      | 16.2%                                                | 16.2%                                                |

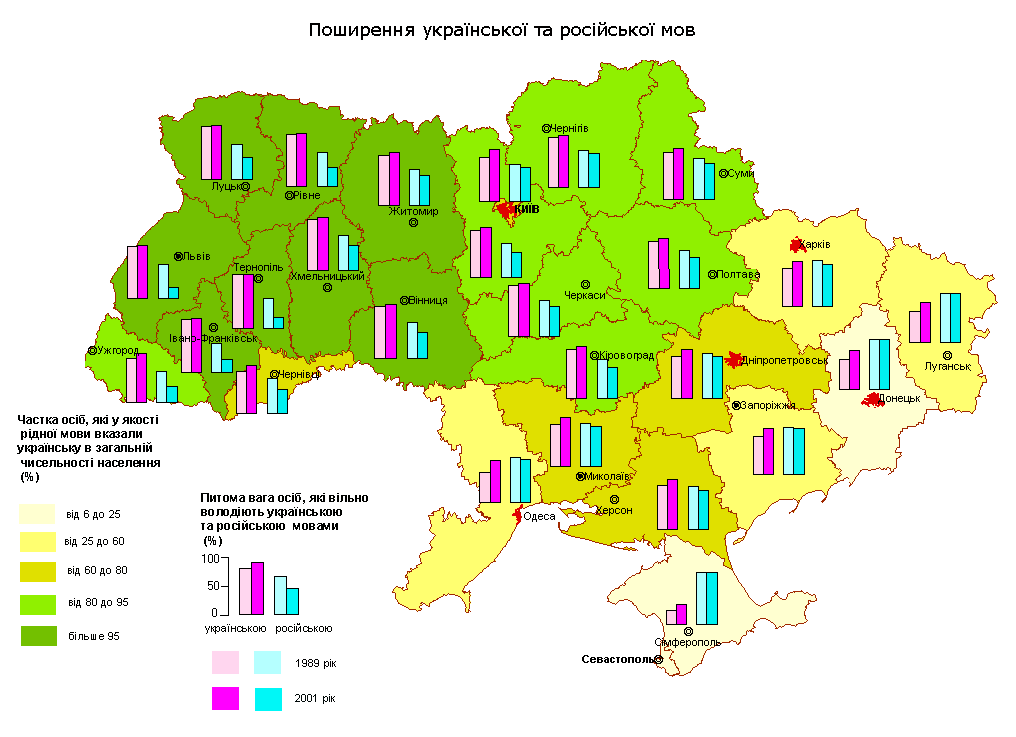
ウクライナ語話者（緑）とロシア語話者（黄）の分布（2001年）。棒グラフはウクライナ語は紫、ロシア語は水色、1989年は淡色、2001年は濃色

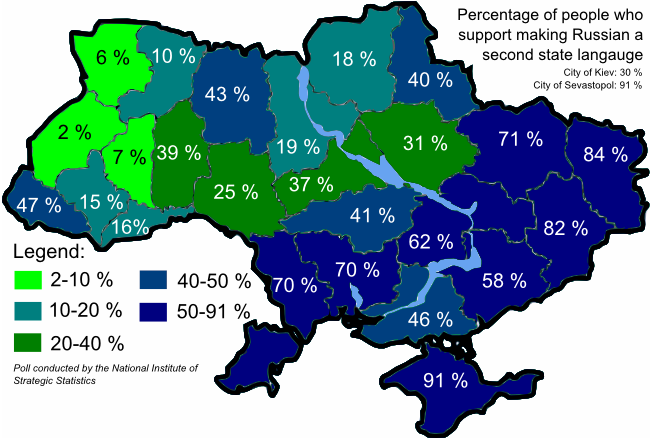
ロシア語の第二公用語化に賛成する割合（2005年）。西部のリヴィウ州、ヴォルィーニ州、テルノーピリ州の3州は賛成の割合が低い（黄緑）。

ウクライナの国家語は憲法第10条により定められたウクライナ語のみであるが、憲法第10条にはロシア語を含む多言語使用・発展も保証すると記載されている。実態としてはウクライナ社会はウクライナ語とロシア語の二言語社会と呼びうる。その他の言語として、クリミア・タタール語（クリミア自治共和国）、ハンガリー語（ザカルパッチャ州）、ルーマニア語（チェルニウツィー州）なども使われている。
2001年の国勢調査によれば、全体の67.5％がウクライナ語を母語とし、ロシア語は29.6％となっていた。東部、南部と首都キーウではロシア語の割合が比較的高い。他方、2006年に行われた民間調査統計によれば、ウクライナ語を母語とする国民は5割強となっているなど、統計によるばらつきがみられる。同じ調査統計の結果で、母語ではなく日常的に使用する言語を問う設問では、家庭内でウクライナ語のみを使用するのは全国民の38.2%、ロシア語のみが40.5%、両言語が16.2%となっており、ウクライナはウクライナ語とロシア語の2言語国家であることがよく示されている。
ウクライナはロシア帝国およびソ連時代にロシア語化が進み、西ウクライナを除いて共通語としてロシア語が広く普及し、圧倒的に優勢となった。また、当時はウクライナ語はロシア語の方言や農村部の方言に過ぎないという認識さえあり、使用は衰退していった。特に都市部に住むインテリ層の間ではロシア語の使用が広まり、農村部ではウクライナ語、都市部ではロシア語という色分けができていた。しかしながら、ソ連からの独立時にウクライナ語を唯一の公用語として指定し、国民統一の象徴の言語として広く普及させ、復活させる国策を採った。一方、ロシア語は公用語に制定せず、ウクライナ語の復権を重要課題に掲げて重視した。これは、同じくロシア語が最も使われてきた隣国ベラルーシが独立後もロシア語を引き続き最重要視する政策とは対照的な路線をとった。
ウクライナでは政府機関ではウクライナ語のみが使われ、憲法・法律をはじめ、公的文書は全てウクライナ語で記述され、学校教育は大半がウクライナ語で行われる。また、街中の広告もウクライナ語に限定され、地下鉄のアナウンスや街中の案内表記もウクライナ語とされるが、ロシア語も言語法の手続きを通じた地方公用語として認定されている場合には地方レベルで使用可能である。この背景には、国家としてウクライナ語の普及を進める一方で、西ウクライナを除く地域の都市部住民の中には民族的にウクライナ人であっても日常生活ではロシア語を主に使用している人が少なくなく、ウクライナ語を運用することはできるが、ビジネスや娯楽、家庭での言語はロシア語が優勢となっている。さらに、東部や南部では、ウクライナ語を不得手とする人も少なくない。このように、独立以降ウクライナ語のみを国家語にしてきたウクライナであるが、生活の現場でのロシア語の使用頻度は低下しておらず、西部を除いた地域においてはロシア語は引き続き重要な言語となっている。
特徴的な点として、ウクライナ西部にあるリヴィウ州、ヴォルィーニ州、テルノーピリ州、イヴァーノ＝フランキーウシク州のガリツィア地域はソ連時代を通じてもロシア語化が進まなかったことからウクライナ語が圧倒的に優勢で、日常的にロシア語が使われることは一般的でない。この3州ではロシア語の第2国家語化への反対者が多い。一方、東部の住民にはロシア語の公的地位向上を求める世論もあり、しばしば政治の場における敏感な論点となる。しかし、ウクライナ語が不得手な東部出身のウクライナ民族主義者も珍しくなく、使用母語と親露・反露感情は必ずしも一致しない点は留意を要する。
2014年にロシア・ウクライナ戦争が勃発して以来、そして2022年にロシアによるウクライナ侵攻が始まって以来、ウクライナ社会ではウクライナ語、文化、歴史への関心が著しく高まっている。同時に、ロシア語に対する大規模な拒否反応や、時には敵意もある。ウクライナ全体または一部の地域でロシア語を公用語とすることへの支持は、全監視期間を通じて最低水準に達している。
同時にロシアは、占領しているウクライナ領土を強制的にロシア化する政策を進めている。学校は、完全にウクライナ語を話す集落でさえロシア語のみで教えられ、ウクライナ語の教科書は禁止されている。ヒューマン・ライツ・ウォッチの報告書によると、ロシアは占領地の小学生に反ウクライナ・プロパガンダを教え込み、ロシア当局は多くの国際法規定に違反してウクライナ語を排除する措置を取り、今も取り続けるという。ロシアに強制送還されたウクライナの子供たちもまた、ロシア化の対象となっている。

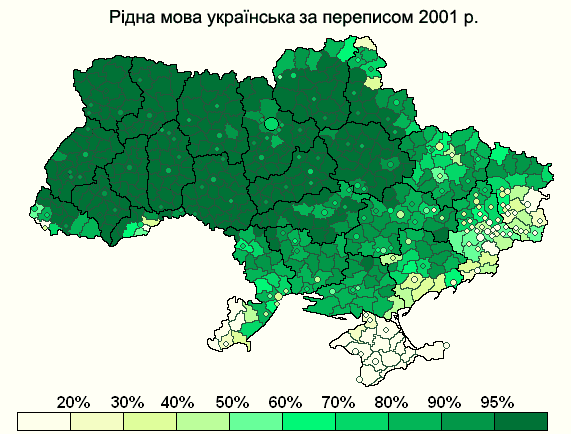
ウクライナ語使用地域
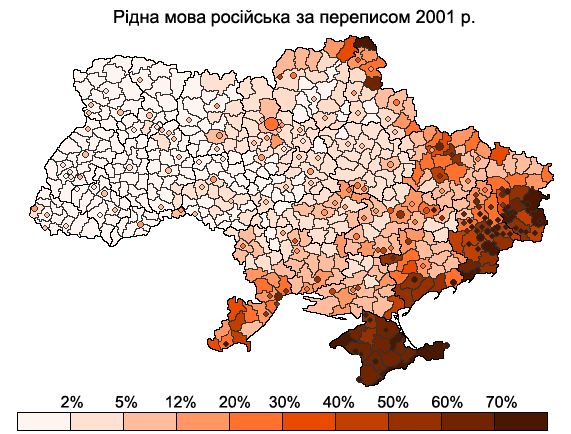
ロシア語使用地域
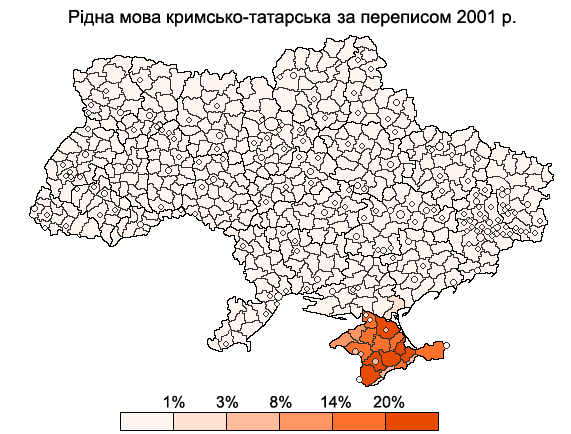
クリミア・タタール語使用地域

### 婚姻
婚姻時には改姓せず夫婦別姓とすることも、いずれかの姓に統一し同姓とすることも、複合姓とすることも、いずれも選択可能である。

### 宗教

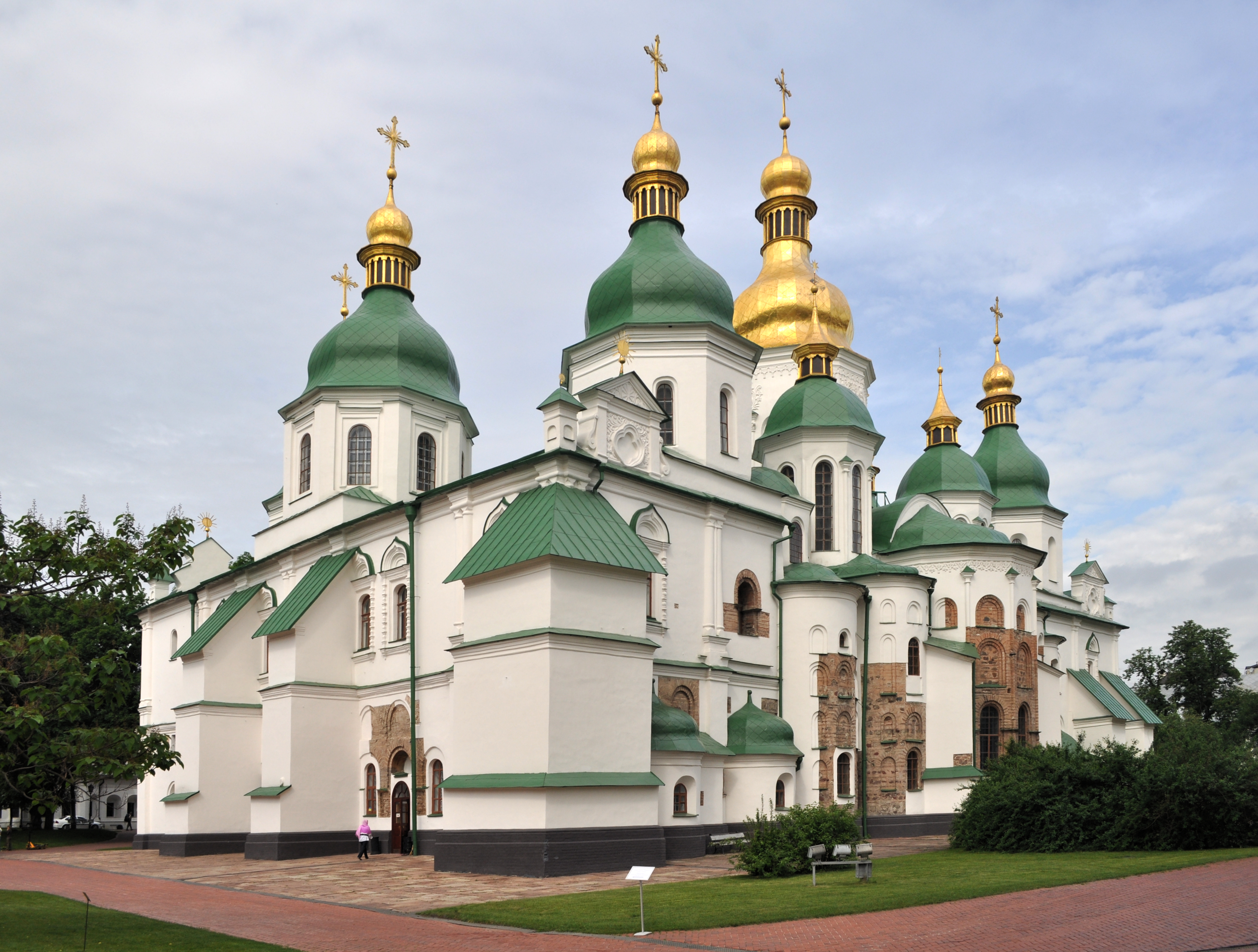
首都キーウにある聖ソフィア大聖堂（世界遺産）

宗教団体所属（ラズムコーウ・センターによる世論調査、2006年）
無宗教ないし宗教団体に属していない
ウクライナ正教会・キエフ総主教庁
ウクライナ正教会 (モスクワ総主教庁系)
ウクライナ東方カトリック教会
西方カトリック教会

現在ウクライナの国民は多くキリスト教徒のアイデンティティを持っているが、大半は特定の宗教団体に属していない。伝統的な宗教は、正教会の一員であるウクライナ正教会である。ルーシの洗礼以来、ウクライナの正教会はコンスタンディヌーポリ総主教庁に属していたが、1686年にモスクワ総主教庁に移され、20世紀末までモスクワ総主教庁に属していた。この移管は教会法に違反していたと指摘されるが、モスクワ総主教庁側はこの移管を「教会法違反」とは捉えていない。1990年には、ウクライナの独立運動の興隆に呼応して、モスクワ総主教庁から分離独立したキエフ総主教庁が設立された。
キエフ総主教庁・ウクライナ正教会の教会法上の合法性を認めている他国の正教会は長らく存在していなかったが、キエフ総主教庁は教会法解釈・歴史認識につき主張をしつつ、自らの合法性の承認を得るべく様々な活動を行い、信徒数の上でもウクライナにおける最大の教会となった。なお、懸案だったロシア正教会からの独立問題については、2014年にロシアがクリミア半島を併合したことによる反ロ感情の高まりを受け、2018年10月11日にコンスタンティノープル総主教庁から独立の承認を得ることに成功した。
この承認に基づいて、2018年12月15日、首都キーウにある聖ソフィア大聖堂で開かれた統一宗教会議で、ロシア正教会から独立したウクライナ正教会の創設が宣言された（「ウクライナ正教会 (2018年設立)」参照）。オブザーバーとして出席したポロシェンコ大統領は「ロシアからの最終的な独立の日だ」と群衆に述べた。
これに次ぐ正教会として、モスクワ総主教庁の下に留まりつつ事実上の自治を行っているウクライナ正教会（「ウクライナ正教会 (モスクワ総主教庁系)」参照）もあるが、ウクライナ国内での信者数は減少している。2022年ロシアのウクライナ侵攻をキリル1世 (モスクワ総主教)が支持したことでこの傾向は加速し、キーウ国際社会学研究所が同年7月に実施した世論調査では、帰属意識を持つ教会としてウクライナ独自の正教会を挙げた人が54％と最多で、モスクワ系ウクライナ正教会は2021年の18％から4％に減った。したがって、2020年代における宗派別信者数は、右のグラフや下記のデータから大きく変化している。
他にもウクライナ独立正教会と独立合法ウクライナ正教会の教会組織が存在する。また、ロシア正教古儀式派教会の教区やポモーリエ派の会衆など、正教古儀式派の信徒も伝統的に存在している。
東方典礼カトリック教会たるウクライナ東方カトリック教会が正教に次いで勢力を有する。西方典礼のカトリック教会およびプロテスタント、さらにイスラム教徒、ユダヤ教徒、仏教徒も少数存在する。
朝鮮出身の開祖である文鮮明による「愛天、愛人、愛国」の教えを説く統一教会は2012年の時点で193の国家に支部を置いており、ウクライナを活動拠点の一つとしている。
- 米国CIA『ザ・ワールド・ファクトブック』による2006年度のデータ:[180]
  - ウクライナ正教会・キエフ総主教庁 - 50.4%
  - ウクライナ正教会 (モスクワ総主教庁系) - 26.1%
  - ウクライナ東方カトリック教会 - 8%
  - ウクライナ独立正教会 - 7.2%
  - （西方典礼の）カトリック教会 - 2.2%
  - プロテスタント - 2.2%
  - ユダヤ教 - 0.6%
  - その他 - 3.2%

### 教育

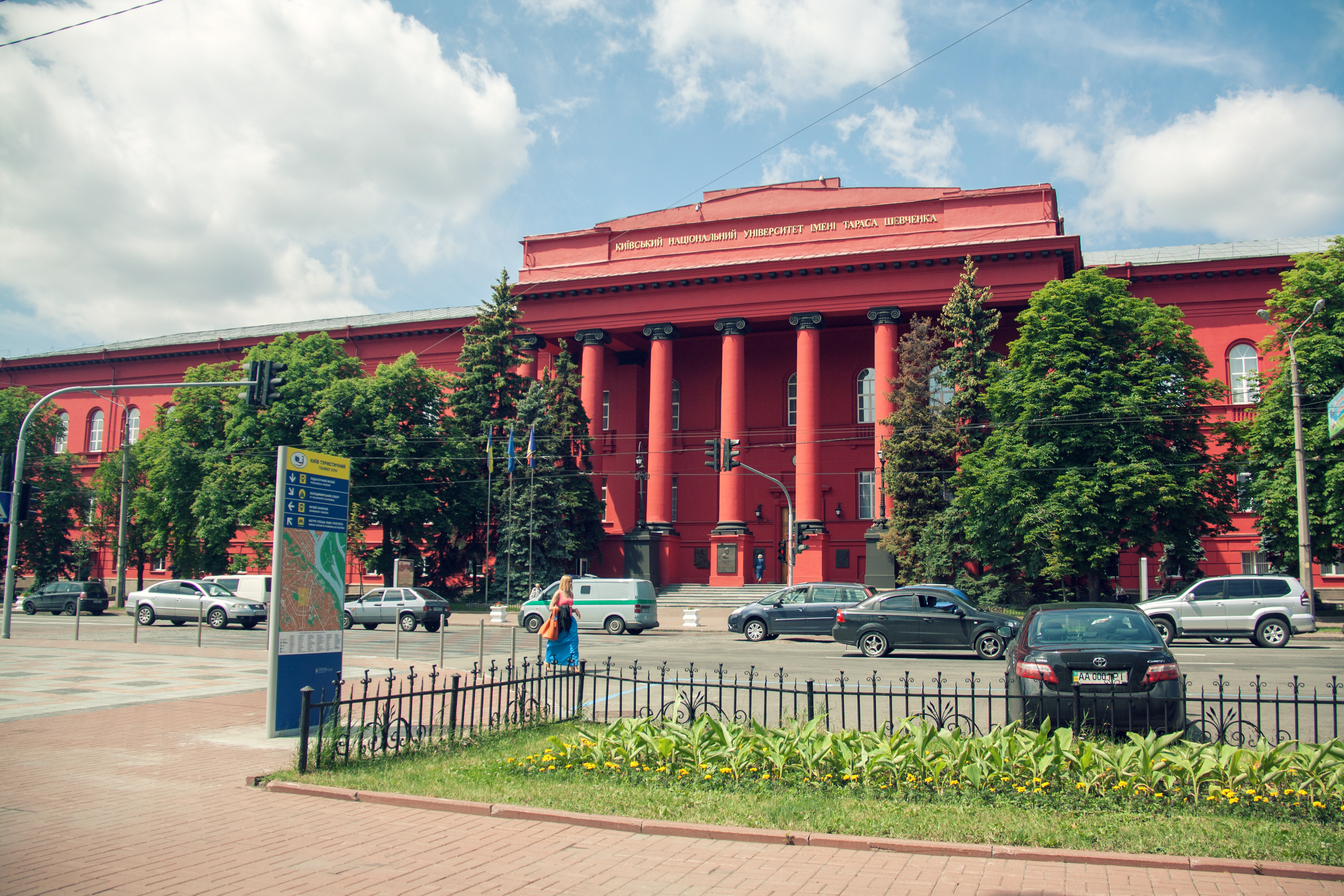
キーウ大学

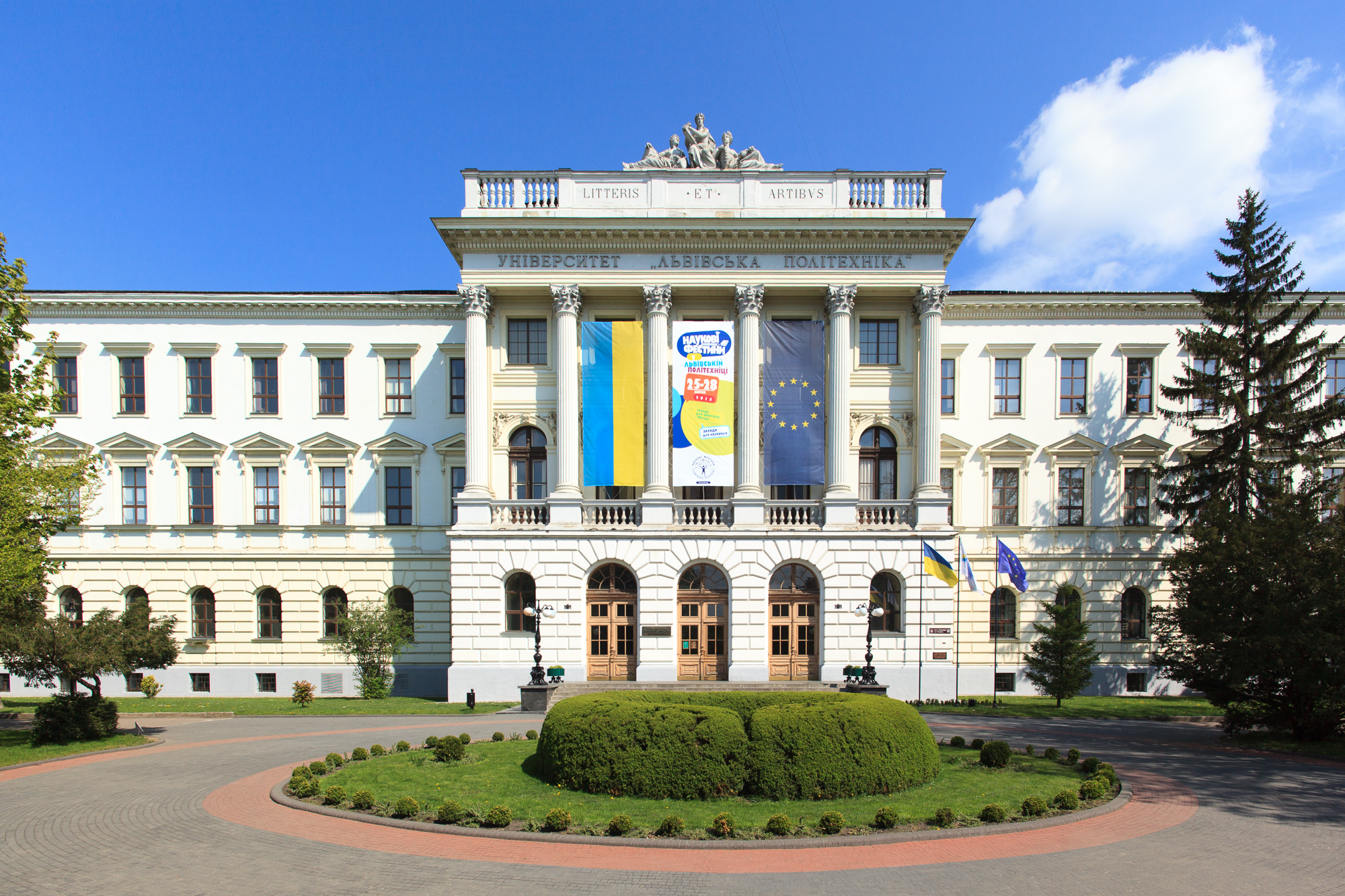
リヴィウシカ・ポリテフニカ大学

1995年から6歳から17歳までの11年間が義務教育である。小学校・中学校に相当する9年間は同じ学校に通い、10年目以降は普通学校と専門学校のいずれかを選択することになる。このため11年間同じ学校に通う生徒も存在する。
必須科目はウクライナ語のほか、情報学、経済学などで、英語は1年生からの必須科目である。2000年から2001年の調査によると全体の7割がウクライナ語で教育を受け、残りの3割弱がロシア語となっている。そのほか、クリミア・タタール語、ハンガリー語、ルーマニア語でも教育が行われている。
ウクライナの学校は、3月末に1週間の春休み、6 - 8月に3か月間の夏休み、12月末 - 1月に約2週間の冬休みがある。
幼少期から数学教育が重視されており、IT産業の発達に寄与したとされる。

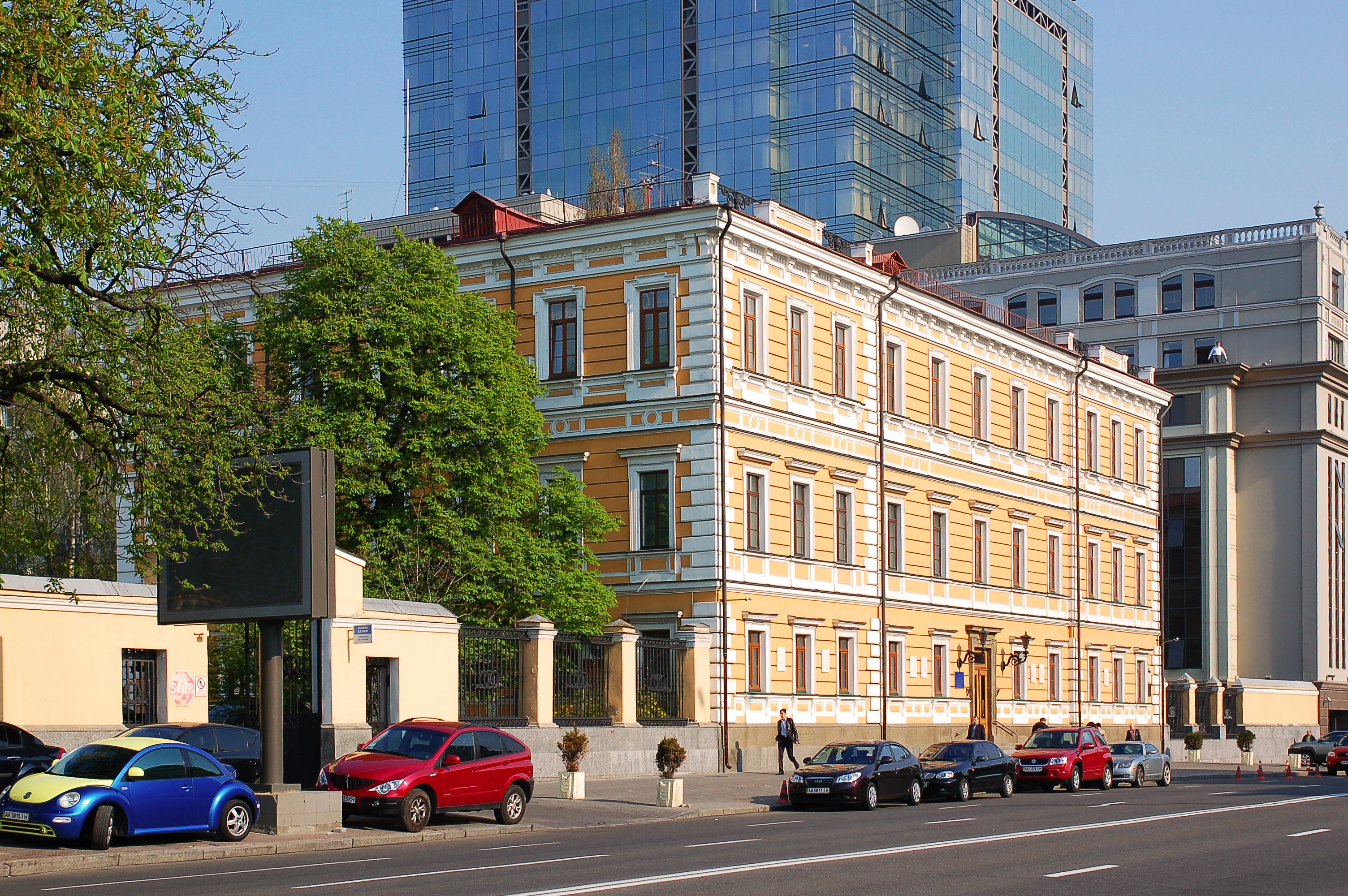
ウクライナ国立学士院

#### 高等教育機関
- キーウ大学
- キーウ・モヒーラ・アカデミー国立大学
- キーウ技術大学
- リヴィウシカ・ポリテフニカ国立大学
- リヴィウ大学
- 東ウクライナ国立大学
- ウクライナ自由大学
- ウクライナ経済大学
- ウクライナ教育大学
- キーウ音楽院
- グリエール音楽大学
- 国立リヴィウ銀行大学
- キーウ国立貿易経済大学

#### 研究所
- ウクライナ国立学士院

### 保健

#### 医療

ウクライナ国民保健サービス

ウクライナにおける医療は、ソビエト連邦の医療制度を継承する形で整備された、ユニバーサルヘルスケア制度の一環として位置づけられている。ウクライナ国内での医療および保健分野の国家政策は、ウクライナ保健省によって実施されている。
2015年3月時点において、ウクライナに存在する医療機関の内訳は以下のとおりである。
- ウクライナ保健省が管轄する医療機関は約3,050施設であり、国内全体の約91%を占めている。
- 刑務所医療部門が管轄する医療機関は114施設で、全体の約3%に相当する。
- 医学アカデミーが管理する医療機関は41施設で、全体の約1%を構成している。

ウクライナで法律上は、医療が国民に無料で提供されるべきであるが、実際には患者が医療の多くの費用を負担している。

## 社会

### 動物保護
WAP（世界動物保護協会）の2020年の評価によると、ウクライナの動物福祉評価は総合評価でE（AからGの7段階評価。Aが最も評価が高い）。分野ごとの評価では「動物の虐待行為への法規制」はC、「畜産動物の福祉（アニマルウェルフェア）」はE、「コンパニオンアニマル（ペット）の保護」はF、「実験動物の保護」はDなどとなっている。
強制給餌への批判があるフォアグラについては、2019年9月に最後の強制給餌農場を閉鎖。法律で明示的に禁止されていないが、強制給餌の慣行は国内で中止となった。ウクライナ最大の家禽企業であるMHPもフォアグラの生産を中止している。

## 治安
同国検事総局発表による2017年時における犯罪登録件数は約52万件と依然高い水準である。また、クレジットカードやキャッシュカードのスキミング被害事例が散見されており、「財布落とし」と呼ばれる人間の親切さを逆手に取った犯罪の被害も依然として複数寄せられているなど金銭絡みの事件が多発している為、同国の滞在には常に注意が求められる。
米国務省からテロ組織と指定されている極右ネオナチ組織「C14」が存在し、彼らはこれまで数々の治安犯罪を犯してきたが、国や地方行政と癒着し活動を行っている。

### 警察

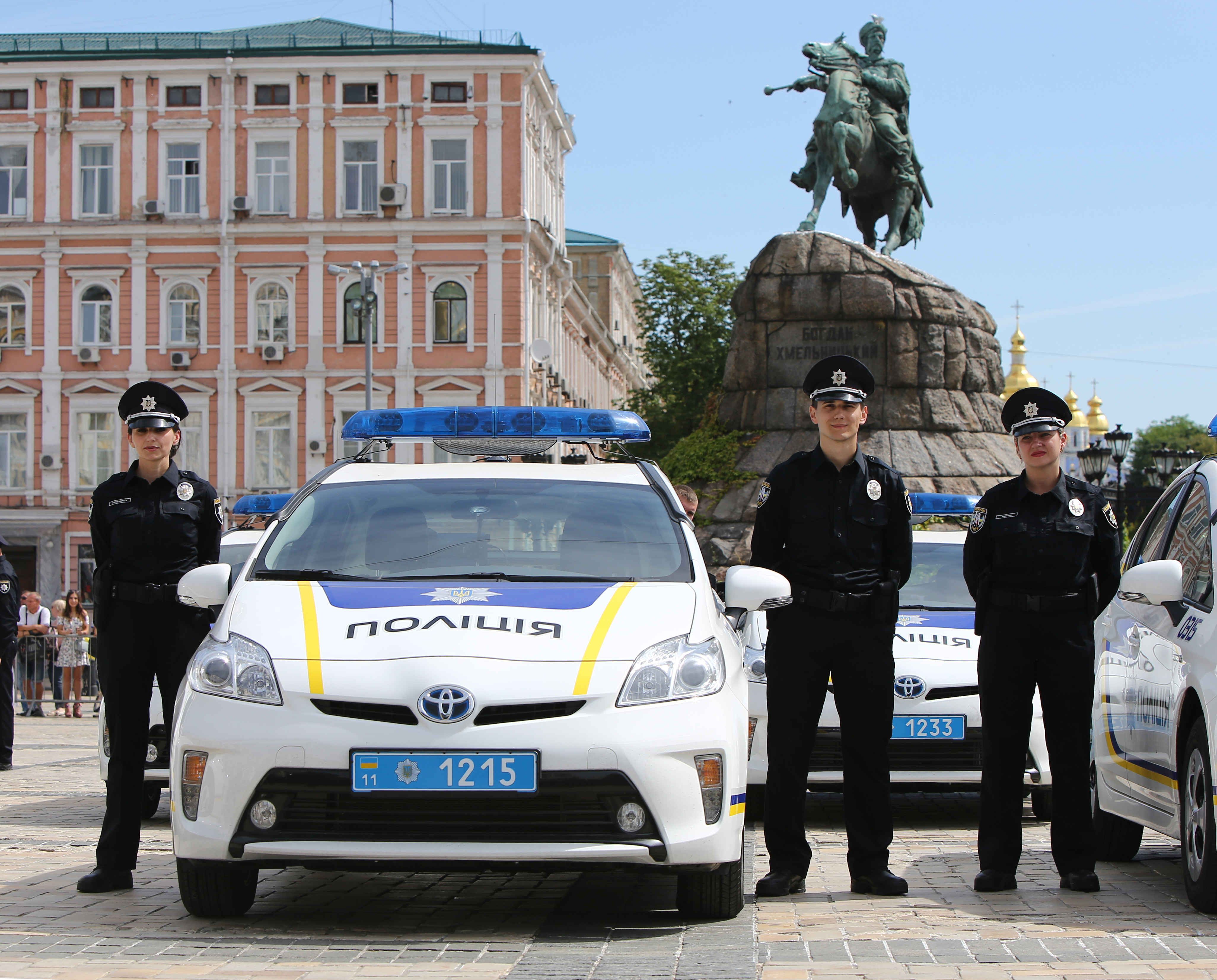
ウクライナ国家警察

ウクライナの警察は、ウクライナ内務省所属のウクライナ国家警察が担っている。
ウクライナの警察は、ソ連時代から民警（ミリーツィヤ）と呼ばれており、ソ連崩壊以降も2015年に国家警察に再編されるまでは民警と呼ばれていた。
米国務省からテロ組織と指定されている極右ネオナチ組織「C14」は、警察と協力してキーウの自警組織をつくっている。

## マスコミ
主要メディアは以下が挙げられる。
- ススピーリネ（ウクライナ公共放送）[191]
- ウクルインフォルム：ウクライナの国営通信社
- ウクライナ独立通信社：ウクライナ最大の民営通信社
- ウクラインシカ・プラウダ通信
- デーニ通信
- オストロフ通信：ドンバス地域発のロシア語ニュースを発信する民営通信社
- UNN通信
- ゼールカロ・ティージニャ（週の鏡）
- グラフコム通信
- キーウ・ポスト：英字ニュースを発信する通信社
- キーウ・インディペンデント：英字ニュースを発信する通信社

## 文化

### 食文化

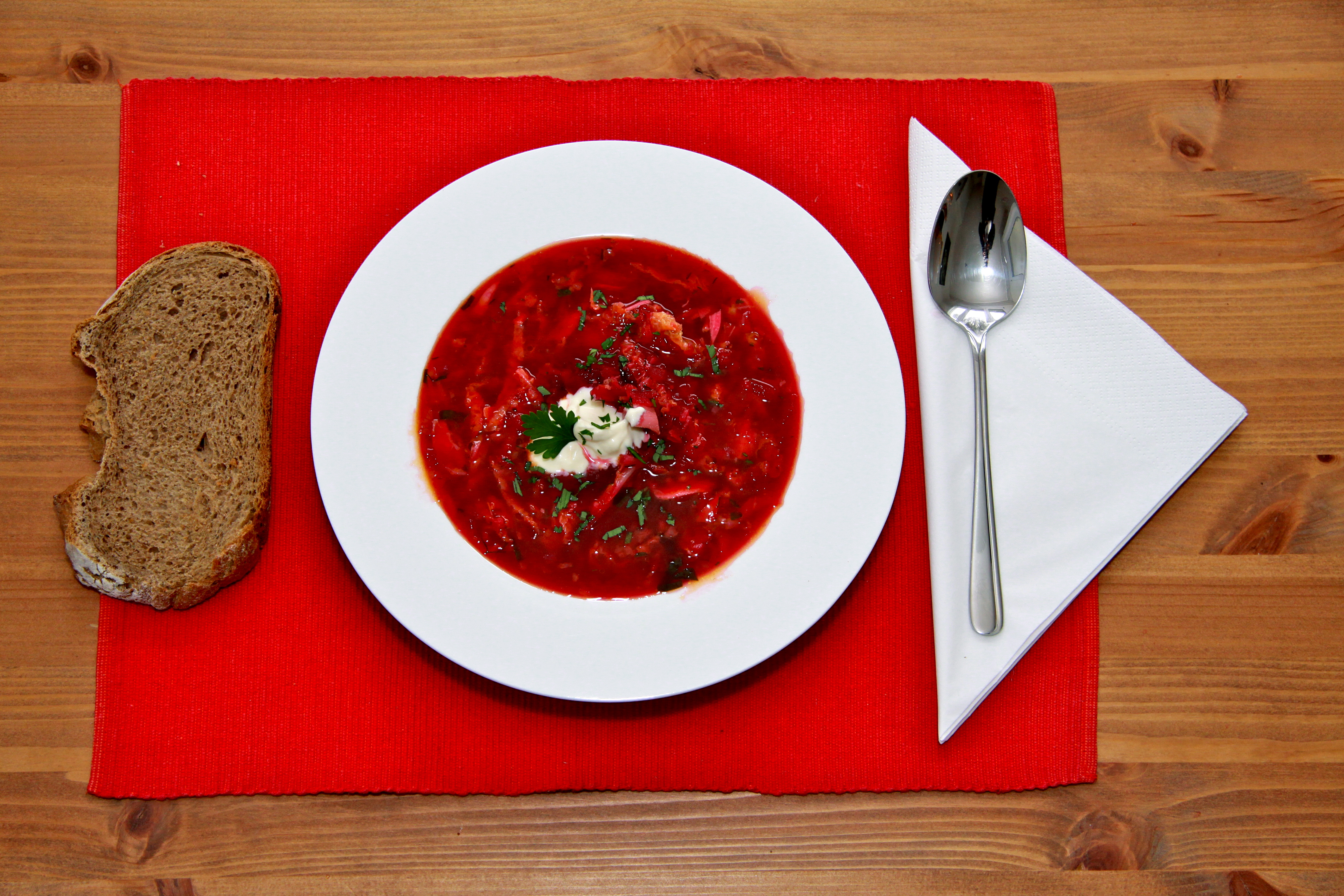
ウクライナ発祥地のボルシチは国内で最も一般的なスープである

ウクライナ料理は、東欧を代表するウクライナ人の伝統的な食文化である。その歴史はキエフ大公国時代に遡る。ウクライナ料理は、ポーランド料理、リトアニア料理、ルーマニア料理、ロシア料理、ユダヤ料理などの食文化にも大きな影響を与えた。一方、他国の料理の影響が見られる。
主食はパンであり、パンに類する食品も多い。その中で、ヴァレーヌィク（ウクライナ風餃子）、ハムーシュカ、フレチャーヌィク（団子）、コールジュ、コロヴァーイ（ケーキの一種）、パスカ（復活祭のパン）、クチャー（小麦か米の甘い粥）などがある。魚・肉の料理が比較的少なく、スープや野菜の煮物などの料理が圧倒的に多い。世界的にも有名なウクライナ料理ボルシチは、大まかに50種類以上のレシピがあるが、ウクライナでは豚肉、ロシアでは牛肉が主流である。肉料理は豚肉料理、魚料理は鯉類料理が一般的である。さらに、肉料理としてサーロ（豚の脂身の塩漬け）が頻繁に利用される。飲み物は甘い、もしくは甘辛いものが多い。メドウーハ（蜂蜜酒）、ホリルカ（蒸留酒。唐辛子や呼称を漬け込むこともある）、ナスチーイカ（果実酒）、クヴァース（液体のパン）などがある。
おもな調理法は軽く炒めて茹でること、また軽く炒めて煮ることである。揚げ物などは少ない。調味料としては、サーロ、向日葵油、スメターナ、酢、塩、蜂蜜などが用いられる。
ウクライナでは、ウクライナ料理のほかに、クリミア・タタール料理が存在する。

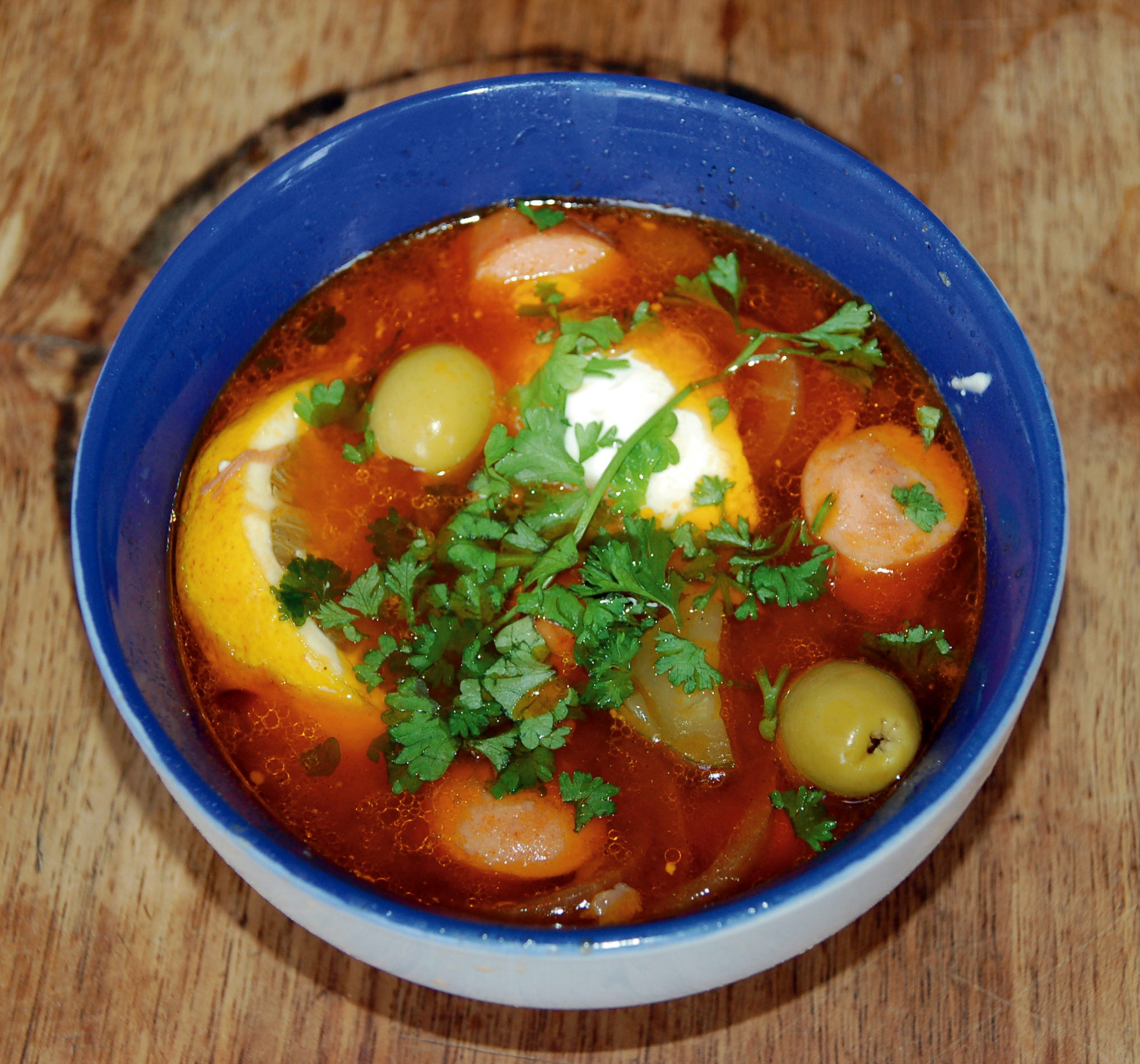
ソリャンカ
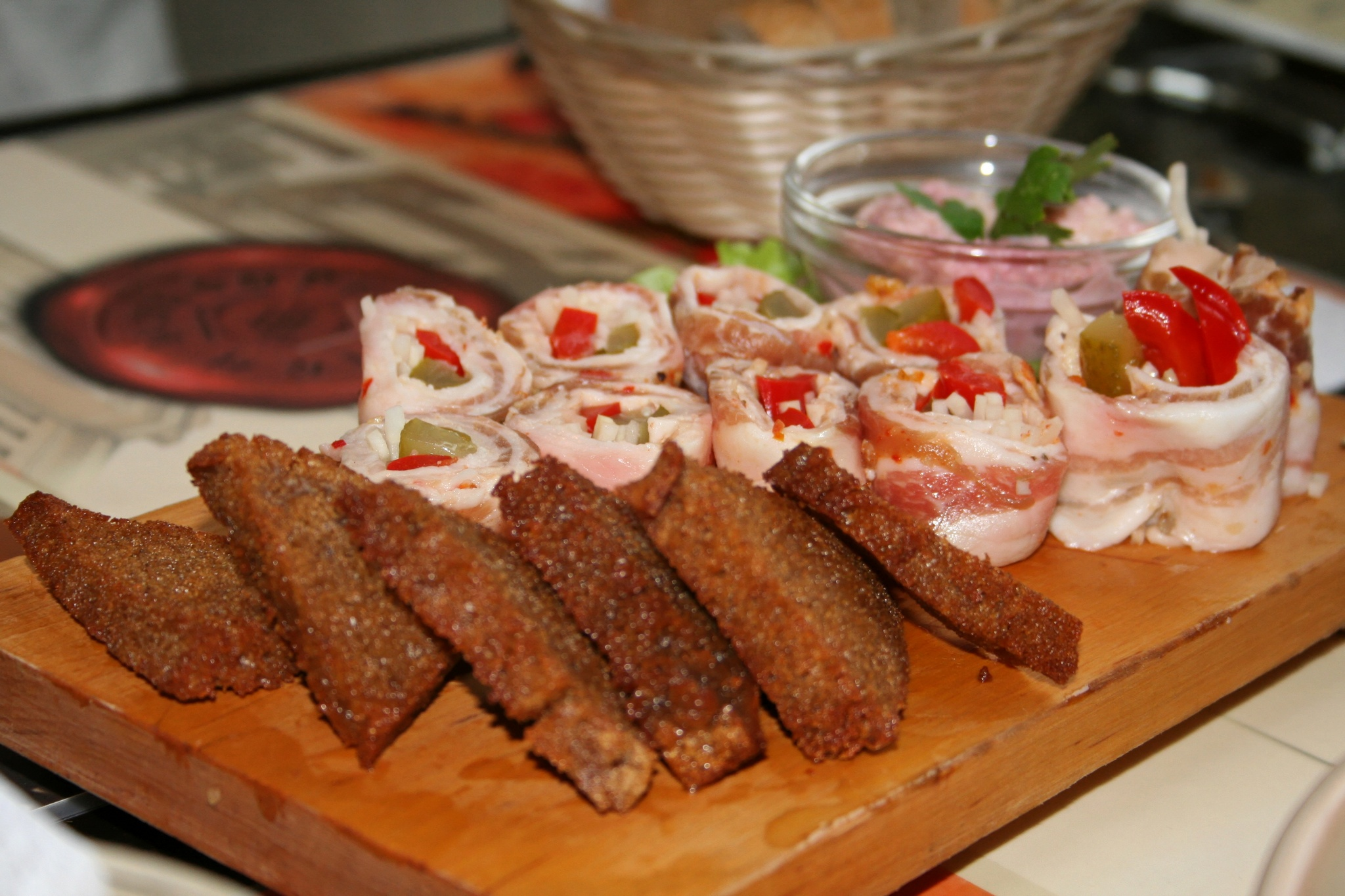
サーロの巻き寿司
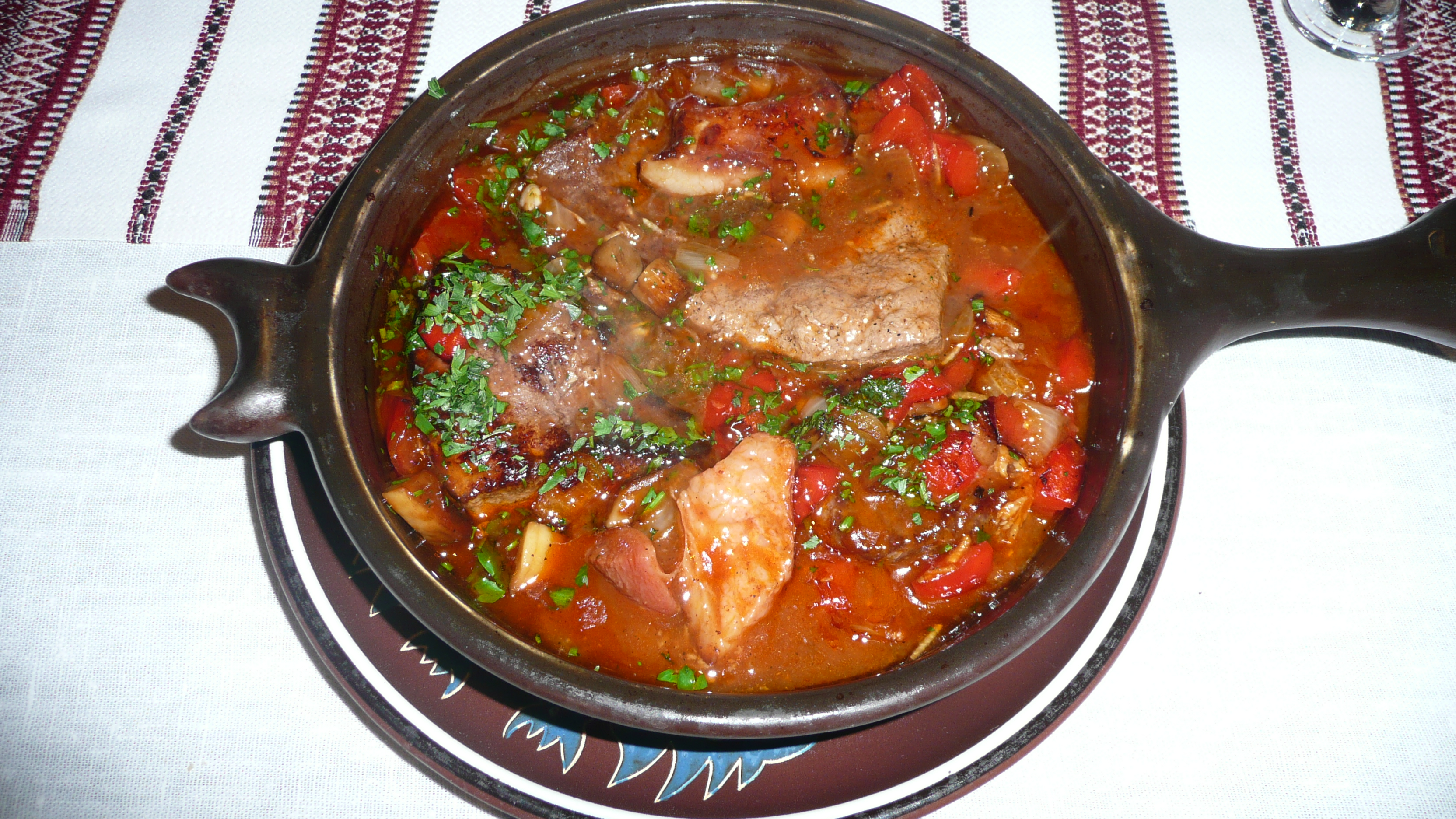
コサック風シチュー
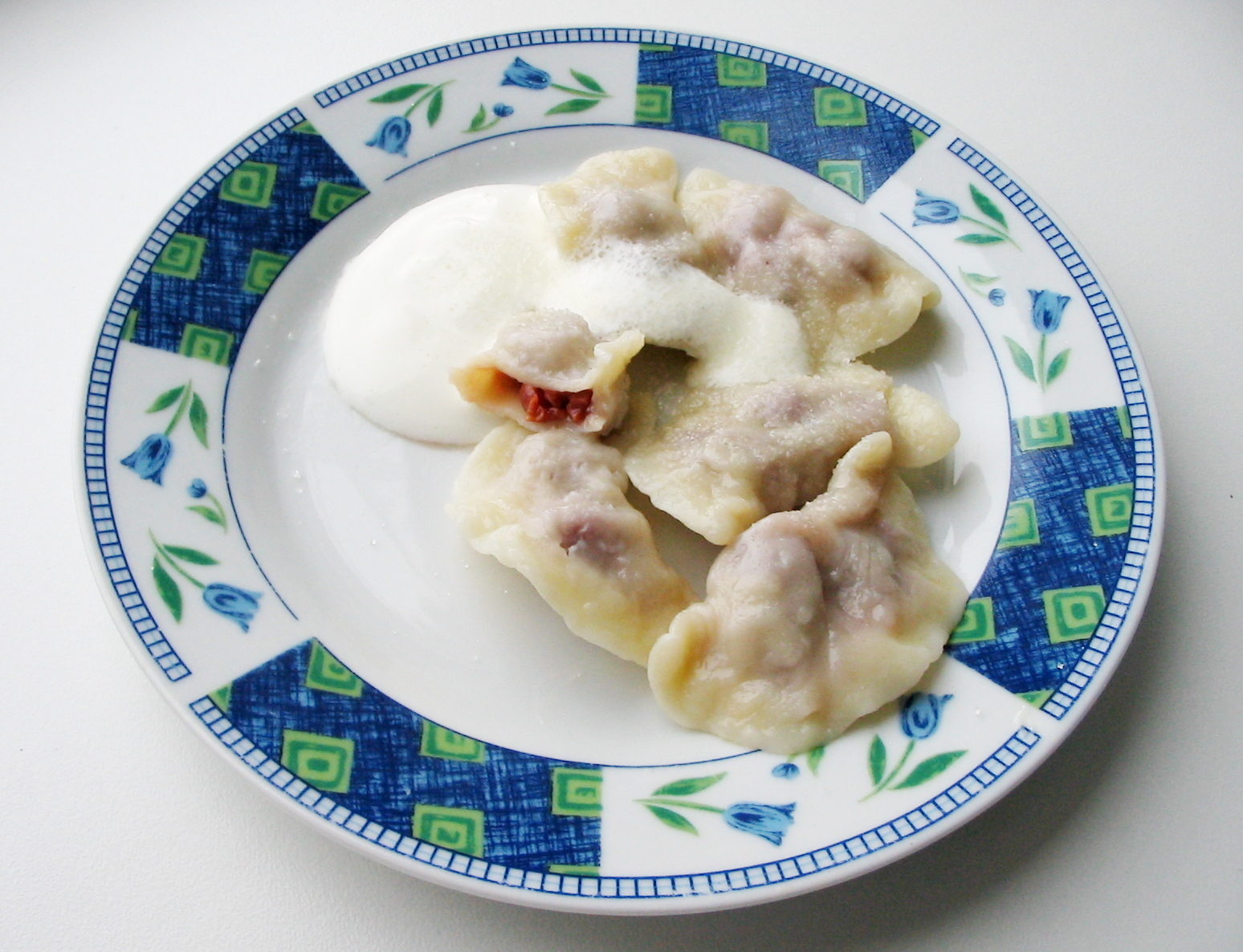
ヴァレーヌィク
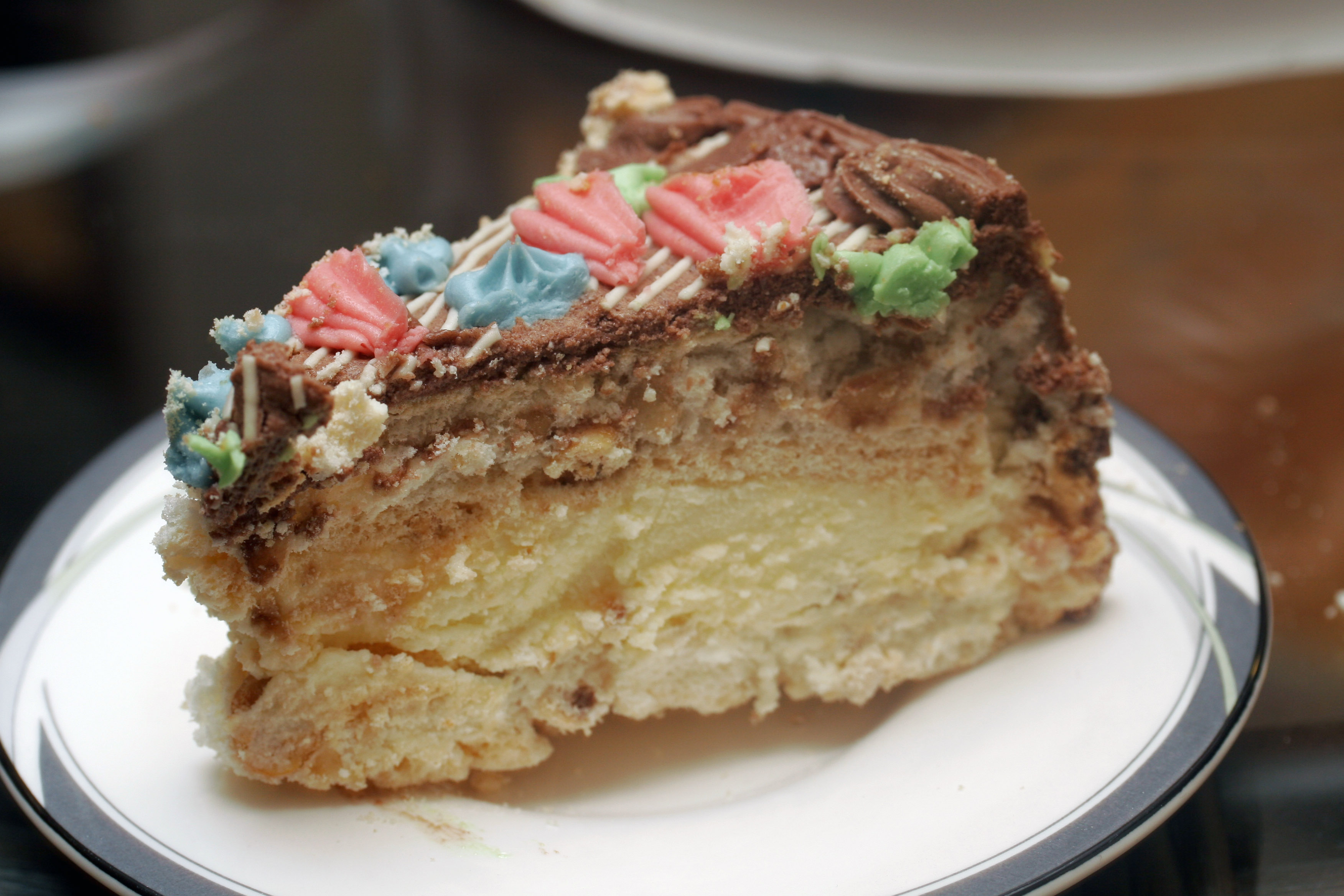
キエフケーキ

### 文学

#### 神話・昔話
- ウクライナの民話（ウクライナ語版）
  - コティホローシュコ
  - てぶくろ
  - かものむすめ(鶴の恩返しに似た民話)

### 音楽・舞踊
- ホパーク（コサック・ダンス）
- ウクライナの民族楽器（ウクライナ語版）
  - バンドゥーラ （弦楽器）
- ウクライナの民謡（ウクライナ語版）
  - 「ああ野の赤いガマズミよ」
  - マルーシャ・チュラーイ

### 美術

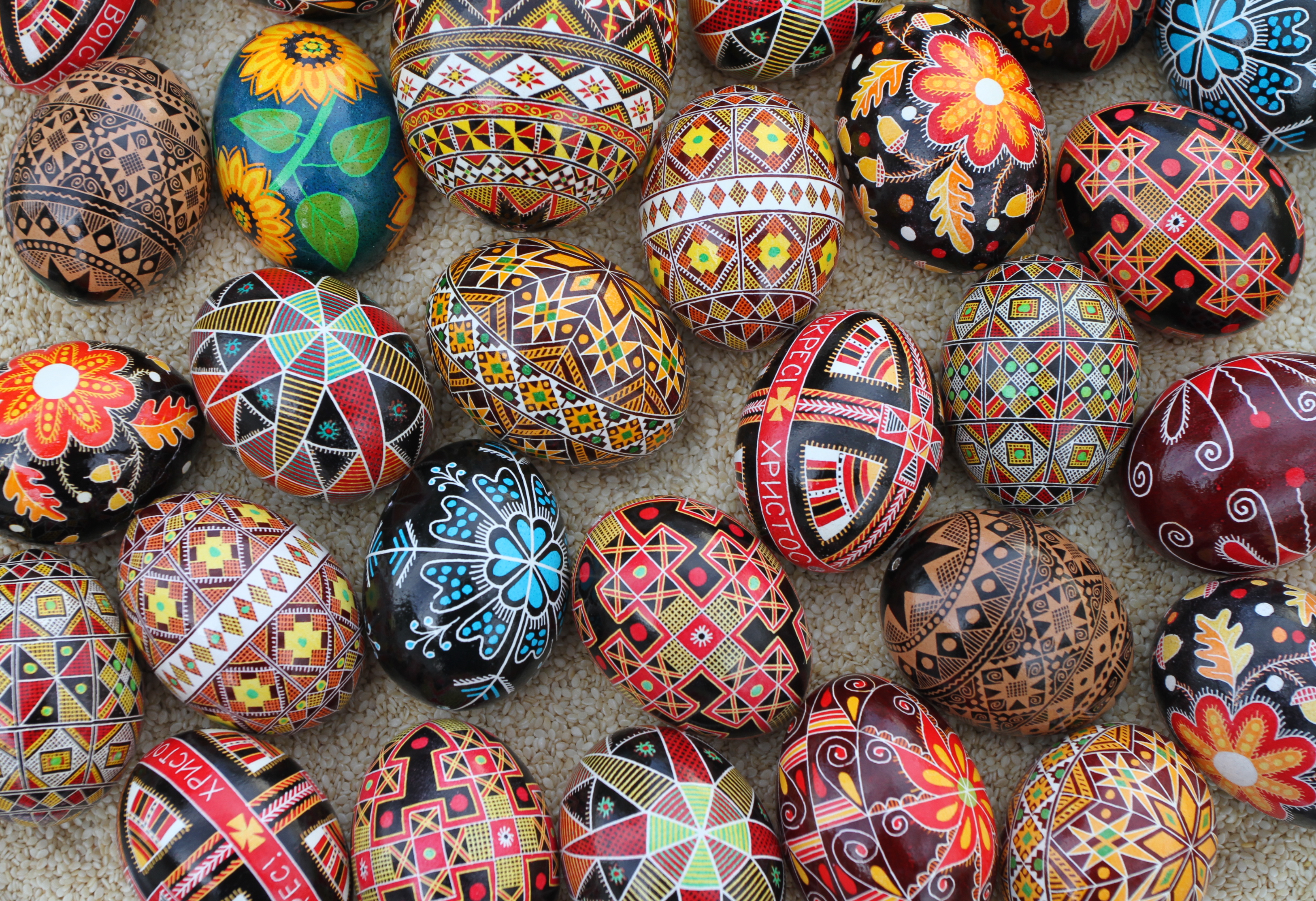
ウクライナのプィーサンカ

- コサック・ママーイ
- プィーサンカ
- ヴィチナンキ
- ペトリキウカ塗り

### アニメーション
- ウクライナアニメーションの歴史（英語版）
- コサック (アニメ)
- 「ストールンプリンセス:キーウの王女とルスラン」
- 「マフカ 森の歌」
- クセニア・シモノヴァ - サンドアートアニメーション作家

### 建築

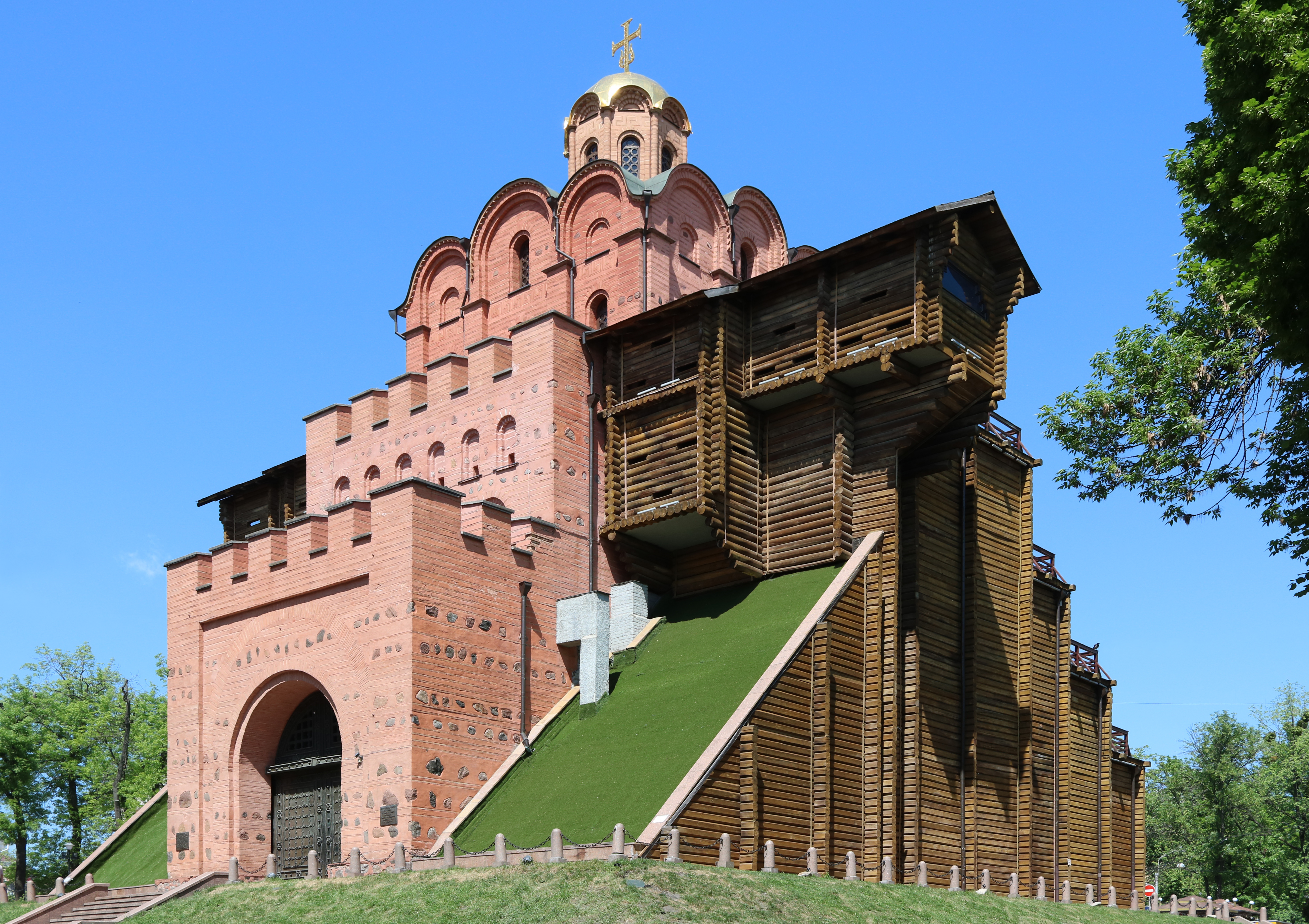
黄金の門
11世紀のキエフに存在した要塞の正門で、現存するのは1982年にソビエト当局によって再建ならび復元されたレプリカである

同国における建築はキエフ大公国が起源となるものが多く、12世紀のハールィチ・ヴォルィーニ大公国時代からリトアニア大公国ならびウクライナ・コサックが存在した15世紀後半の時代にポーランド・リトアニア共和国の影響下でウクライナ独自の建築技法が開発されて行った。その技法は形を変えつつも途絶えることなく以降の現代へ続いている。
有名な歴史的建造物には以下が挙げられる。
- 聖ソフィア大聖堂
- キエフ洞窟大修道院
- 聖ムィハイール黄金ドーム修道院
- 聖ムィコラーイ教会
- 救世主顕栄教会
- リヴァディア宮殿
- 怪物屋敷

### 服飾・衣装

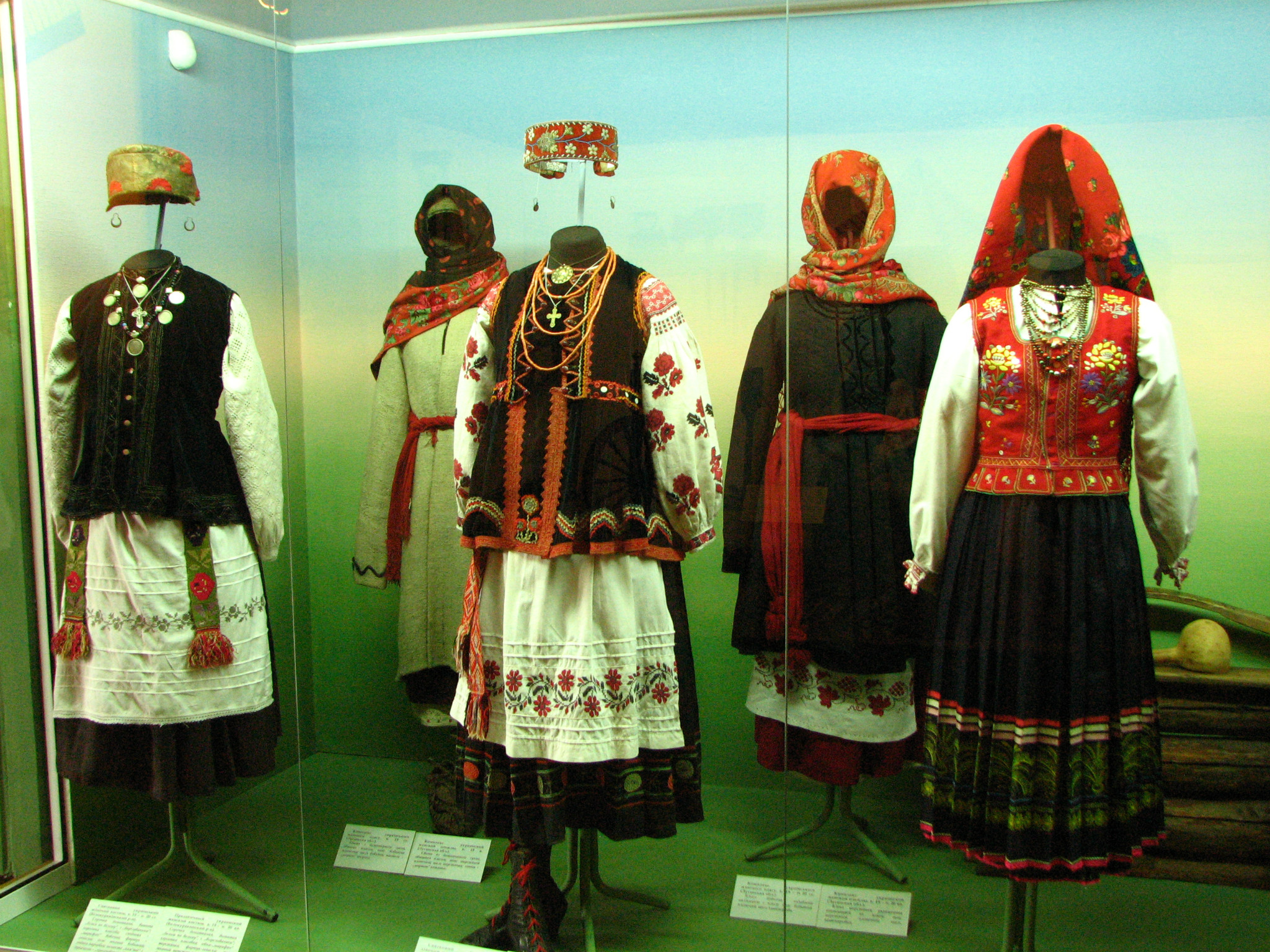
女性の民族衣装（ルハンシク郷土史博物館）

ウクライナの民族衣装は、ソロチカ、ヴィシヴァンカなどがある。これらは刺繍が施され、飾りだけではなく、魔よけの意味がある。地方ごとに独自の刺繍法があり、約200種類の技法、数千種類のモチーフがあるといわれている。伝統の布として、美しい刺繍のされたルシュニキ（ルシェニク、ルシニークとも）があり、儀式にも使われる。伝統的な花の冠はヴィノクと呼ばれる。

### 世界遺産
ウクライナ国内には、ユネスコの世界遺産リストに登録された文化遺産が4件、自然遺産が1件存在する。

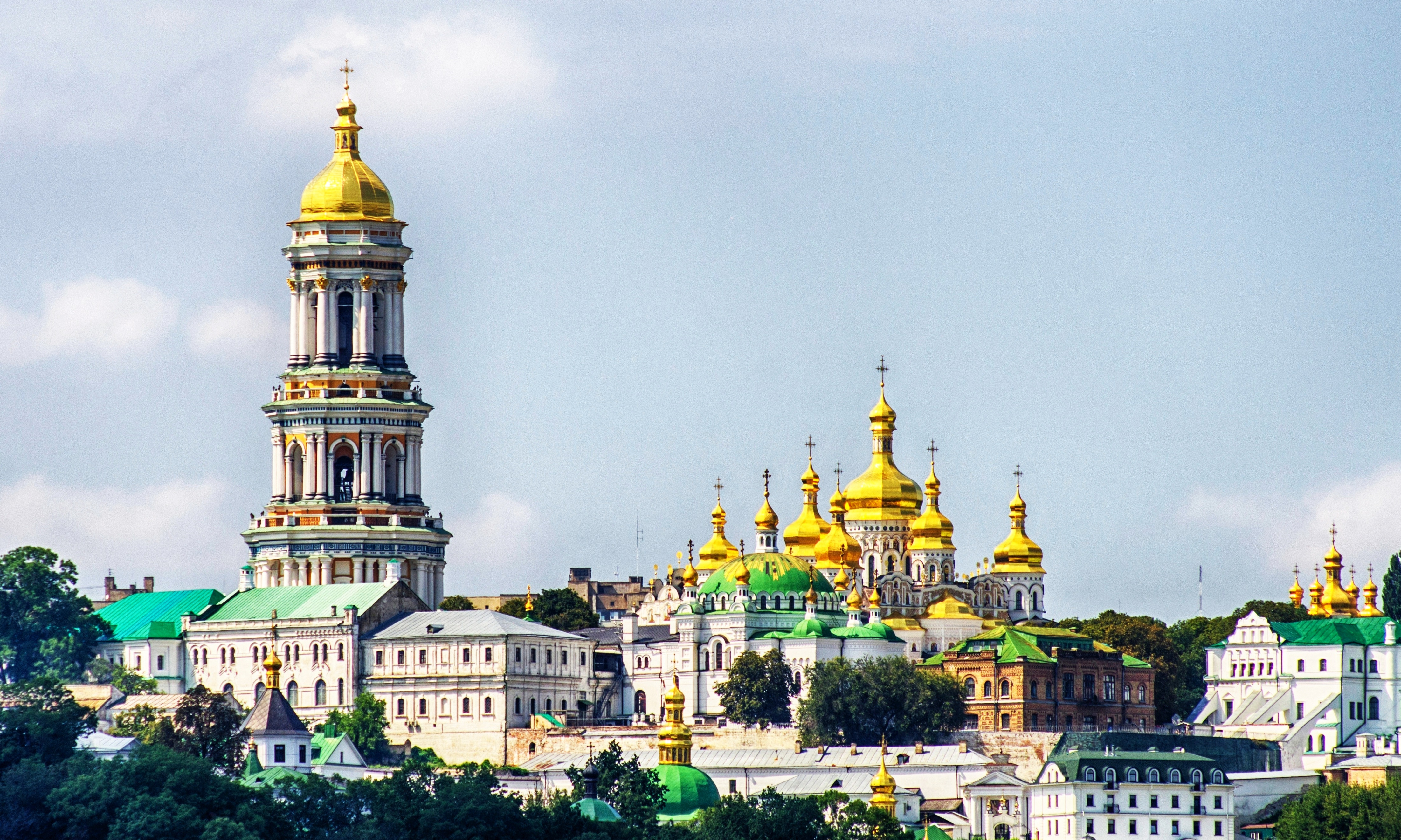
キーウの聖ソフィア大聖堂と関連する修道院群及びキーウ・ペチェールシク大修道院（1990年、文化遺産）
リヴィウ歴史地区（1998年、文化遺産)
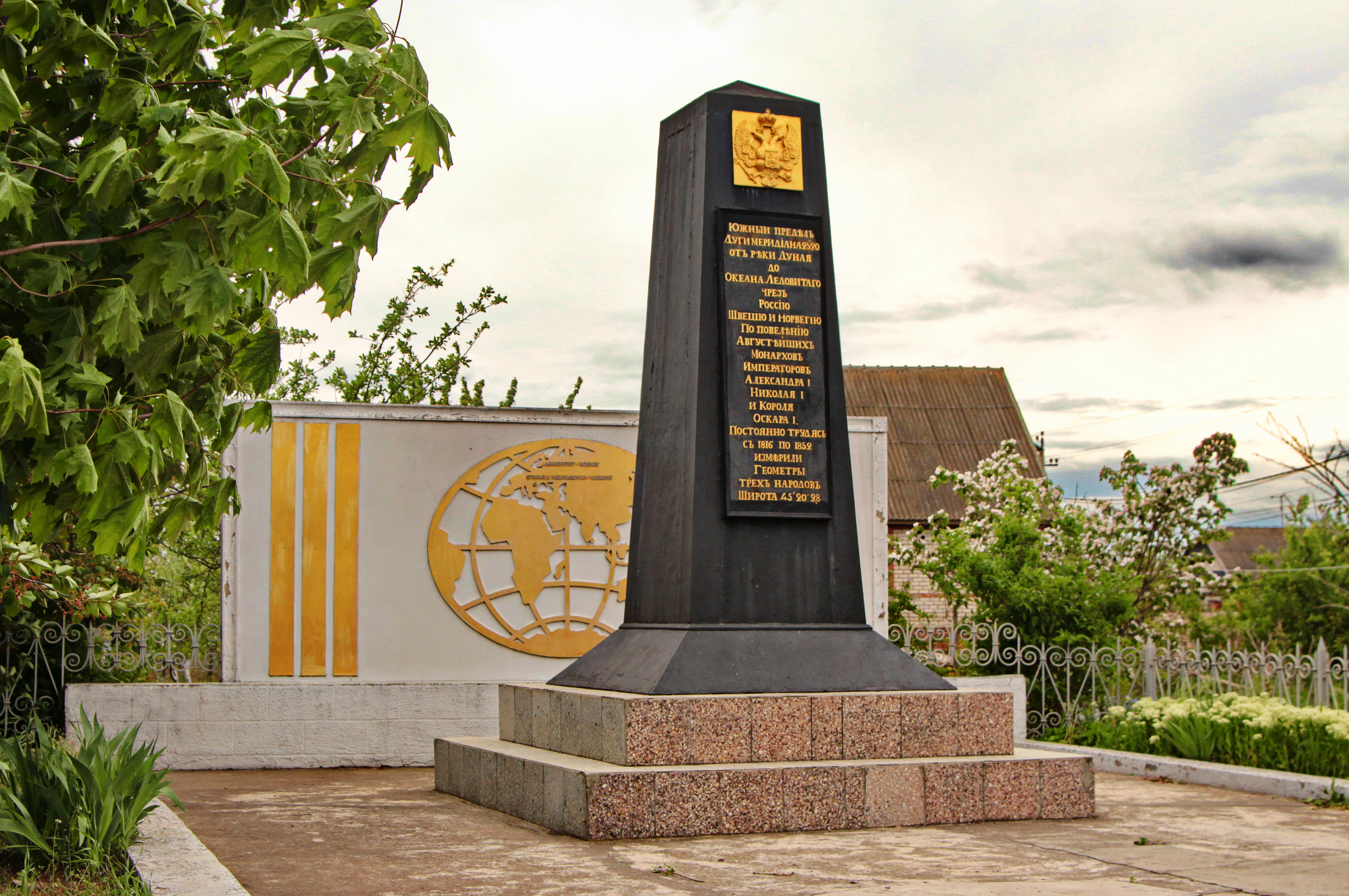
シュトルーヴェの測地弧（2005年、文化遺産）
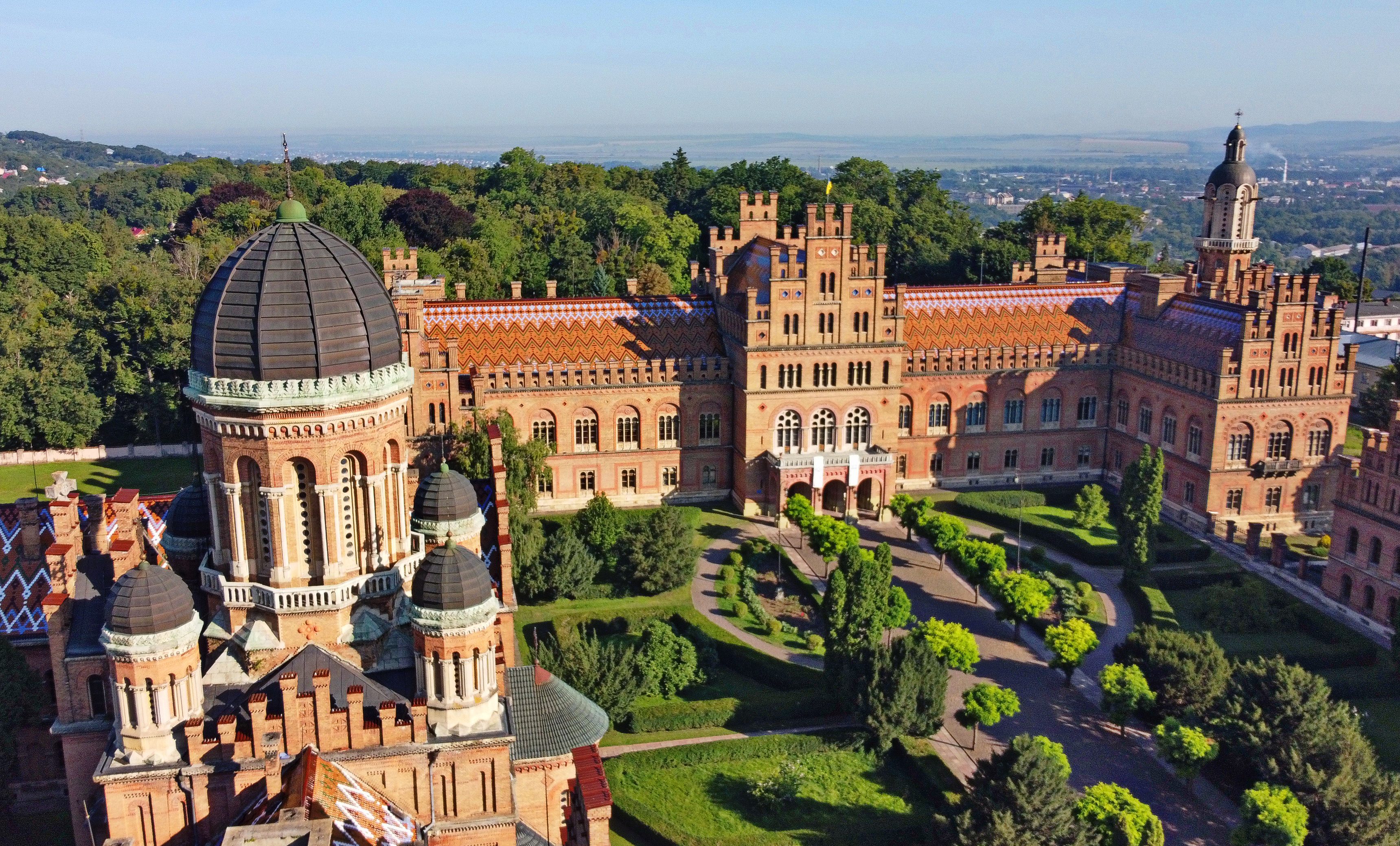
ブコビナ・ダルマチア府主教の邸宅（2011年、文化遺産）
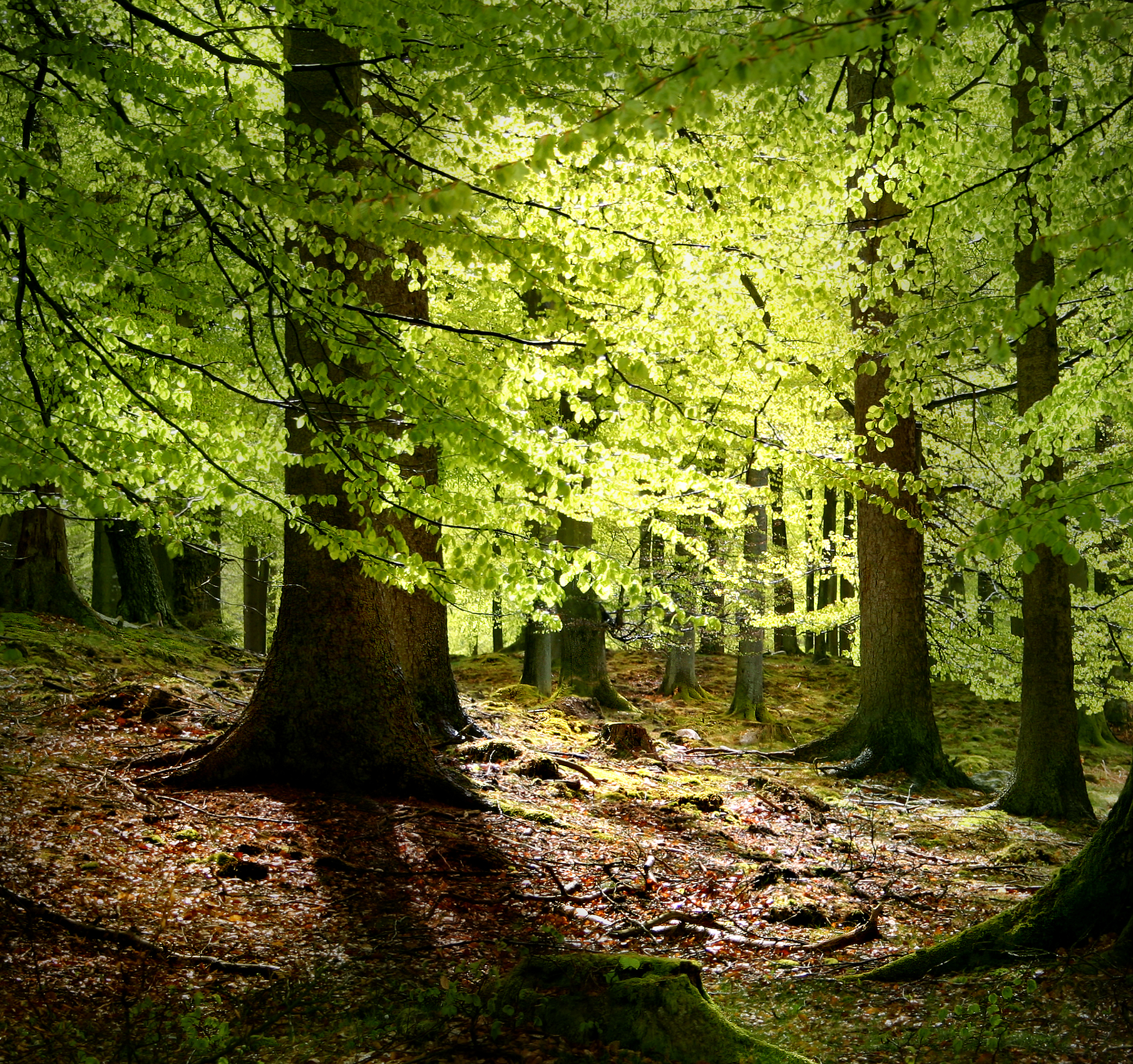
カルパティア山脈のブナ原生林とドイツのブナ古林群（2007年、自然遺産）

### 祝祭日
ウクライナではその歴史やキリスト教に由来する祝祭日が多いが、2014年に始まったロシアによる侵略以降、日取りや位置づけに変化が起きている。伝統的にロシアと同じ1月7日（ユリウス暦）に祝われていたクリスマスは他の欧州諸国と同じ12月25日（修正ユリウス暦）に変更する法律が2023年7月28日、ゼレンスキー大統領により署名された。クリスマスの非ロシア化は2022年ロシアのウクライナ侵攻で加速し、ウクライナ正教会は同年12月24日、ウクライナのカトリック教会や他の正教会とのトップ会談で、 クリスマスや復活祭を決める教会暦の改革に向けた作業部会設置で合意していた。独ソ戦の勝利記念日である5月9日は2022年から祝日ではなくなった。他国におけるヨーロッパ戦勝記念日である5月8日は、ウクライナでは「追悼と和解の日」に定められている。2024年以降5月8日は対独戦勝記念日として祝日に定められ、5月9日はヨーロッパの日になる。
| 祝祭日            |                |                                                               |      |
| 日付              | 日本語表記     | ウクライナ語表記                                              | 画像 |
| 1月1日            | 元日           | Новий рік                                                     |      |
| 3月8日            | 国際女性デー   | Міжнародний жіночий День                                      |      |
| 5月1日            | 労働の日       | День міжнародної солідарності трудящих                        |      |
| 移動祝日          | 復活祭         | Великдень                                                     |      |
| 5月8日            | 対独戦勝記念日 | День пам'яті та перемоги над нацизмом у Другій світовій війні |      |
| 復活祭の第8日曜日 | 三位一体の日   | Трійця                                                        |      |
| 6月28日           | 憲法記念日     | День Конституції                                              |      |
| 8月24日           | 独立記念日     | День Незалежності                                             |      |
| 12月25日          | クリスマス     | Різдво                                                        |      |

### スポーツ

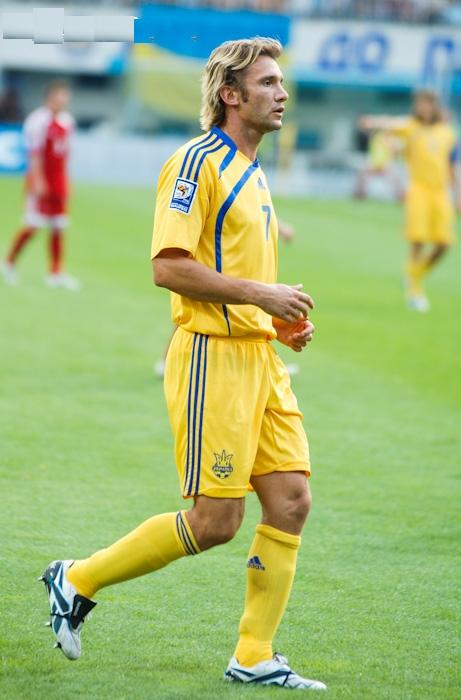
ウクライナの英雄であるアンドリー・シェフチェンコ (2010年)

ウクライナでも他のヨーロッパ諸国同様、サッカーが圧倒的に1番人気のスポーツであり、2012年にはポーランドとの共催でUEFA EURO 2012が開催されている。サッカー以外の球技ではテニスやバスケットボールが、格闘技ではボクシング、柔道、総合格闘技が人気である。
サッカー
1991年にサッカーリーグのウクライナ・プレミアリーグが創設され、リーグ優勝はディナモ・キーウ（16回）とシャフタール・ドネツク（14回）の2クラブによって殆ど支配されている（他はタフリヤ・シンフェロポリの1回のみ）。ウクライナサッカー連盟によって構成されるサッカーウクライナ代表は、FIFAワールドカップには2006年大会で初出場しベスト8の成績を収めた。UEFA欧州選手権には3度出場しており、2021年大会では過去最高位のベスト8に進出している。
ウクライナ人のサッカー選手の象徴的な存在として、現役時代は「ウクライナの矢」と呼ばれたアンドリー・シェフチェンコがおり、主にACミランで活躍しセリエA・得点王とUEFAチャンピオンズリーグ得点王に2度輝いており、2004年にはバロンドールも受賞している。シェフチェンコ以外では、マンチェスター・シティで活躍したオレクサンドル・ジンチェンコ（現在はアーセナル所属）、総額1億ユーロでチェルシーに加入したミハイロ・ムドリク、レアル・マドリードの守護神アンドリー・ルニン、2023-24シーズン、ラ・リーガ得点王のアルテム・ドフビクらが、非常に人気のある選手となっている。
2021-22シーズンはロシアのウクライナ侵攻により、国内リーグ戦の全試合が無期限中止となり、その後打ち切り「優勝チームなし」と決定した。さらにロシアとの戦争が継続中の2022年8月23日、シャフタール・ドネツクとメタリスト1925・ハルキウの試合を2022-23シーズンの開幕戦として、255日ぶりに国内でのサッカーリーグが開催された。なお、ロシア軍の標的になるのを避けるため「全試合が無観客開催」となる。

## 著名な出身者
政治家
- ヴォロディーメル1世：ルーシの大公
- ヤロスラフ1世：ルーシの大公
- ダヌィーロ1世：ルーシの王
- ボフダン・フメリニツキー：コサックの棟梁
- イヴァン・マゼーパ：コサックの棟梁

文化人
- フルィホーリイ・スコヴォロダ：詩人、哲学者
- タラス・シェフチェンコ：詩人、画家
- レーシャ・ウクラインカ：作家、詩人
- イヴァン・フランコ：作家、詩人
- ヴォロディームィル・ベルナドシクィイ：鉱物学者、地球化学者
- ウラジーミル・ドリンフェルト：数学者、フィールズ賞受賞者
- イズライル・ゲルファント：数学者
- ムィハイロ・フルシェヴシクィイ：歴史学者
- セルヒーイ・コロリョフ：ロケット開発者
- オレクサンドル・ドヴジェンコ：映画監督
- セルゲイ・ボンダルチュク：映画監督
- ミラ・ジョヴォヴィッチ：女優
- オルガ・キュリレンコ：女優

スポーツ選手
- アンドリー・シェフチェンコ：元サッカー選手
- オレグ・ブロヒン：元サッカー選手
- アナトリー・ティモシュチュク：元サッカー選手
- オレクサンドル・ジンチェンコ：サッカー選手
- アンドリー・ヤルモレンコ：サッカー選手
- アンドリー・メドヴェージェウ：テニス選手
- イゴール・ボブチャンチン：総合格闘家
- ウラジミール・クリチコ：プロボクサー
- オクサナ・バイウル：元フィギュアスケート選手。リレハンメルオリンピック女子シングル金メダリスト
- セルゲイ・ブブカ：陸上選手。1988年ソウルオリンピック男子棒高跳び金メダリスト
- ドミトリ・オフチャロフ：卓球選手
- 大鵬幸喜：大相撲力士。父親がウクライナ出身。のち北海道に移る[205]。
- ビタリ・クリチコ：プロボクサー
- ヤナ・クロチコワ：競泳選手。2000年シドニーオリンピック女子400m個人メドレー金メダリスト
- オレグ・ベルニャエフ：体操選手。2016年リオデジャネイロオリンピック男子種目別平行棒金メダリスト
- マリヤ・スタドニク：女子レスリング選手。リヴィウ州リヴィウ（ウクライナ・ソビエト社会主義共和国時代）出身[注釈 12][206][207]
- 獅司大：大相撲力士[208]

音楽家
- ドムィトロー・ボルトニャーンスィクィイ：作曲家
- ミコラ・リセンコ：作曲家
- レインゴリト・グリエール：作曲家
- ボリス・リャトシンスキー：作曲家
- セルゲイ・プロコフィエフ：作曲家
- ヴラジーミル・ホロヴィッツ：ピアニスト
- スヴャトスラフ・リヒテル：ピアニスト
- エミール・ギレリス：ピアニスト
- ヴィタリ・クープリ：クラシックピアニスト、ロックバンドのキーボーディスト、作曲家
- ヴァレンティーナ・リシッツァ：ピアニスト
- ナタン・ミルシテイン：ヴァイオリニスト
- ダヴィッド・オイストラフ：ヴァイオリニスト
- アイザック・スターン：ヴァイオリニスト
- セルジュ・リファール：振付家、舞踏家
- ソロミヤ・クルシェルニツカ ：オペラ歌手
- ヴラジーミル・マラーホフ ：バレエダンサー
- ナターシャ・グジー：歌手、バンドゥーラ演奏家
- ソフィーヤ・ロタール：歌手・俳優
- セルゲイ・ポルーニン：バレエダンサー
- フリスティナ・ソロヴィ：フォークシンガー